# Parc de Vivers d'Ulía
El parc de Vivers de Ulía és al barri d'Ulía a la ciutat de Sant Sebastià (Donostia), té una extensió de 14.500 m² i està situat al començament del Passeig d'Ulía, en l'encreuament amb el Carrer Jose Elósegi. Es denomina Parc de Vivers de Ulía, ja que els vivers situats dins del parc van ser usats per a proveir de plantes pels jardins públics de Donostia durant tot el segle xx, fins que el 2008 l'ajuntament va traslladar aquests vivers municipals a LauHaizeta. Després d'estar set anys clausurat, el 2015 els veïns del barri el van obrir de nou i des de llavors el gestionen amb el permís de l'ajuntament. El 2016 l'ajuntament de Donostia vol construir habitatges on ara està situat el parc. El parc té gran valor perquè inclou dos antics dipòsits d'aigua del segle xix, pels seus elements arquitectònics i per la seva flora i fauna. L'informe publicat per l'Associació Cientifica Aranzadi al maig de 2016 descrivia els valors de parc des de sis punts de vista.

## Els dipòsits d'aigua

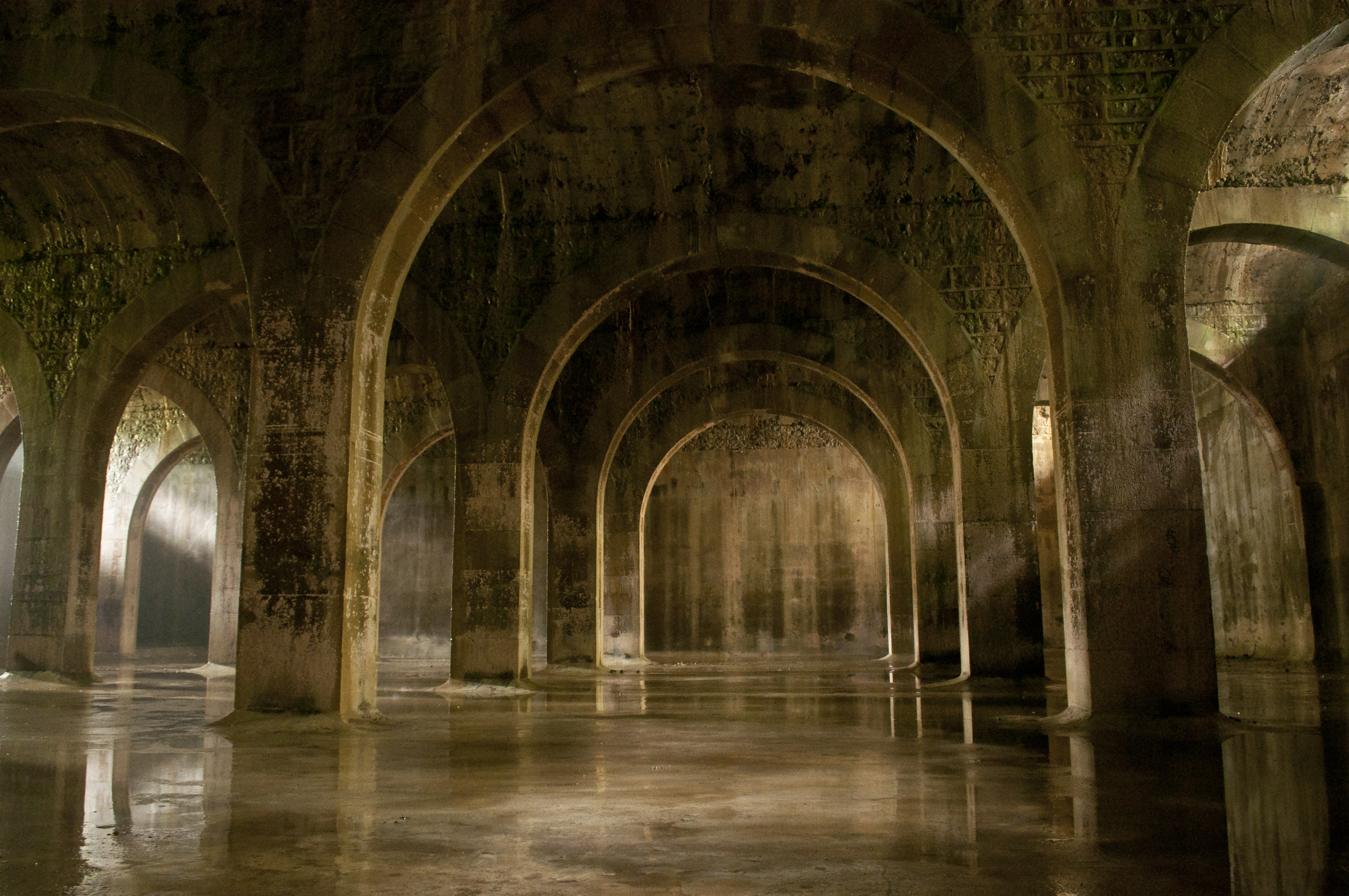
El dipòsit d'aigua Buskando

Soroborda i Buskando, dos antics dipòsits d'aigua ben conservats des del segle xix i que estan situats dins del parc dels Vivers d'Ulia. L'existència d'aquests dipòsits era pràcticament desconeguda a Donostia quan el 2006 es van voler esfondrar per construir-hi habitatges de luxe, però un informe de l'Associació Científica Aranzadi va posar en relleu el seu valor arquitectònic com un element important que pertany al patrimoni cultural de la ciutat.

## Aus i animals

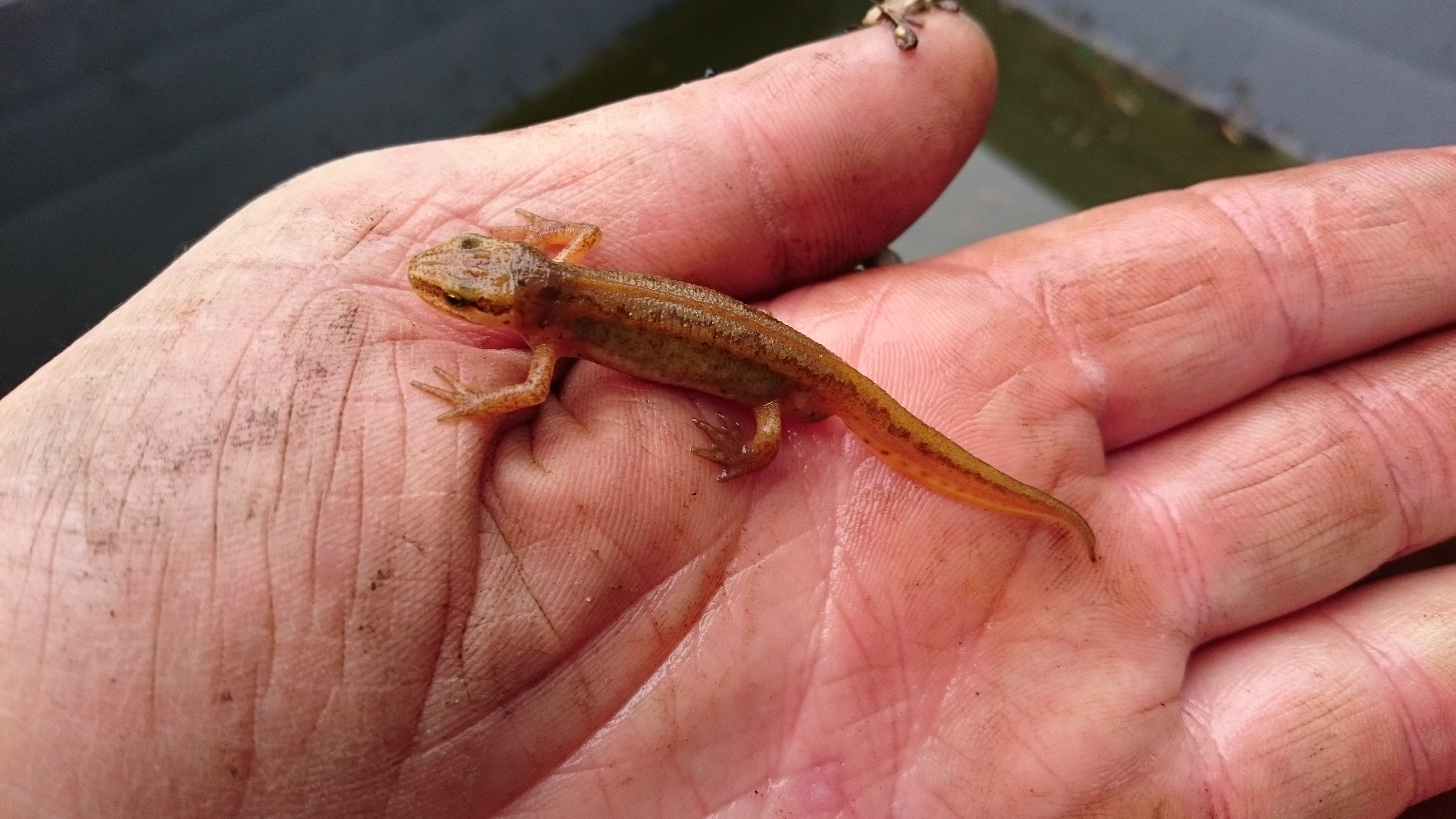
Una salamandra del parc de Vivers de Ulía

Amfibis com el gripau llevadora i el tritó habiten en els pous del parc.
En les sessions organitzades mensualment al parc per SEU/BirdLife de Donostia s'han observat fins a 32 espècies d'aus: mallerenga blava, estornell, cornella, falcó pelegrí, falcó, tord comú, cuereta blanca, mallerenga cuallarga, oreneta cuablanca, bruel, corb, gaig, papamosques, mastegatatxes, esparver, pinsà, colom, raspinell comú, gavià de potes grogues, cadernera, mallerenga carbonera, reietó, garsa, milà reial, picot garser gros, tudó, mallerenga petita, falciot, gafarró, tórtora turca, pardal, cargolet, tallarol de casquet, mosquiter comú, canari, pardal comú, pinsà, verderol, aligot comú i la merla.

## Arbres i plantes
Almenys són 39 les espècies diferents d'arbres que tenen presència al parc. La major part no són autòctones del País Basc, sinó són procedents d'altres països, portats com a curiositat pels jardiners que gestionaven els Vivers Municipals.

Aquestes són les espècies catalogades:

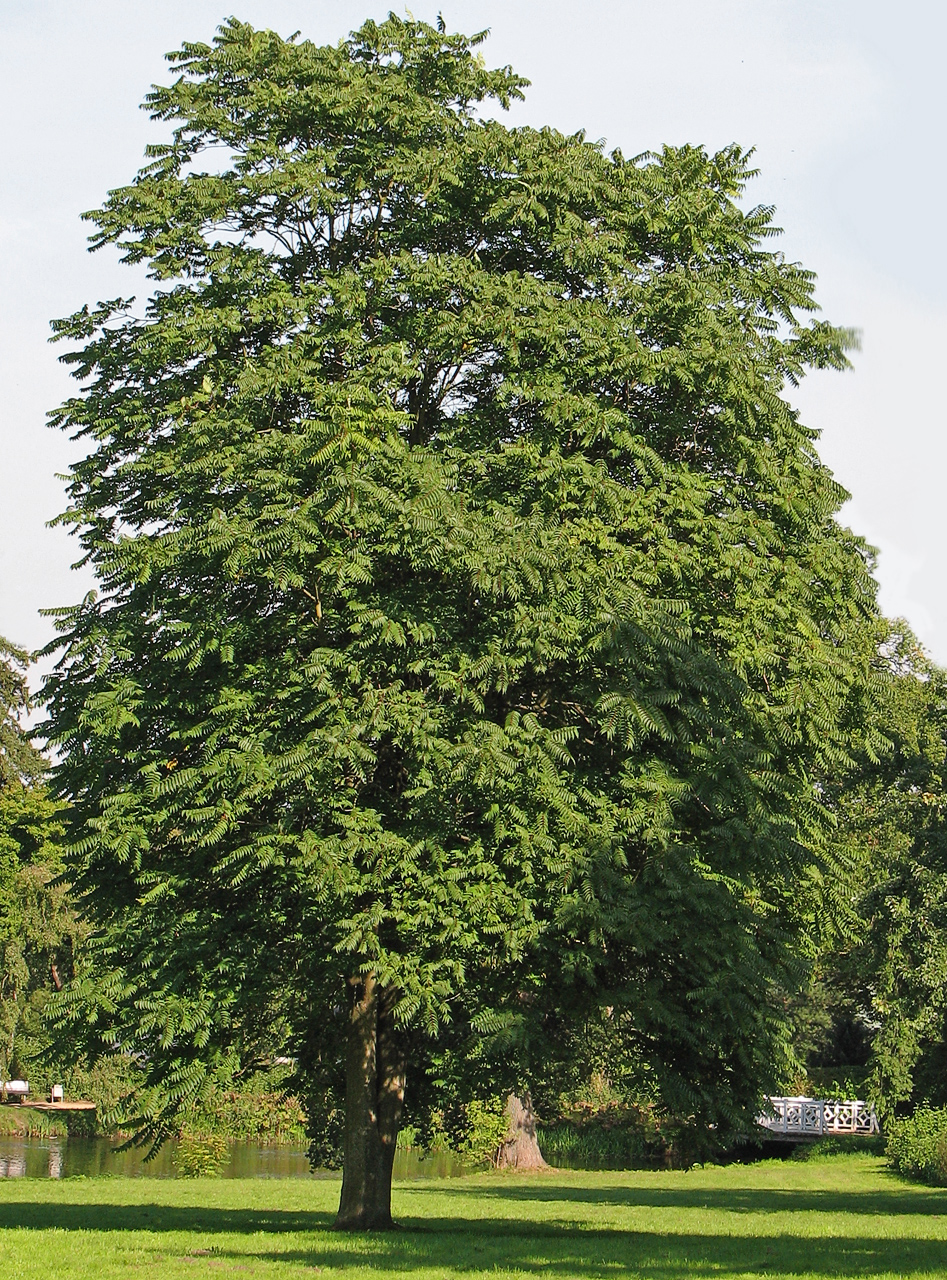
Ailant
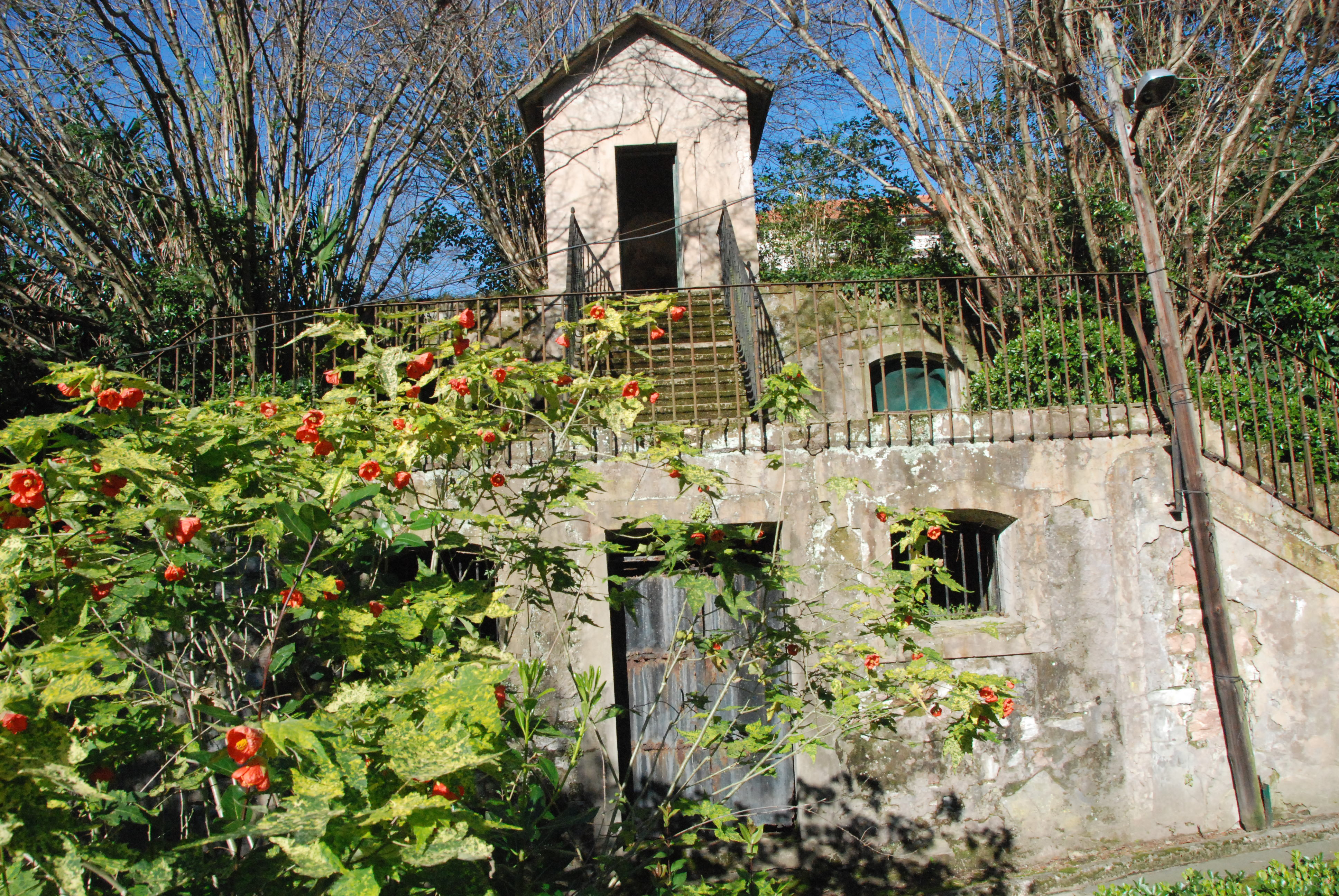
Abutilon megapotamicum
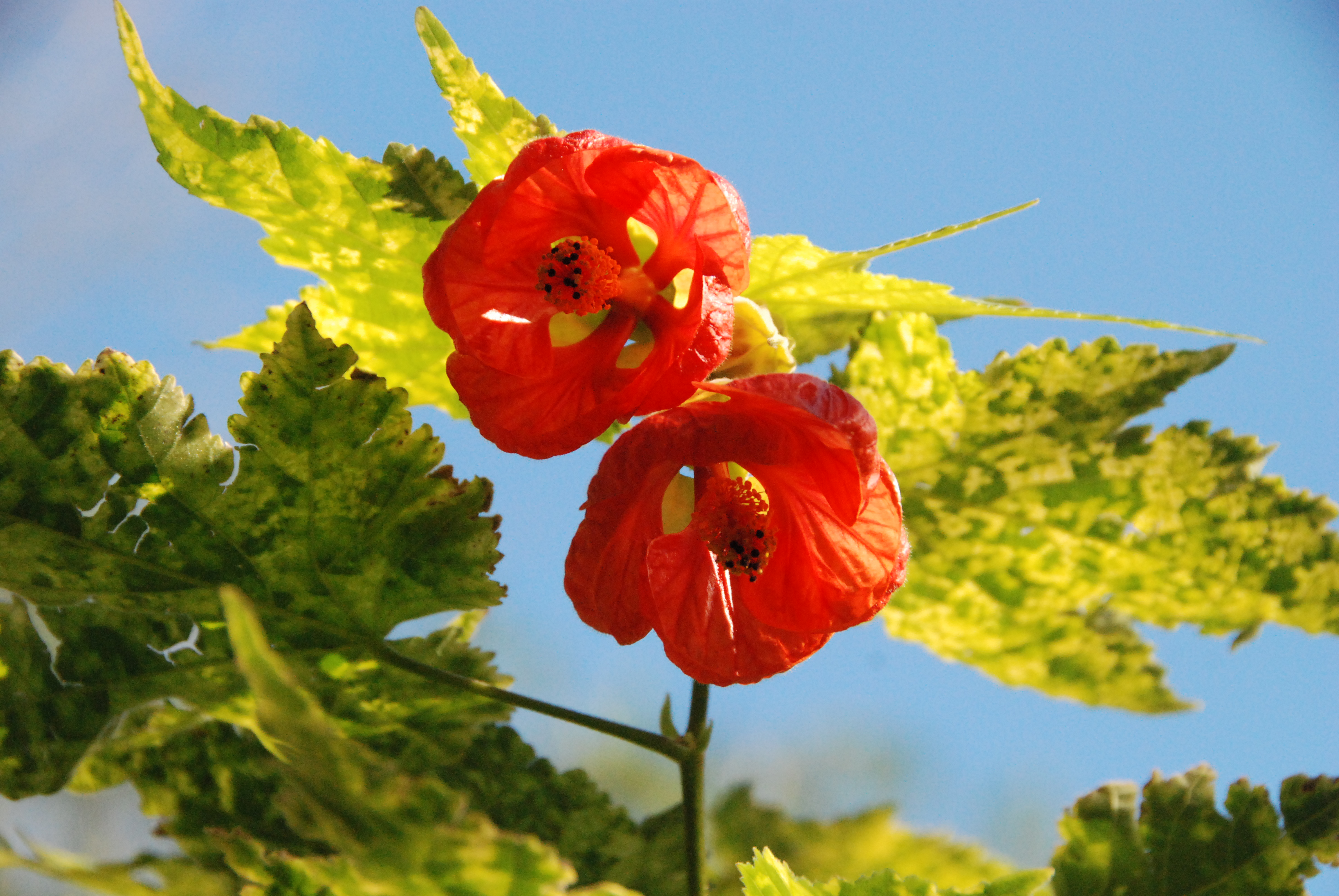
Abutilon megapotamicum
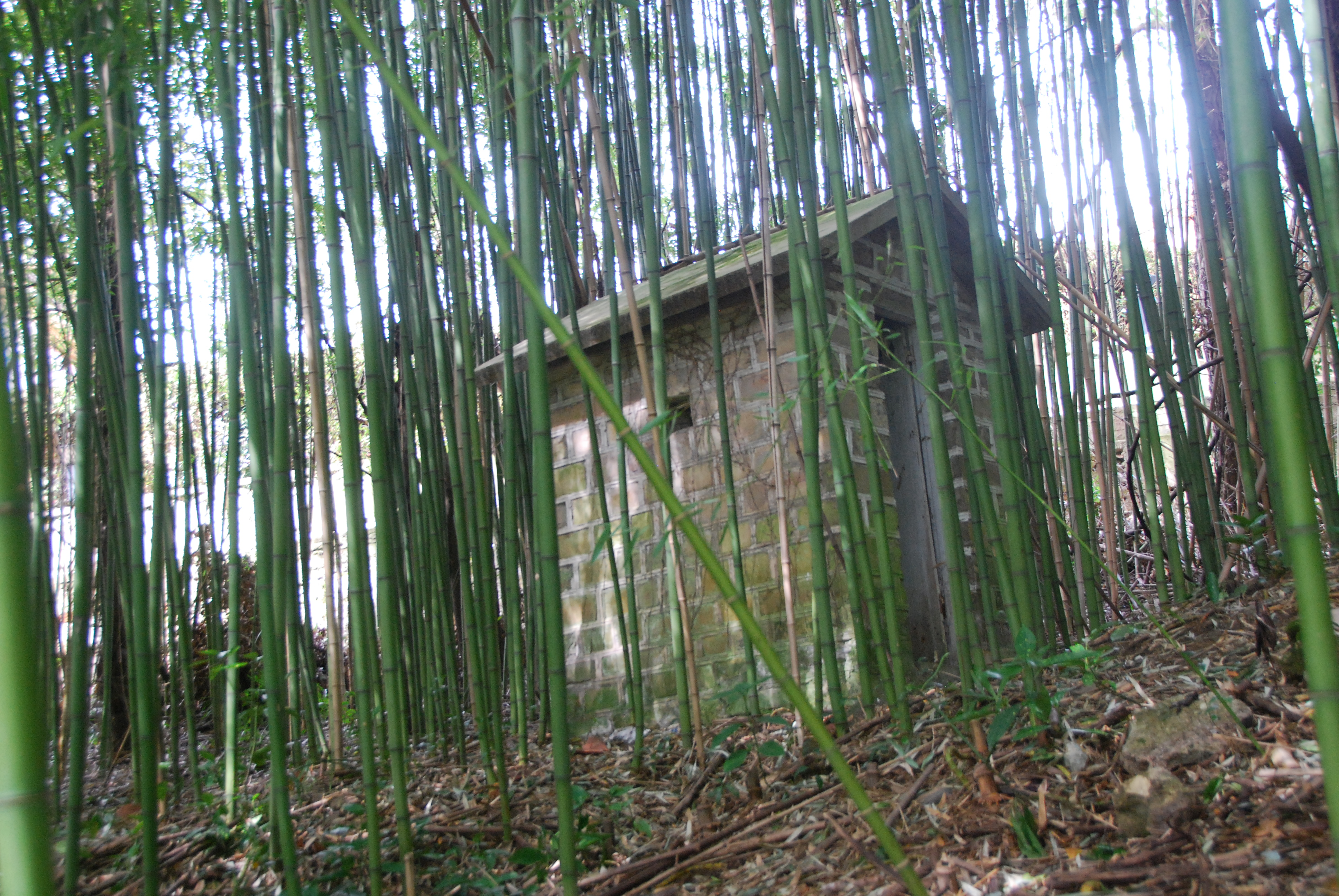
Bambú (bambusòidia)
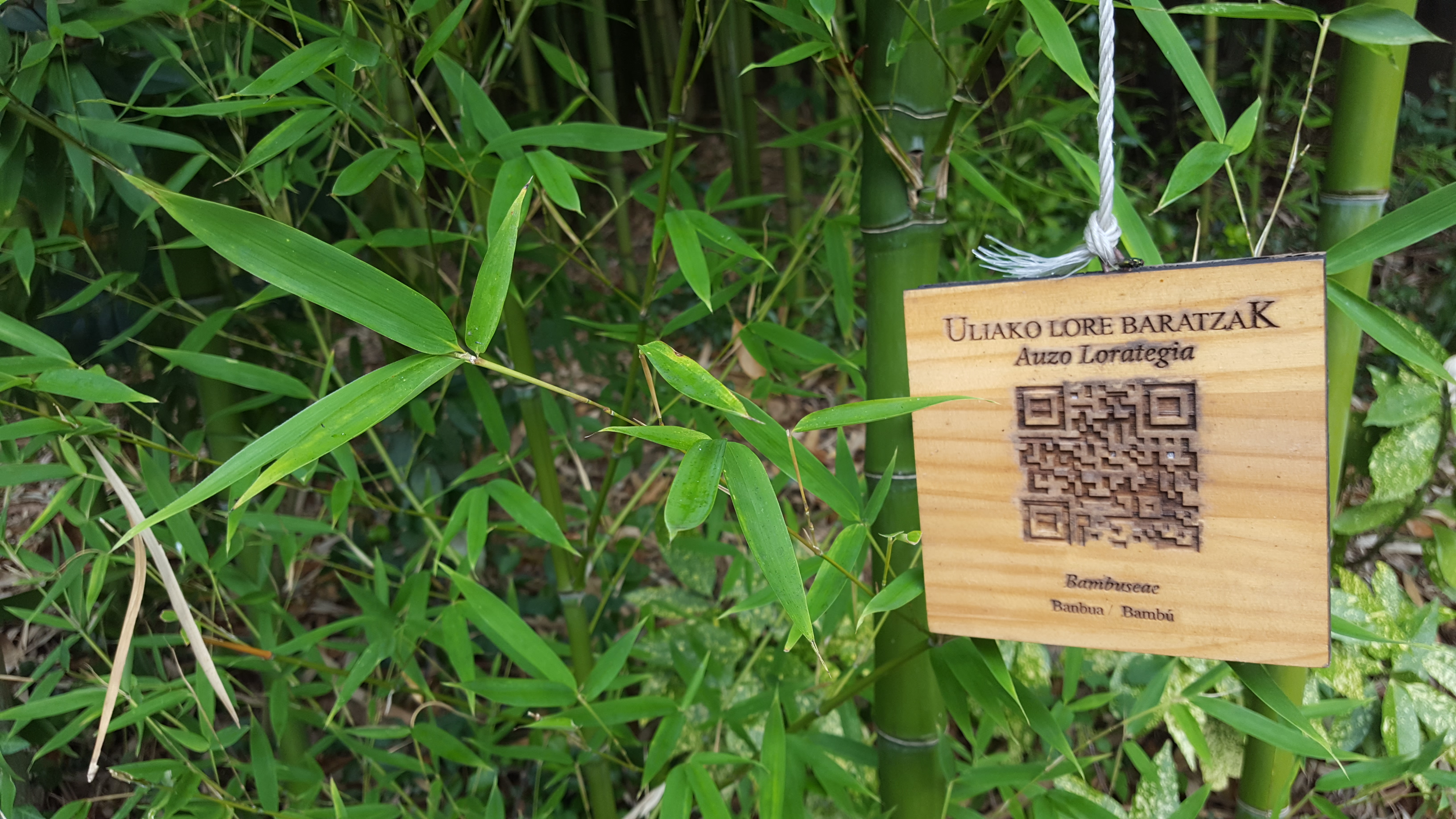
Bambú (bambusòidia)
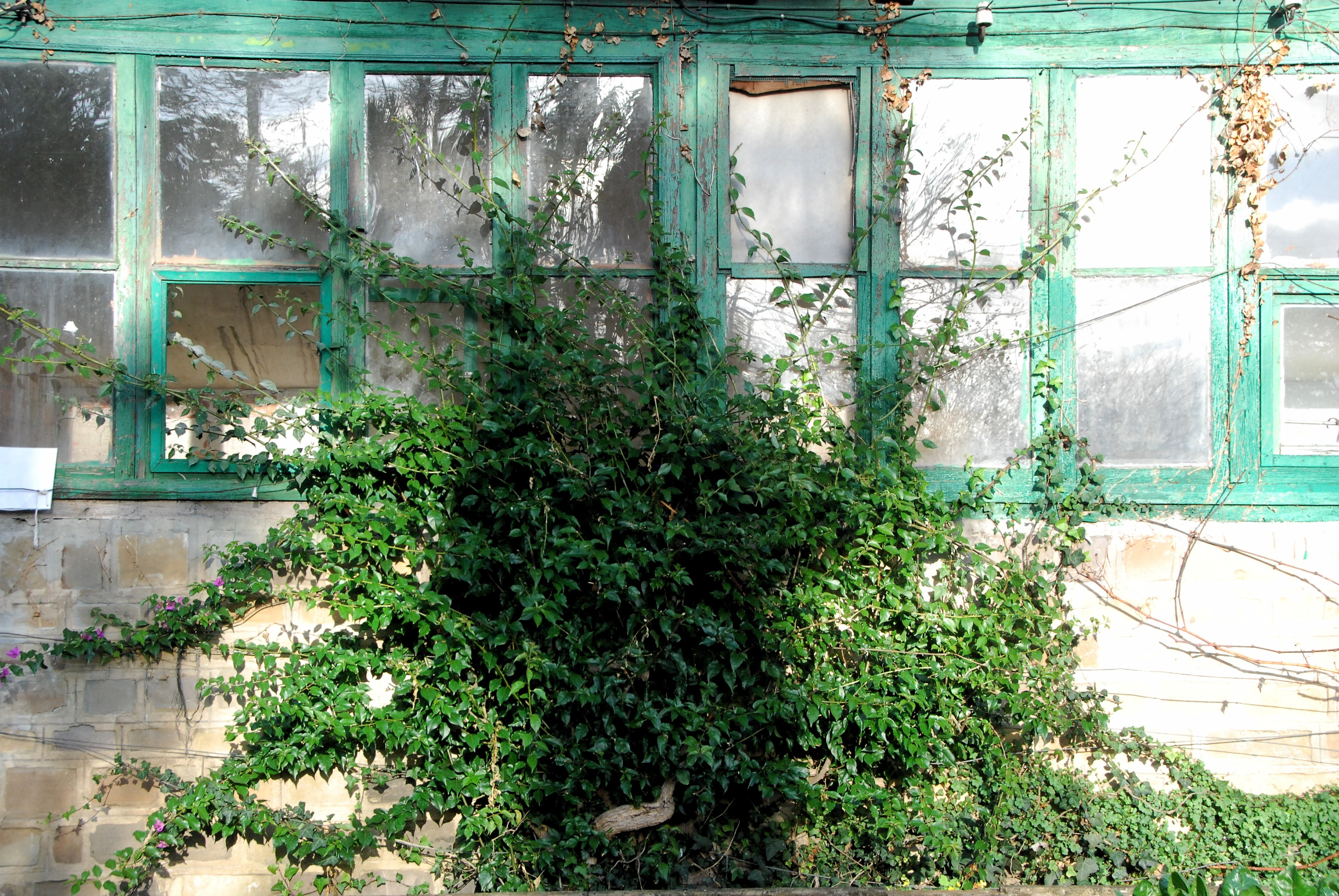
Buguenvíl·lea
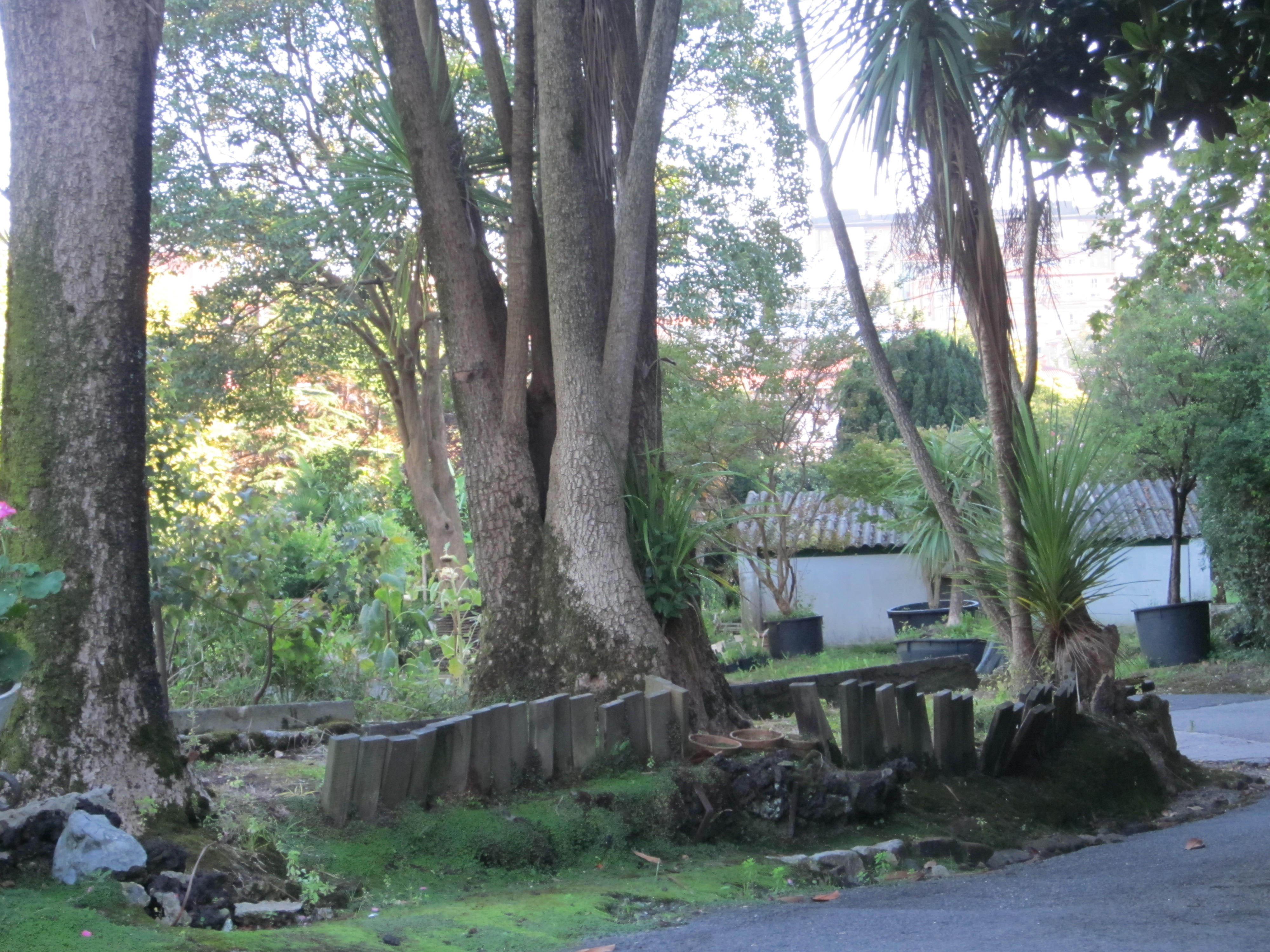
Cordyline (Cordyline australis)
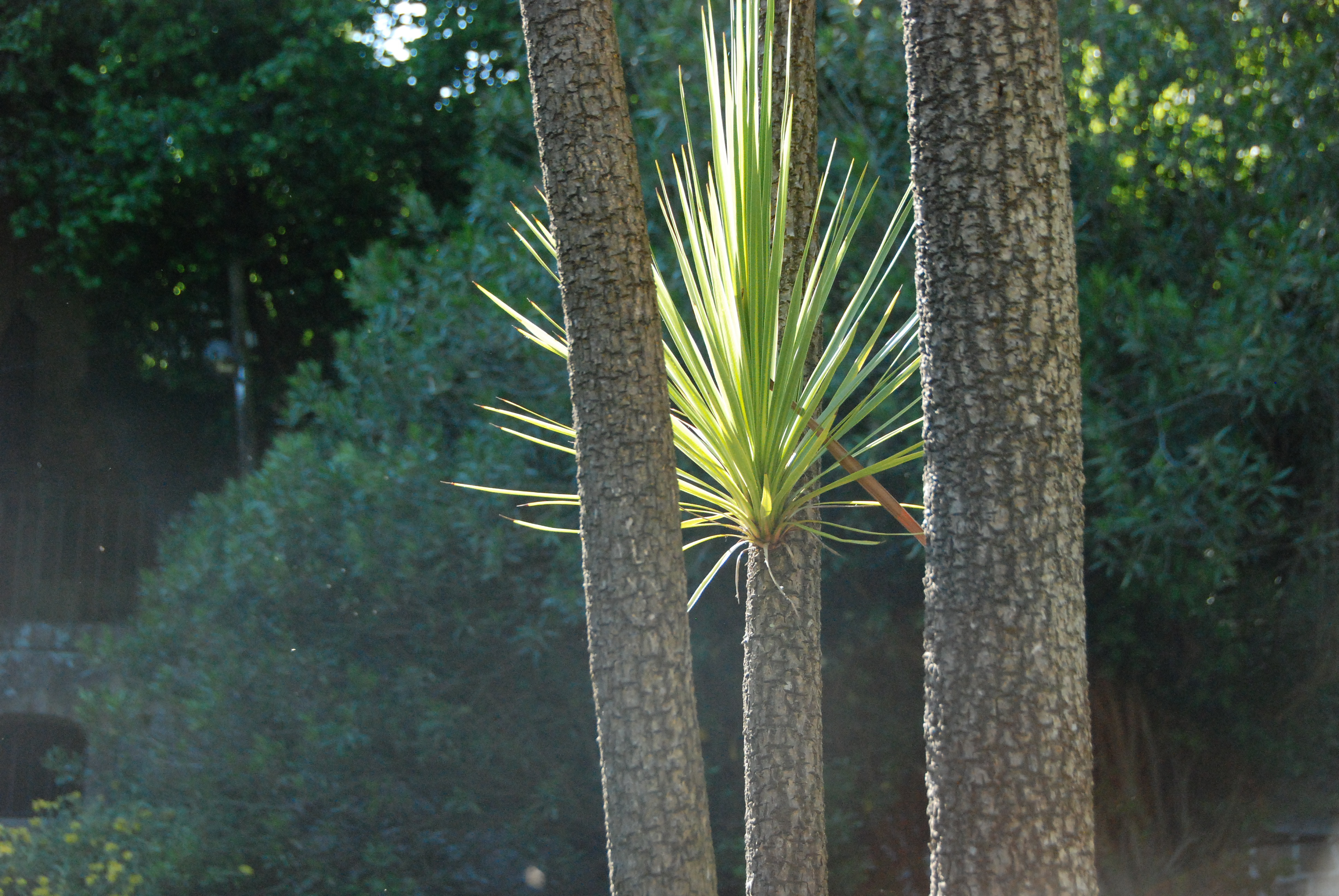
Cordyline (Cordyline australis)
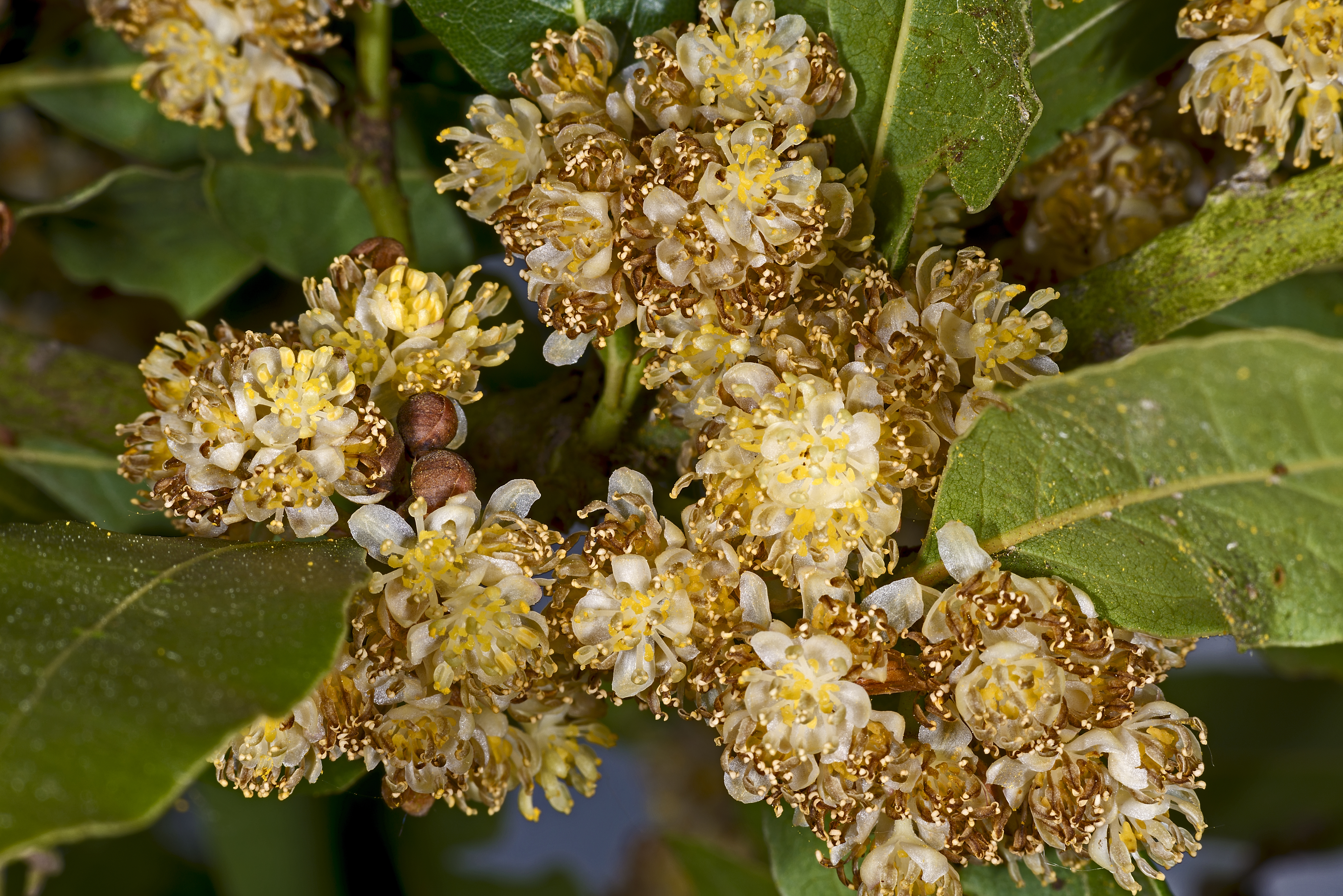
Llorer (Laurus nobilis)
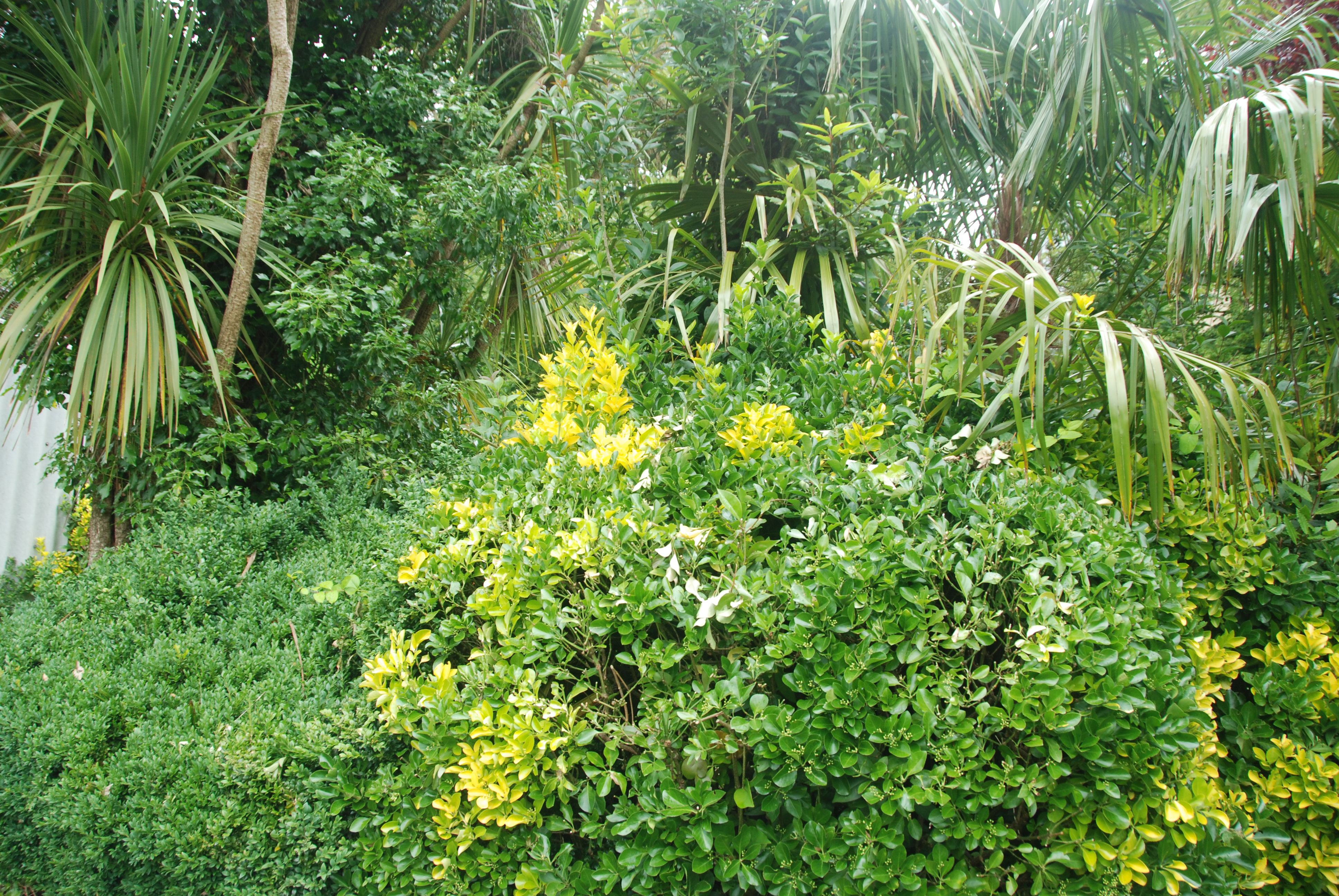
Euonymus fortunei
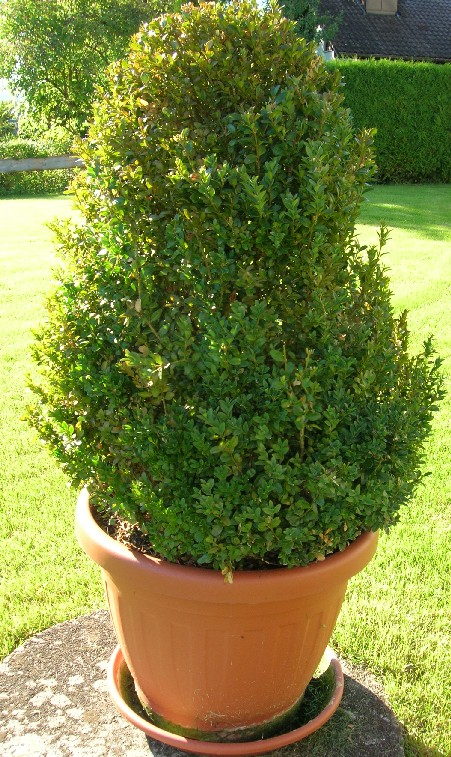
Buxus sempervirens
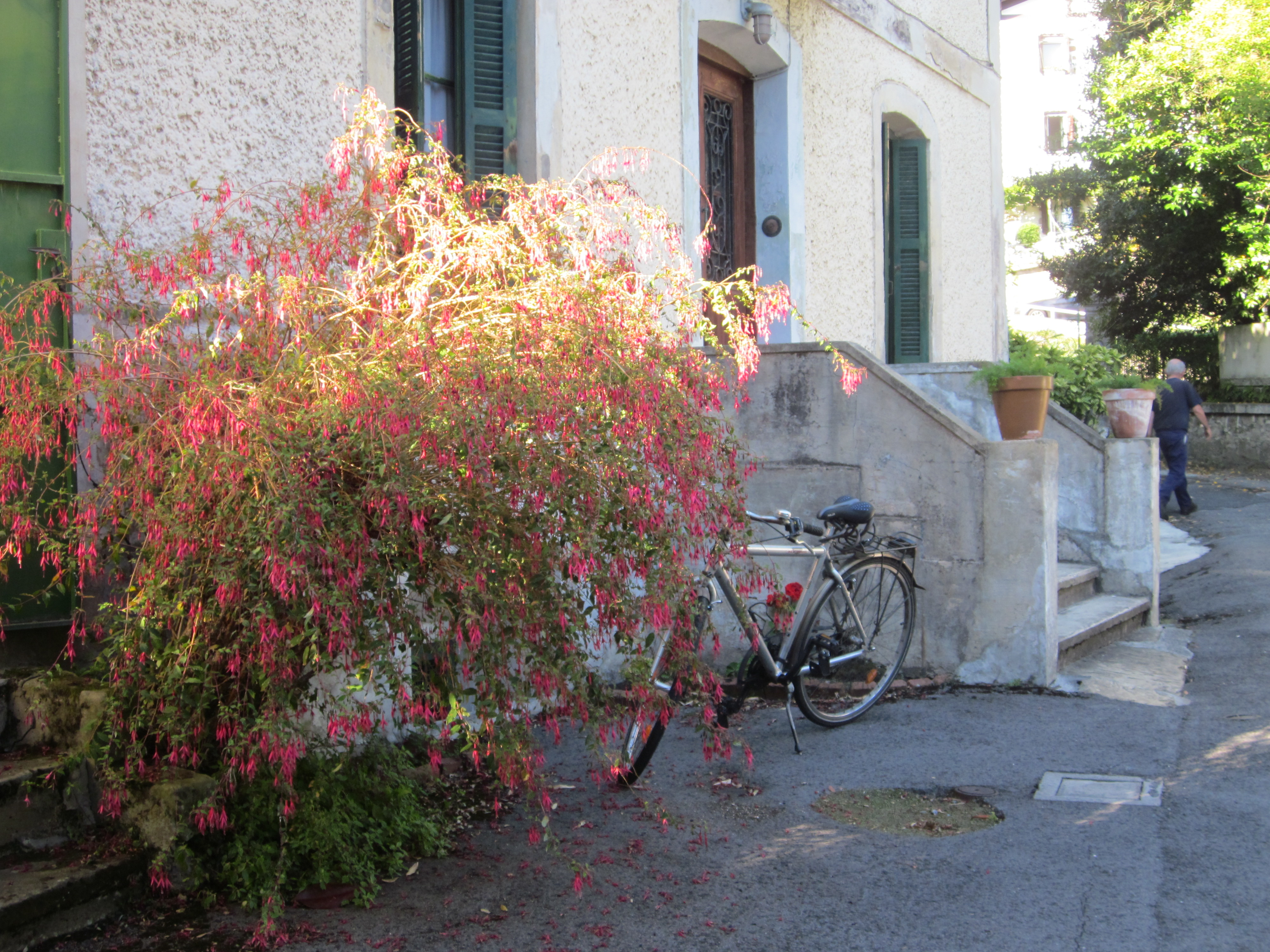
Fúcsia (Fuchsia magellanica)
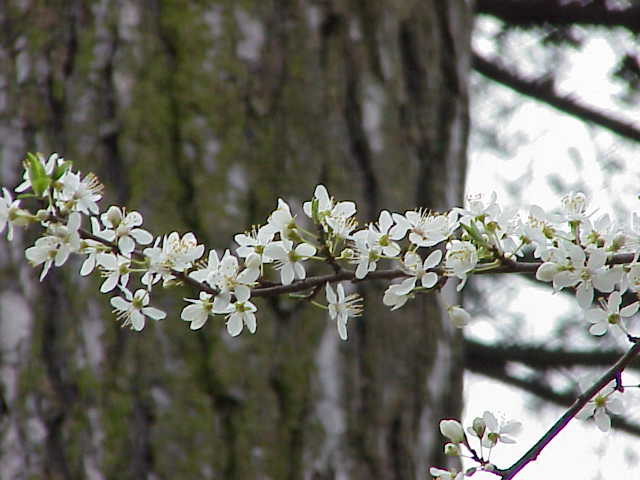
Mirabolà
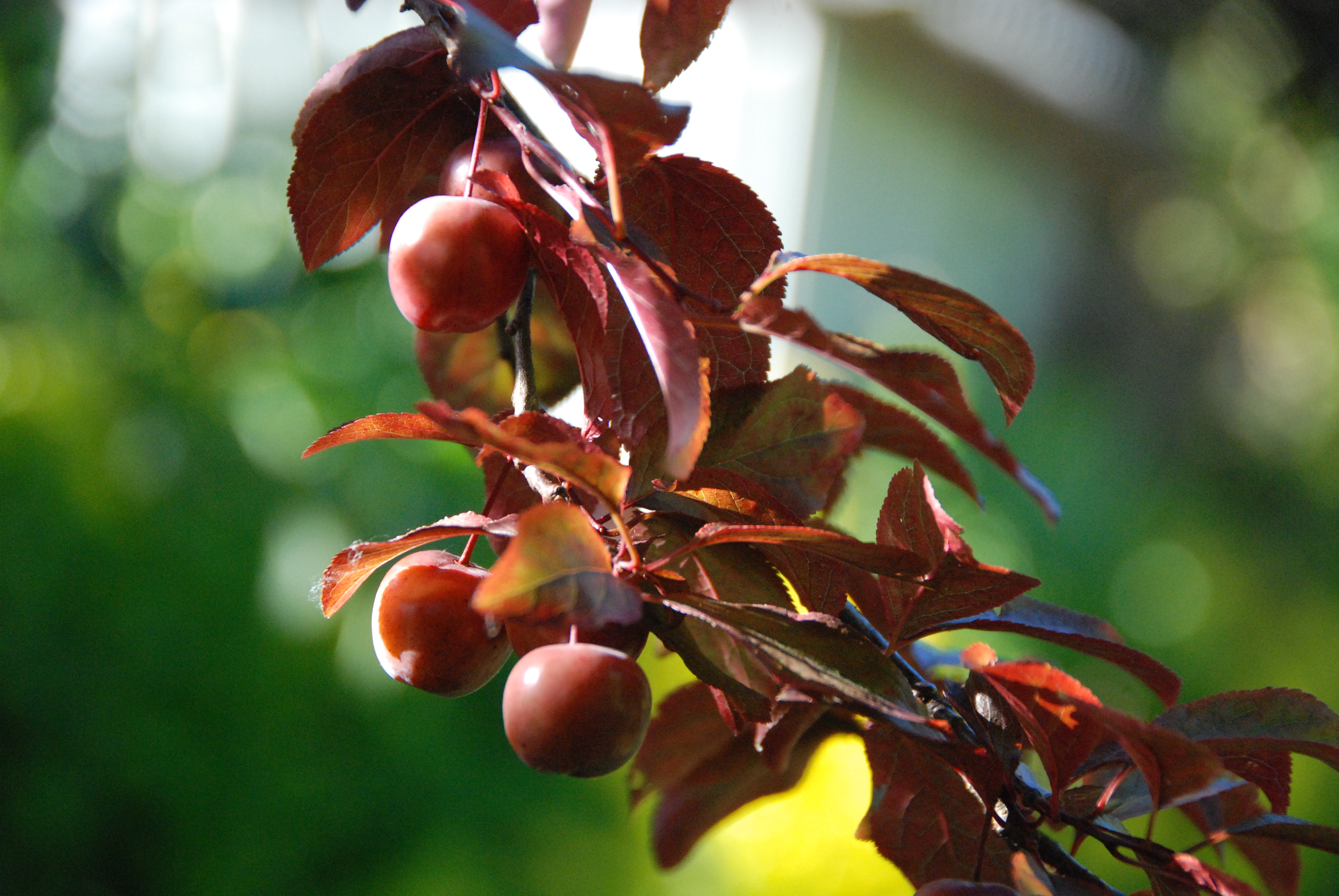
Mirabolà
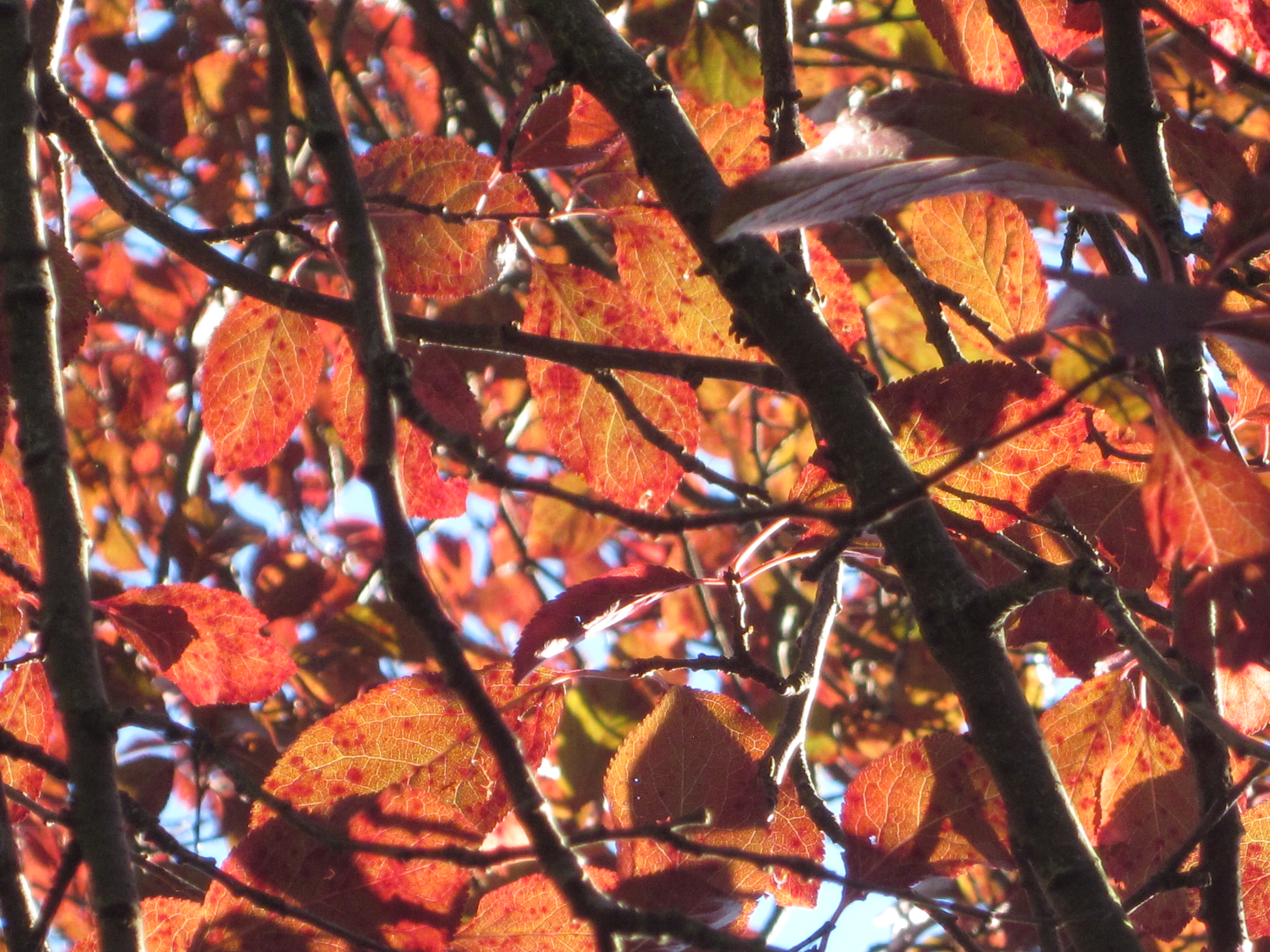
Mirabolà
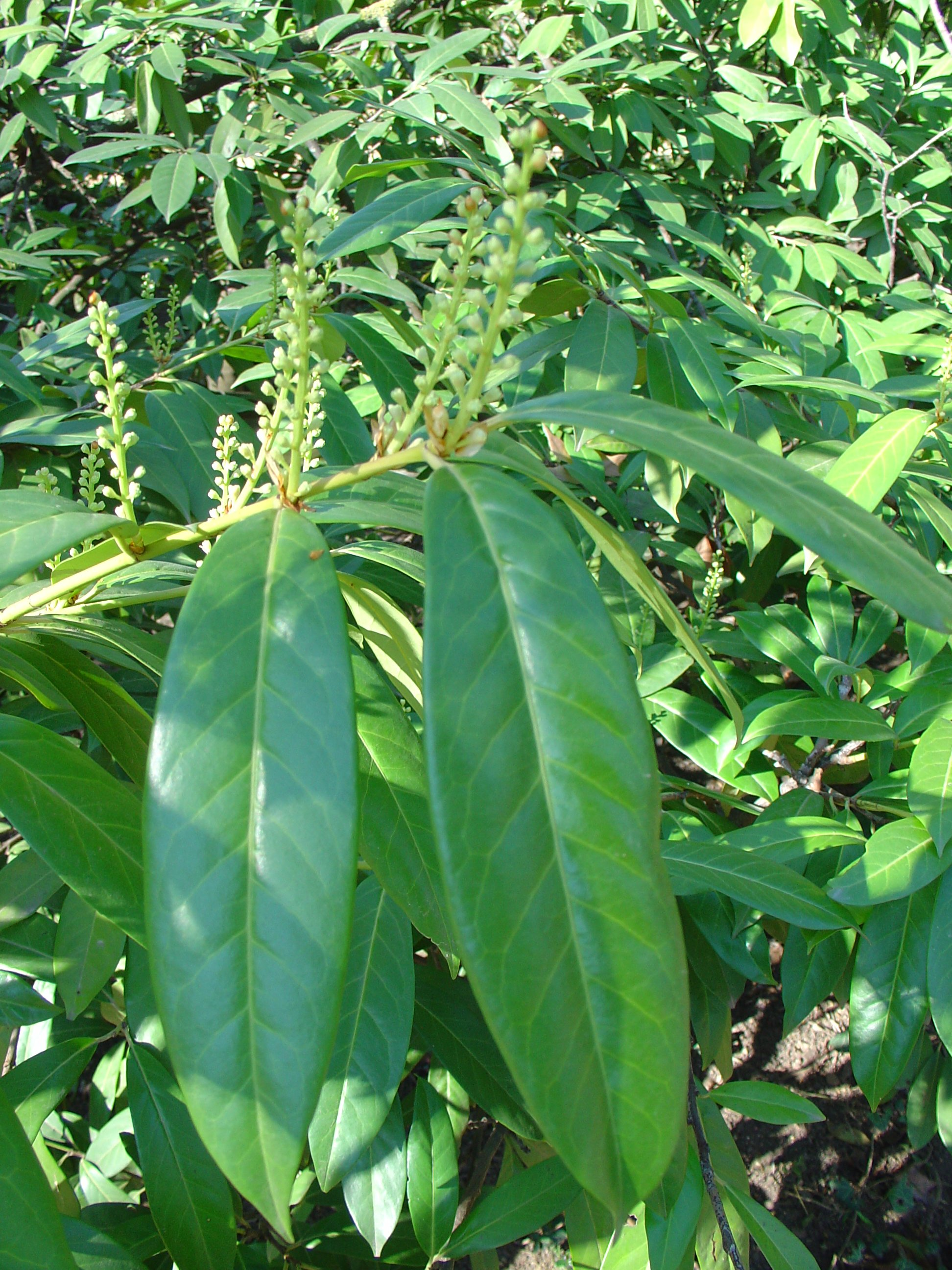
Llorer-cirer (Prunus laurocerasus)
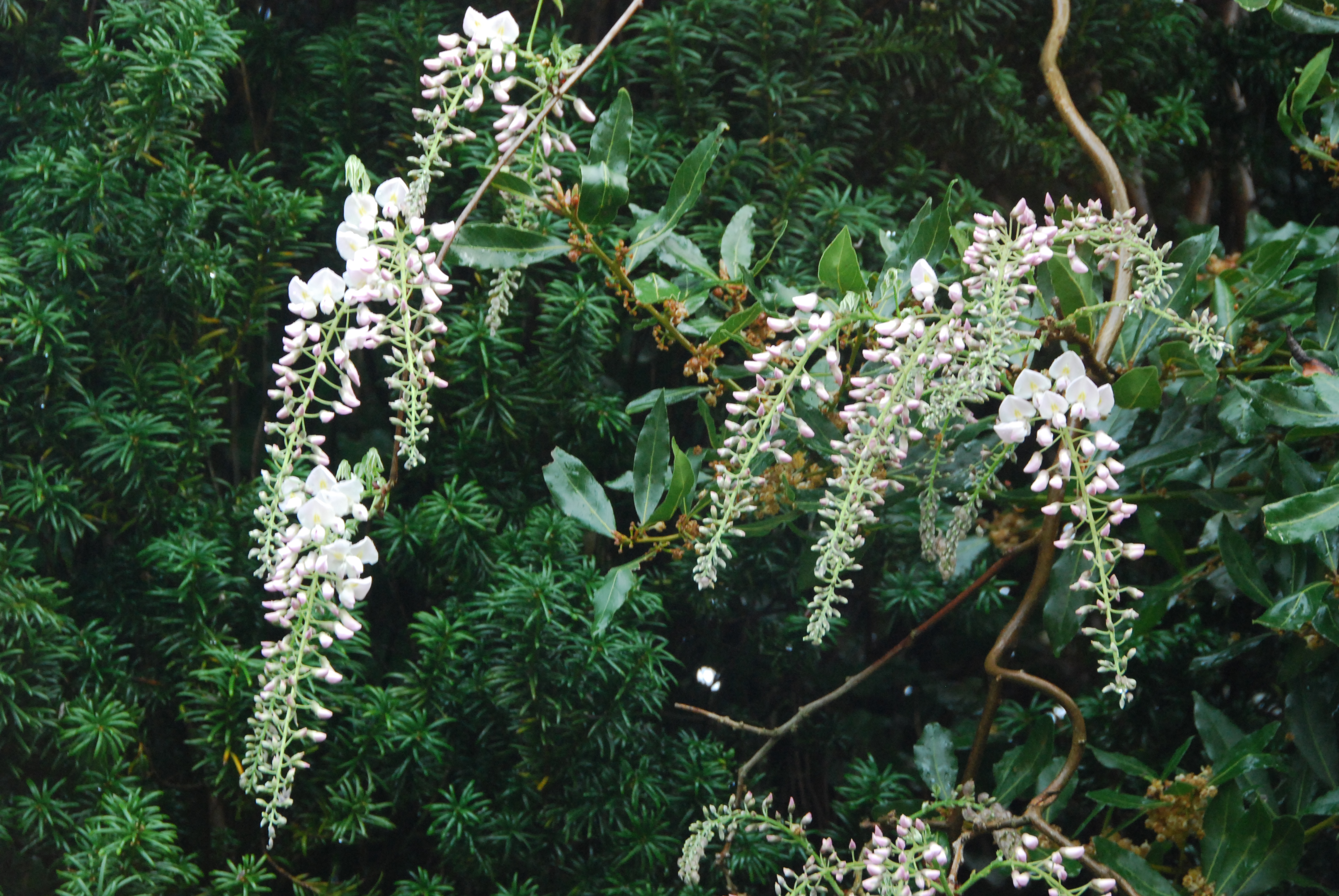
Glicina (Wisteria)
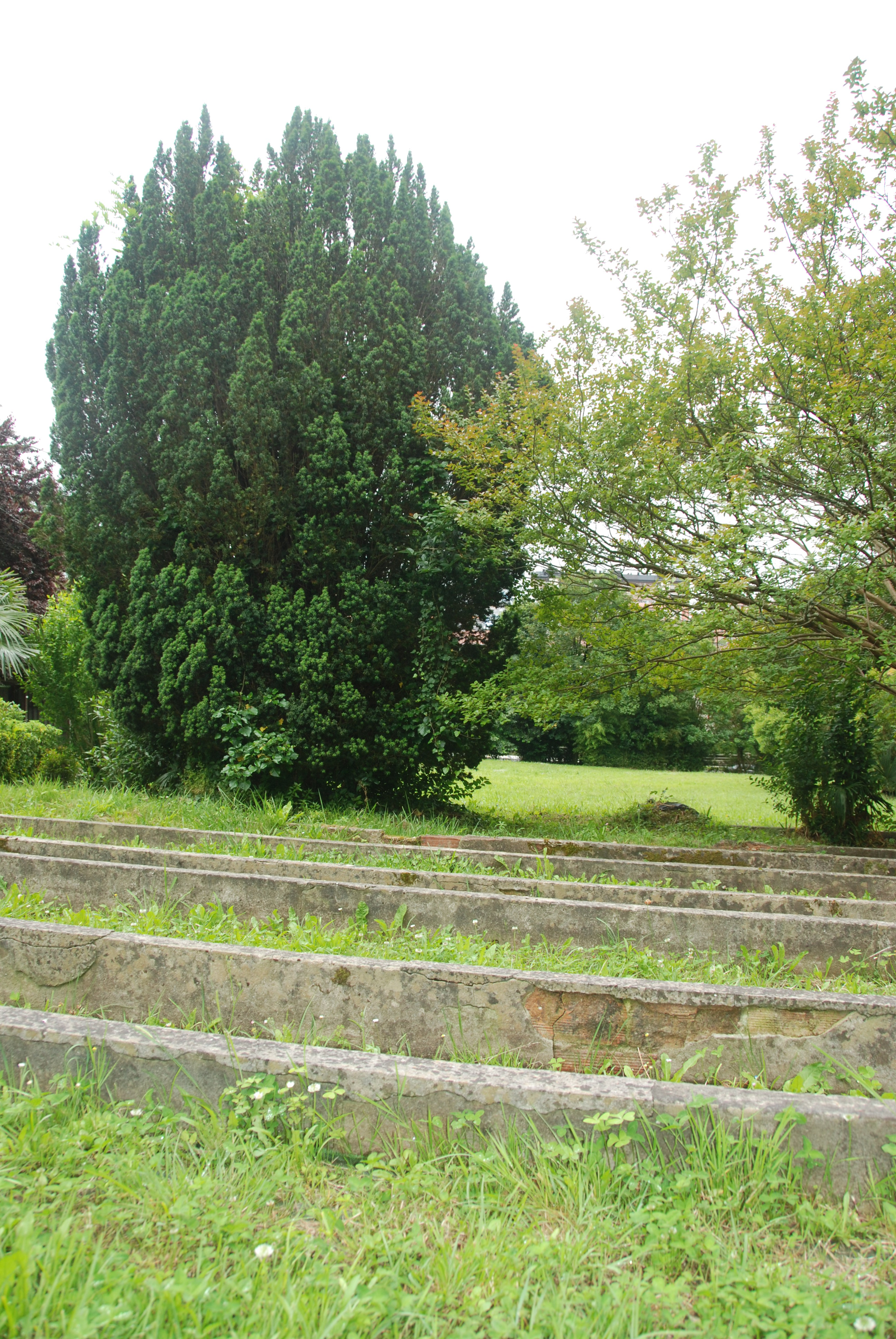
Teix (Taxus baccata)
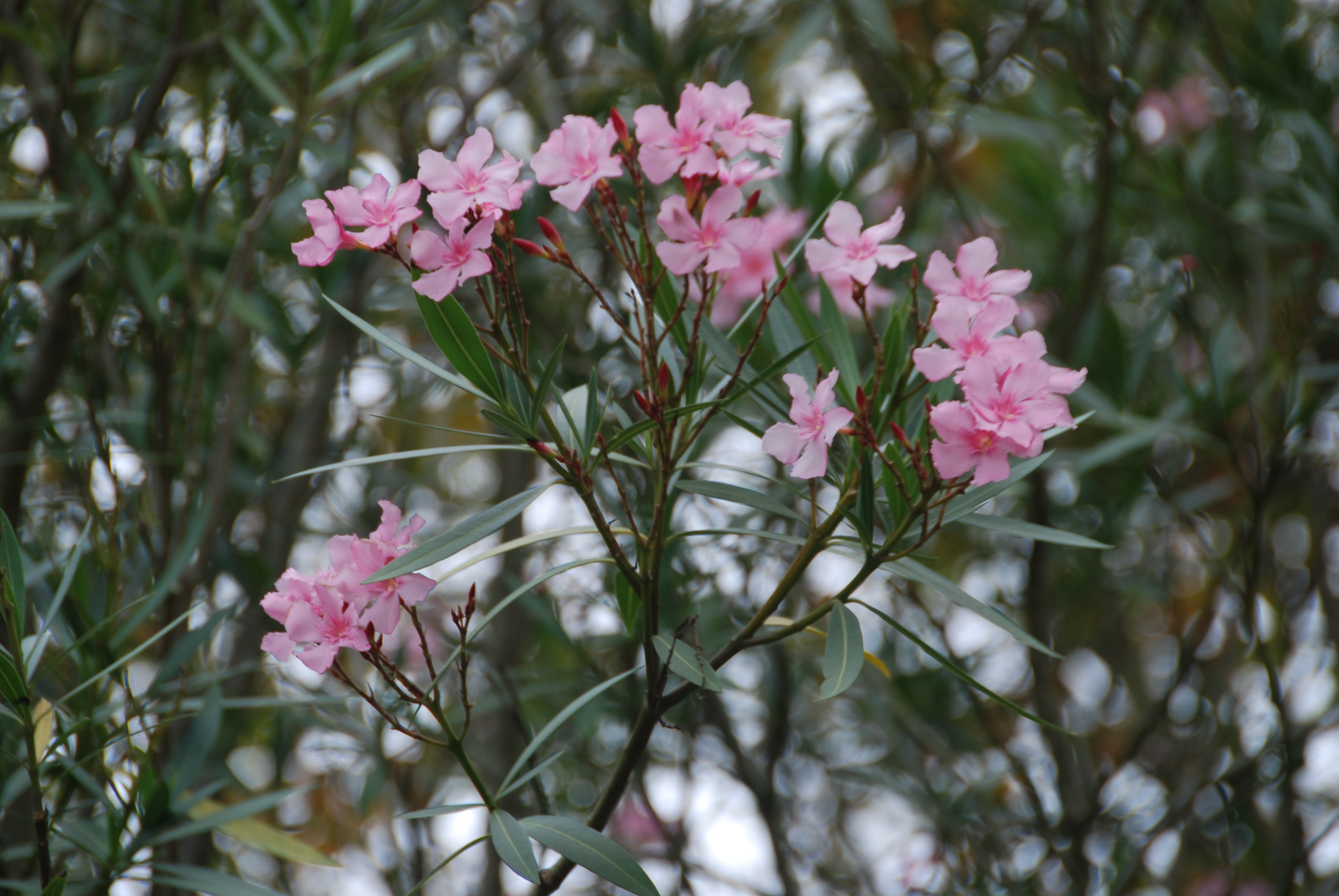
Baladre (Nerium oleander)
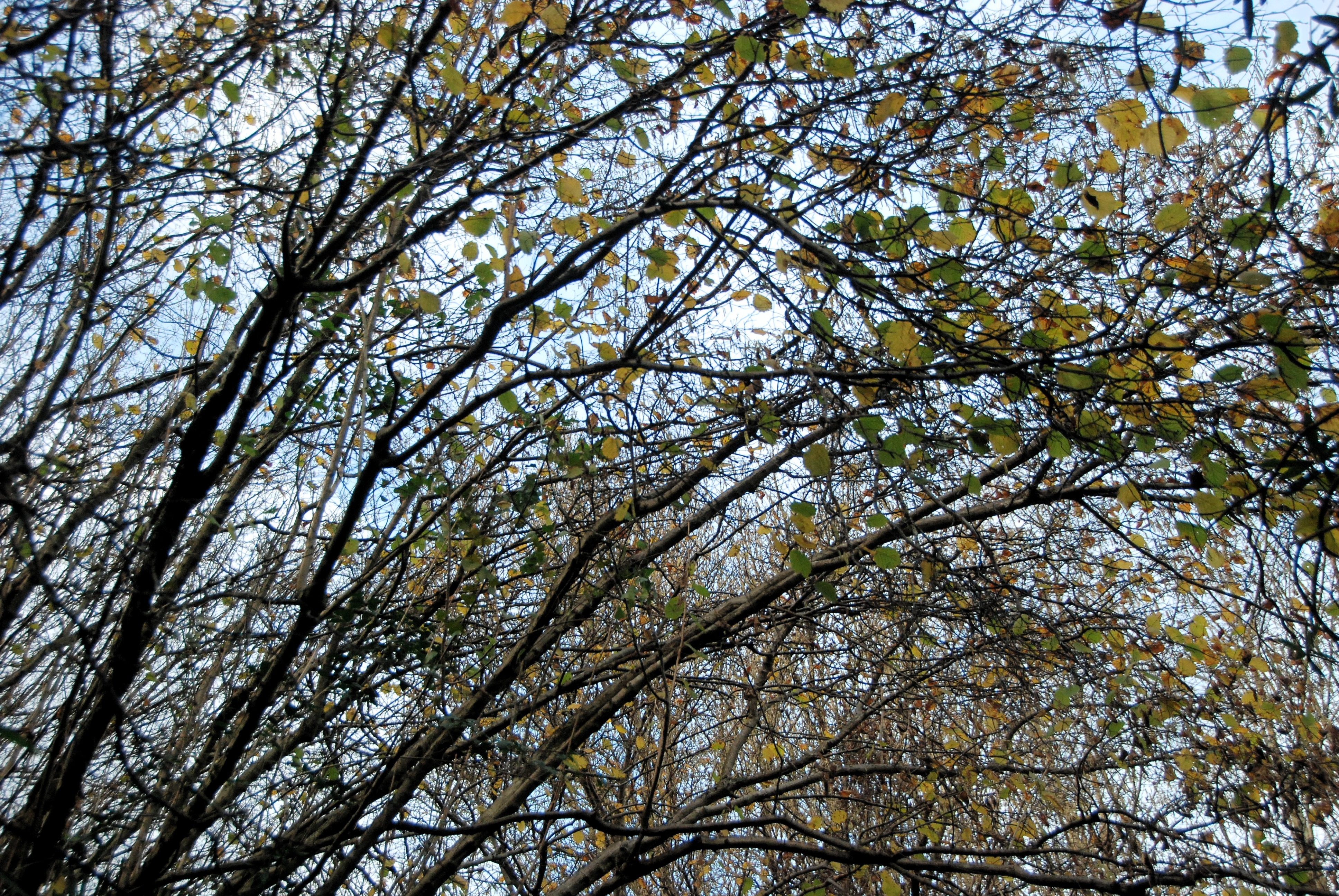
Avellaner (Corylus avellana)
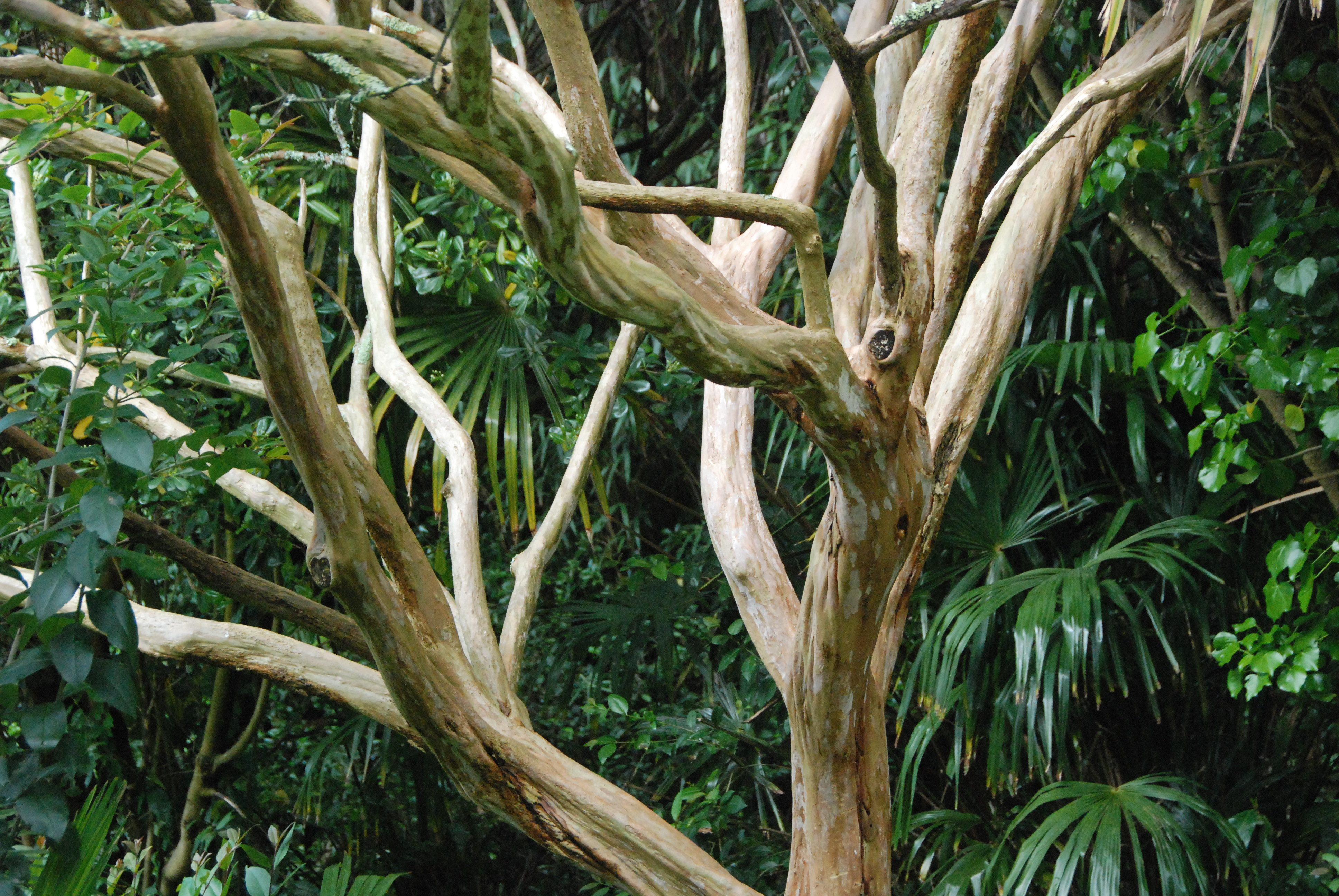
Arbre de Júpiter (Lagerstroemia indica)
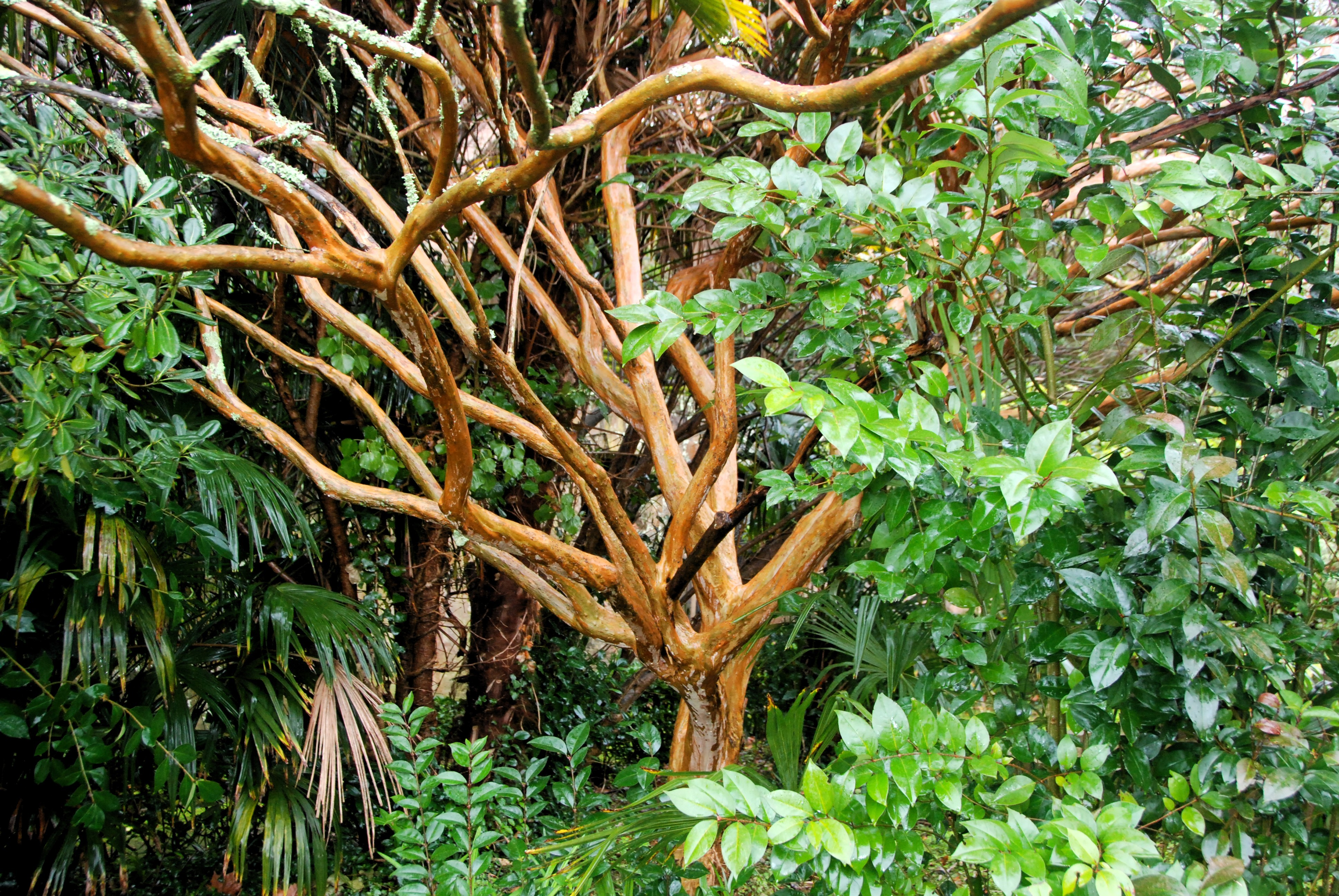
Arbre de Júpiter Lagerstroemia indica
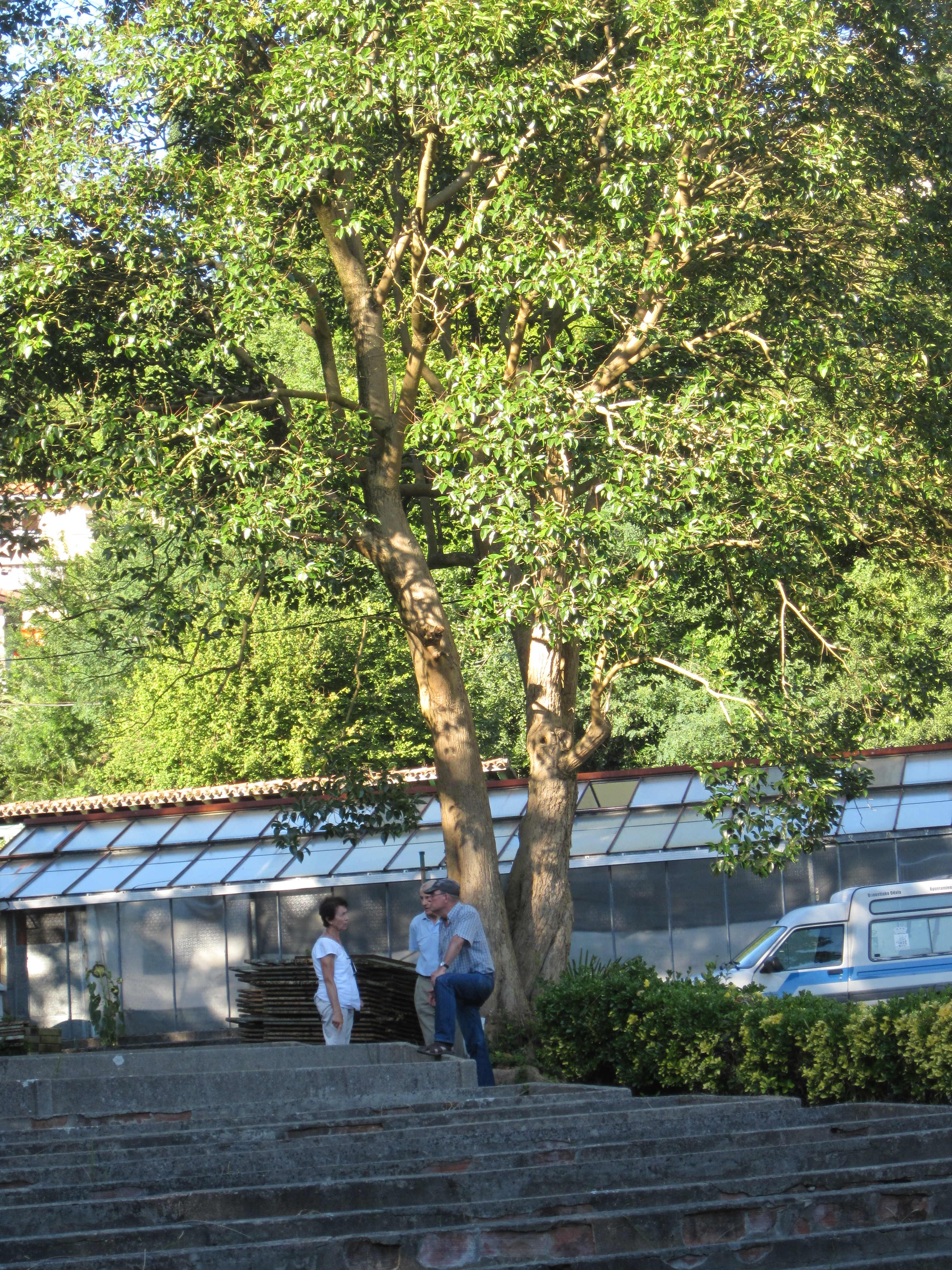
Troana (Ligustrum_japonicum)
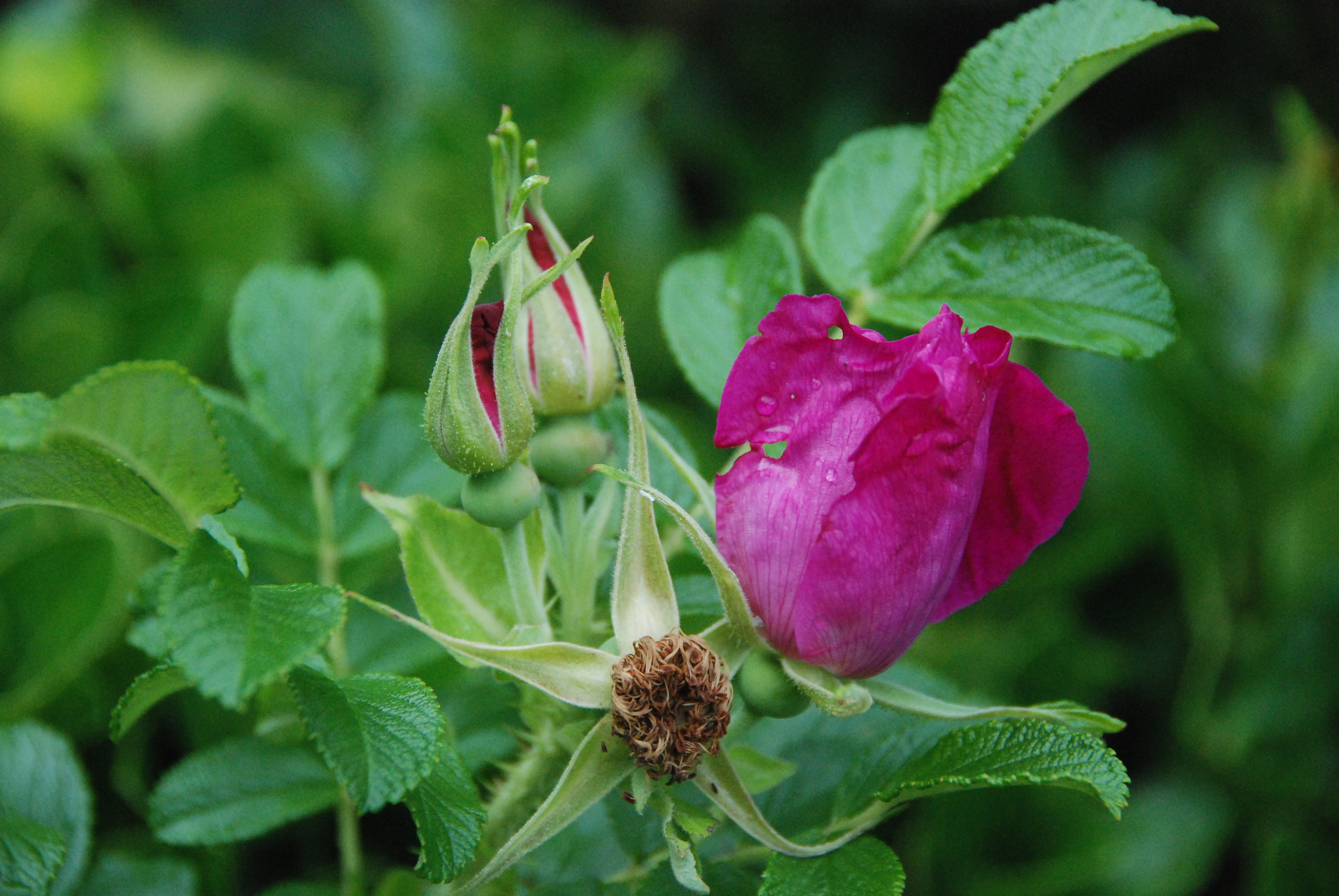
Rosa rugosa
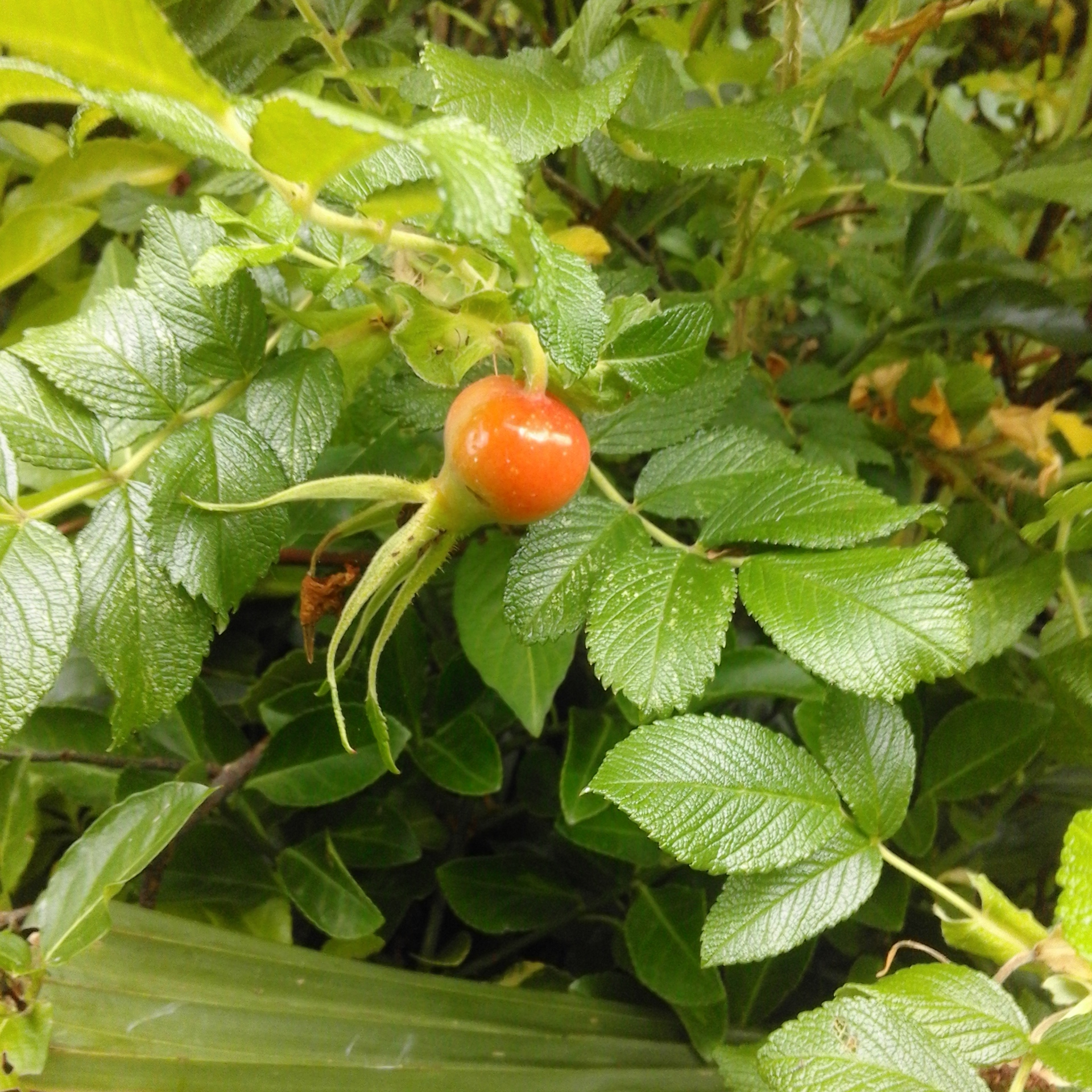
Rosa rugosa
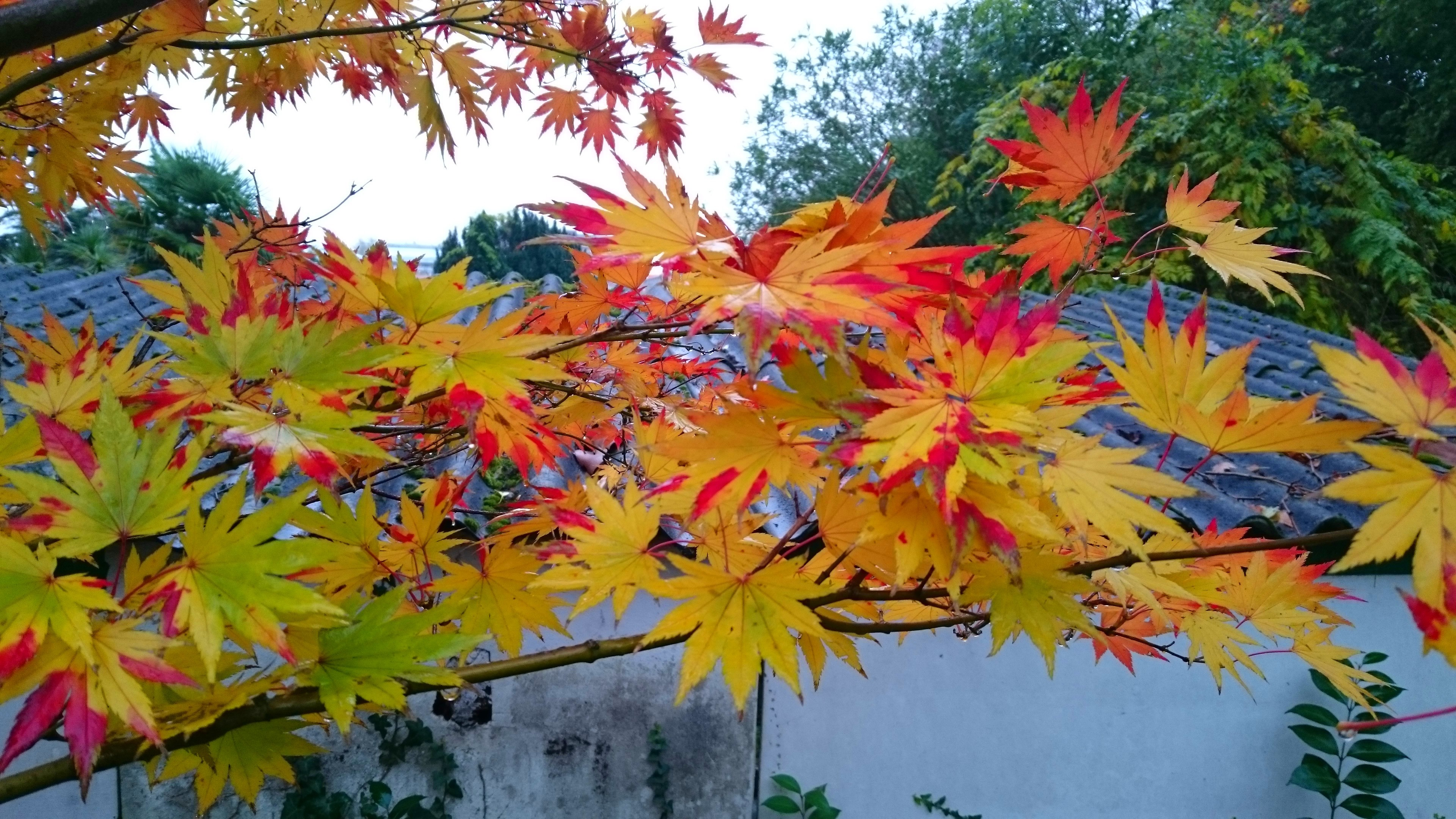
Auró japonès (Acer palmatum)
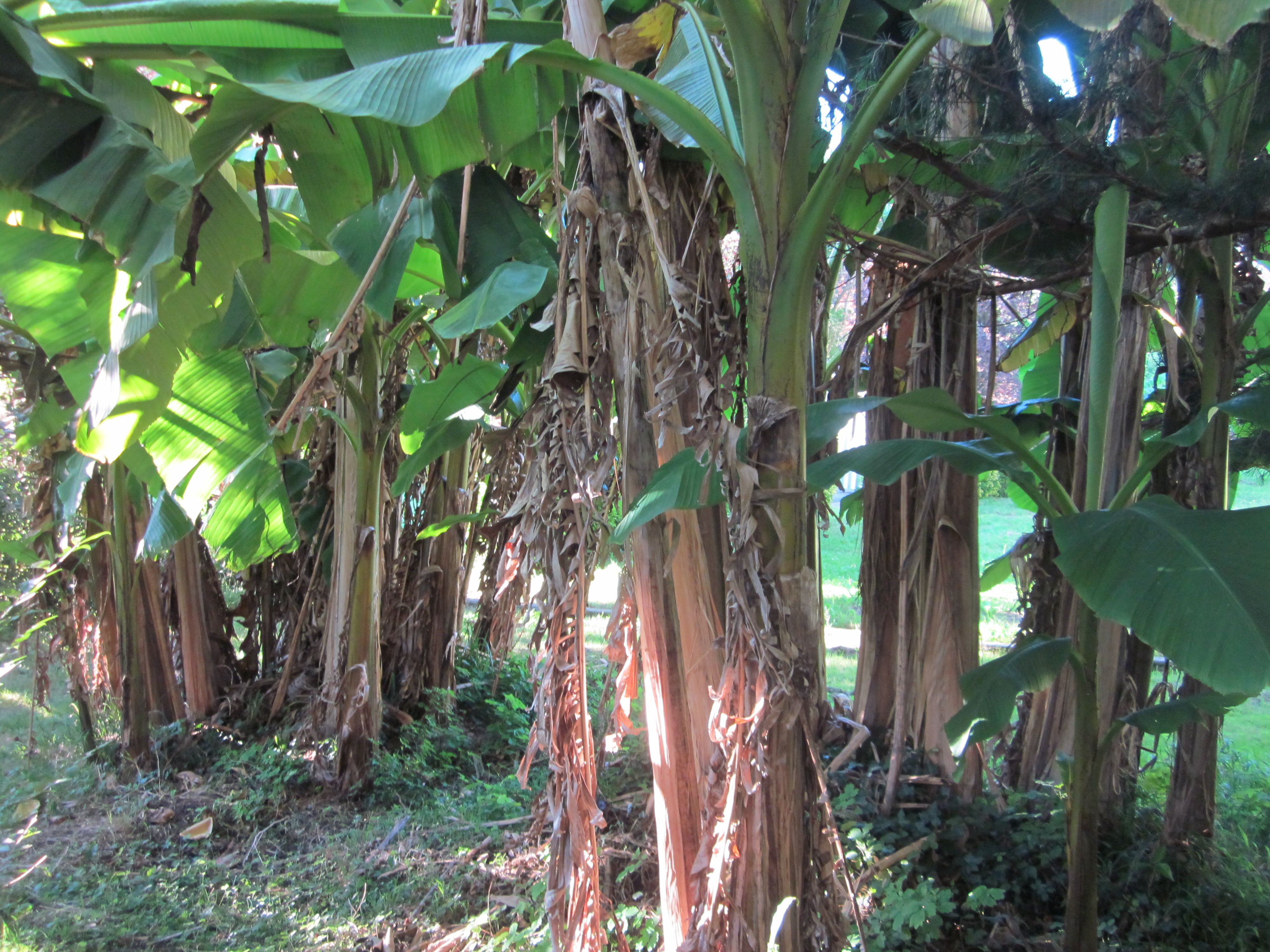
Bananer
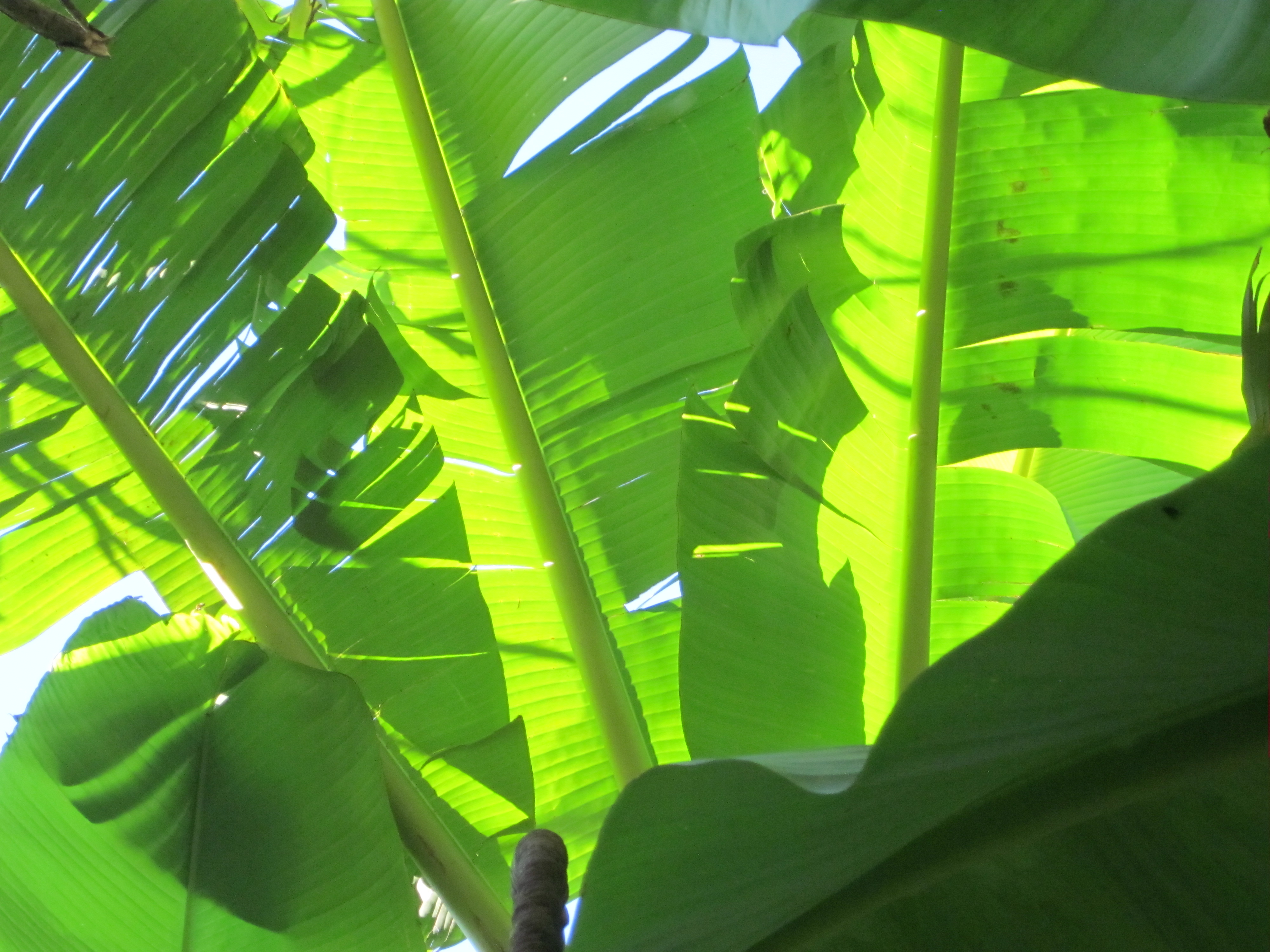
Bananer
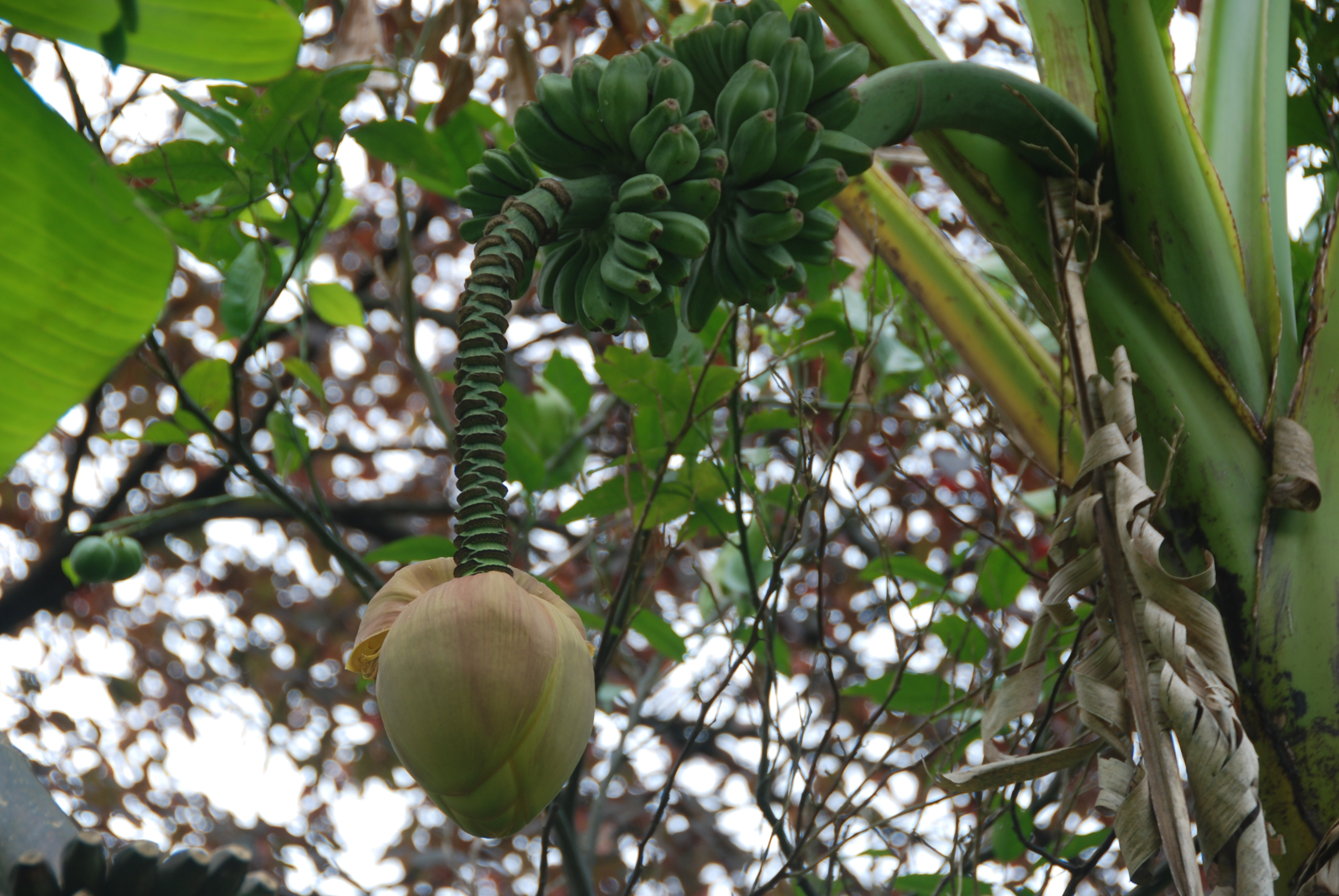
Bananer
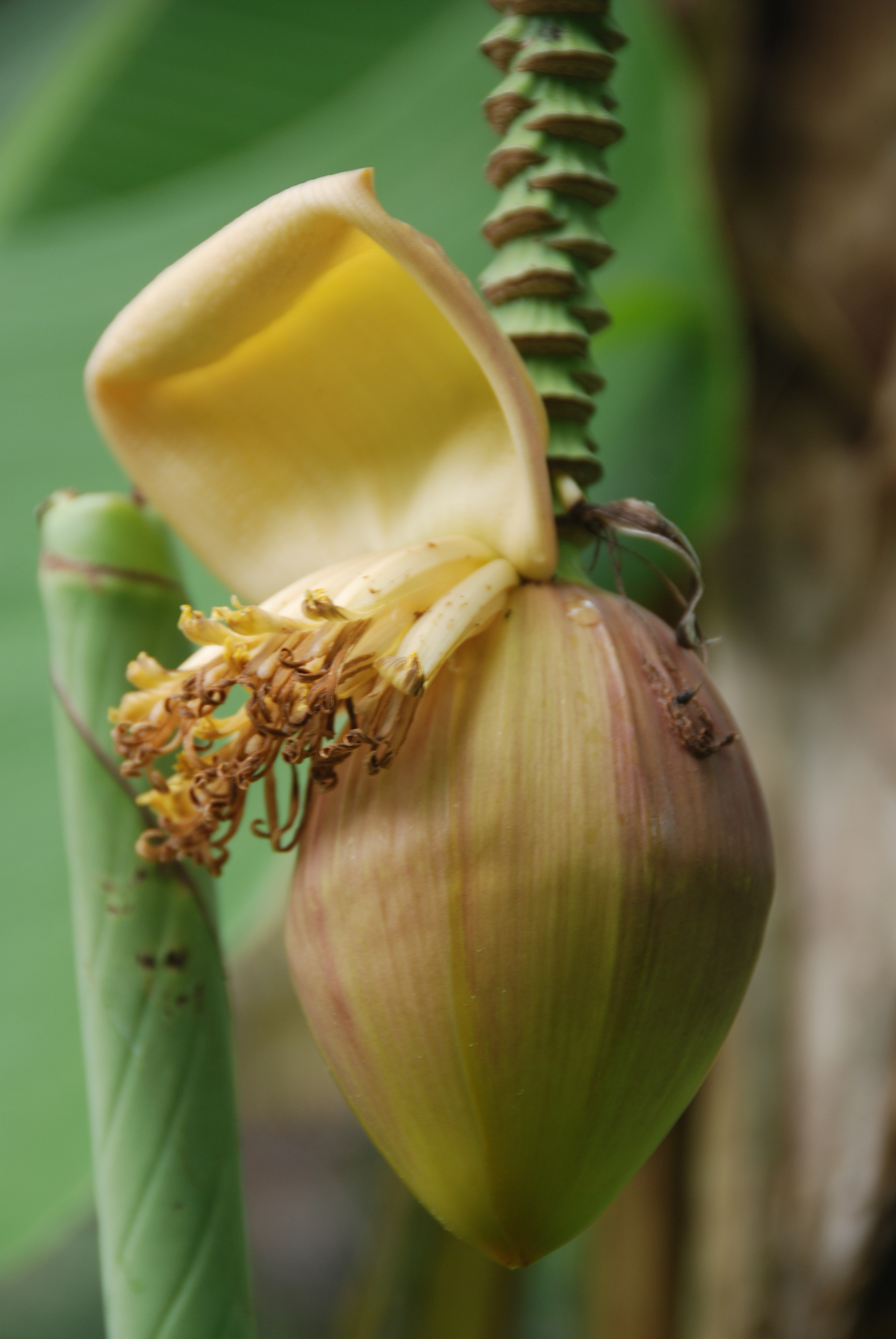
Bananer
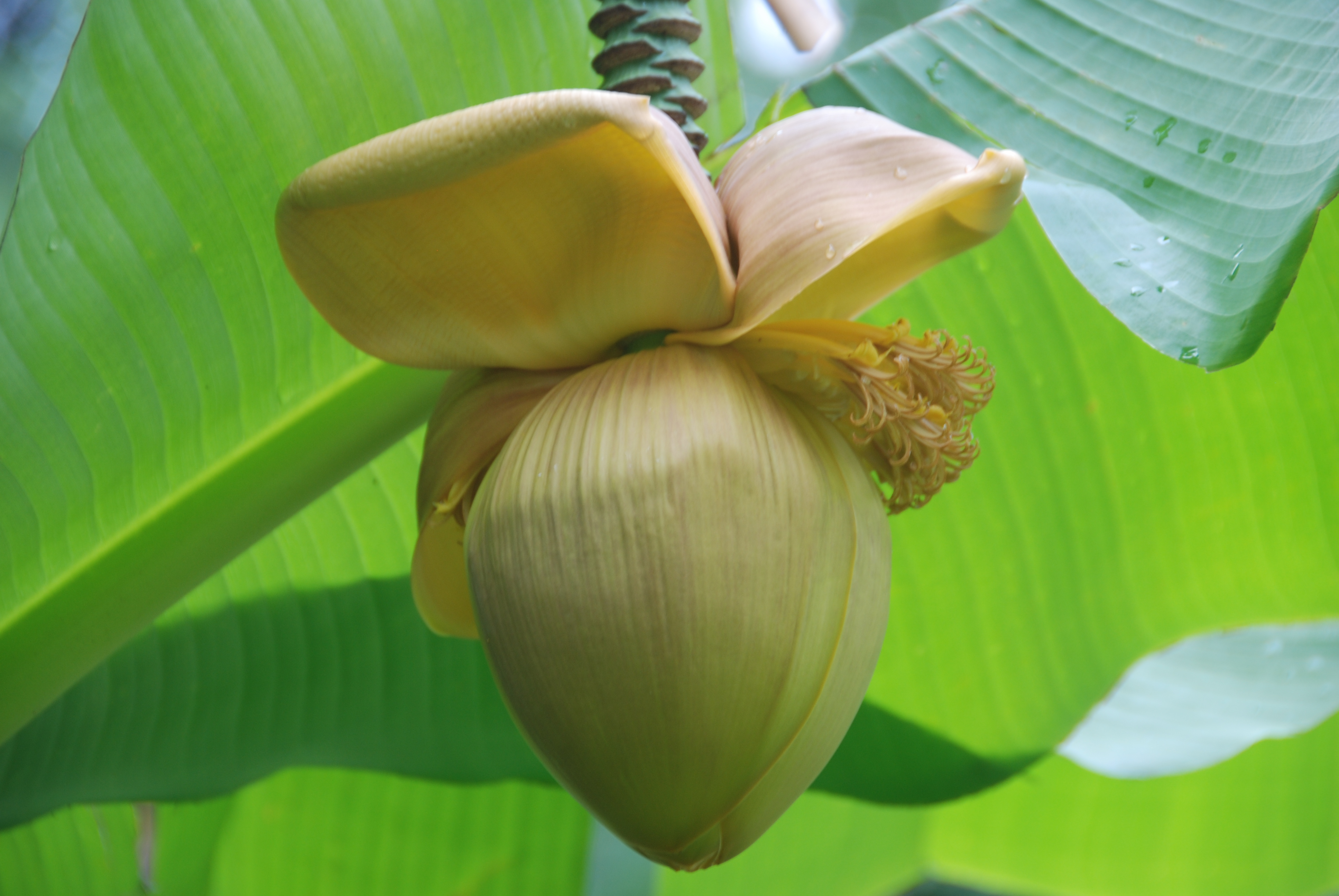
Bananer
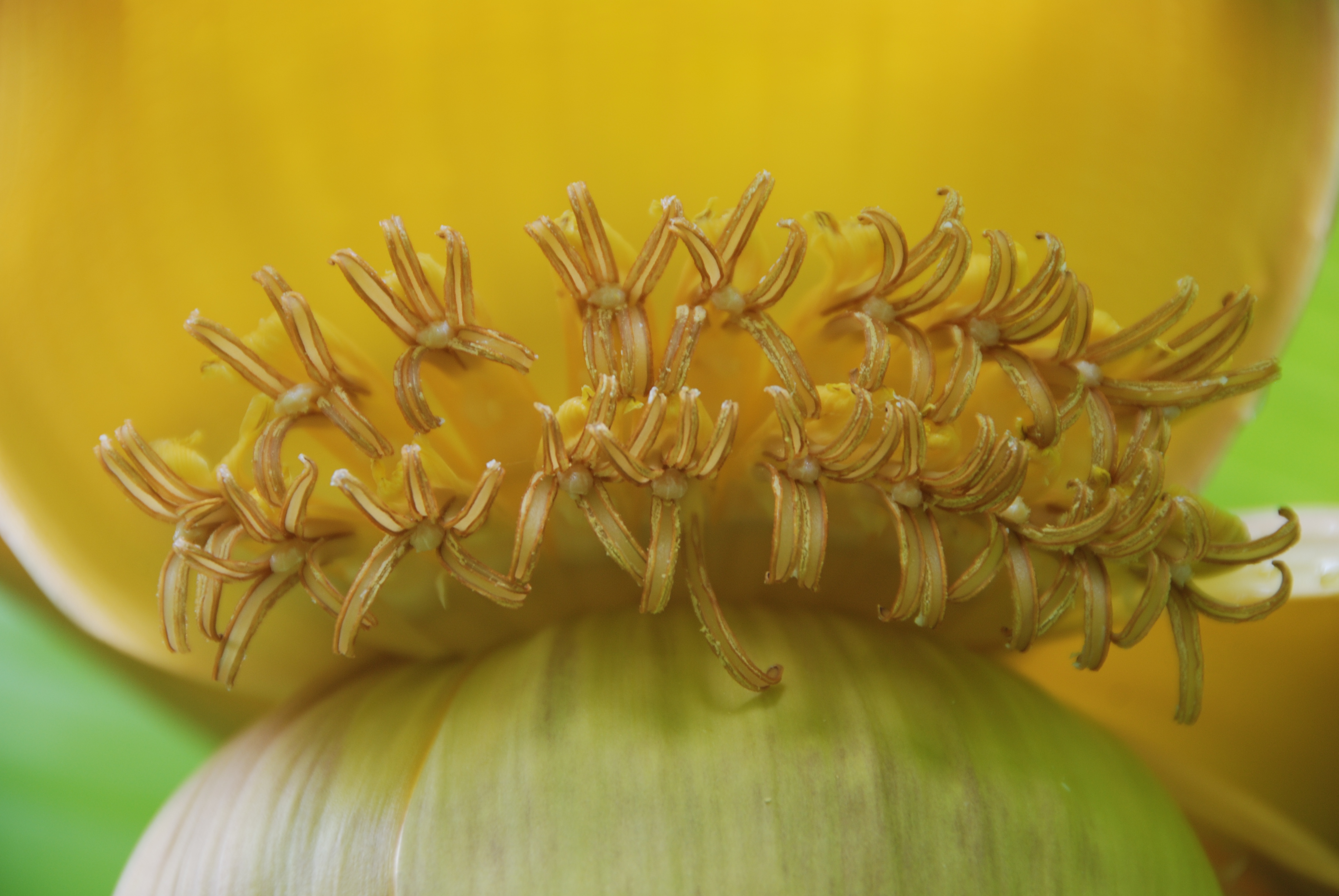
Bananer
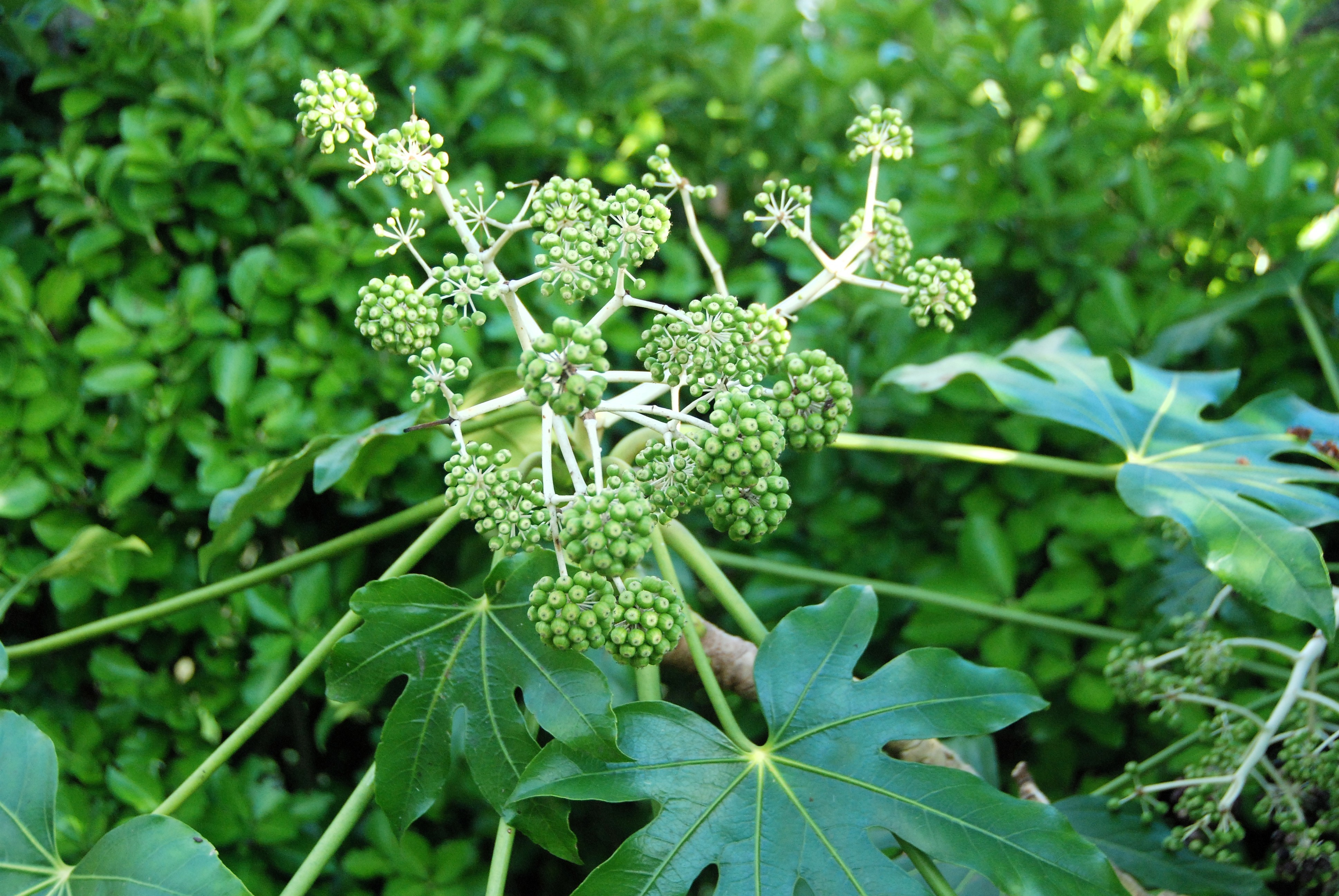
Aralia (Fatsia japonica)
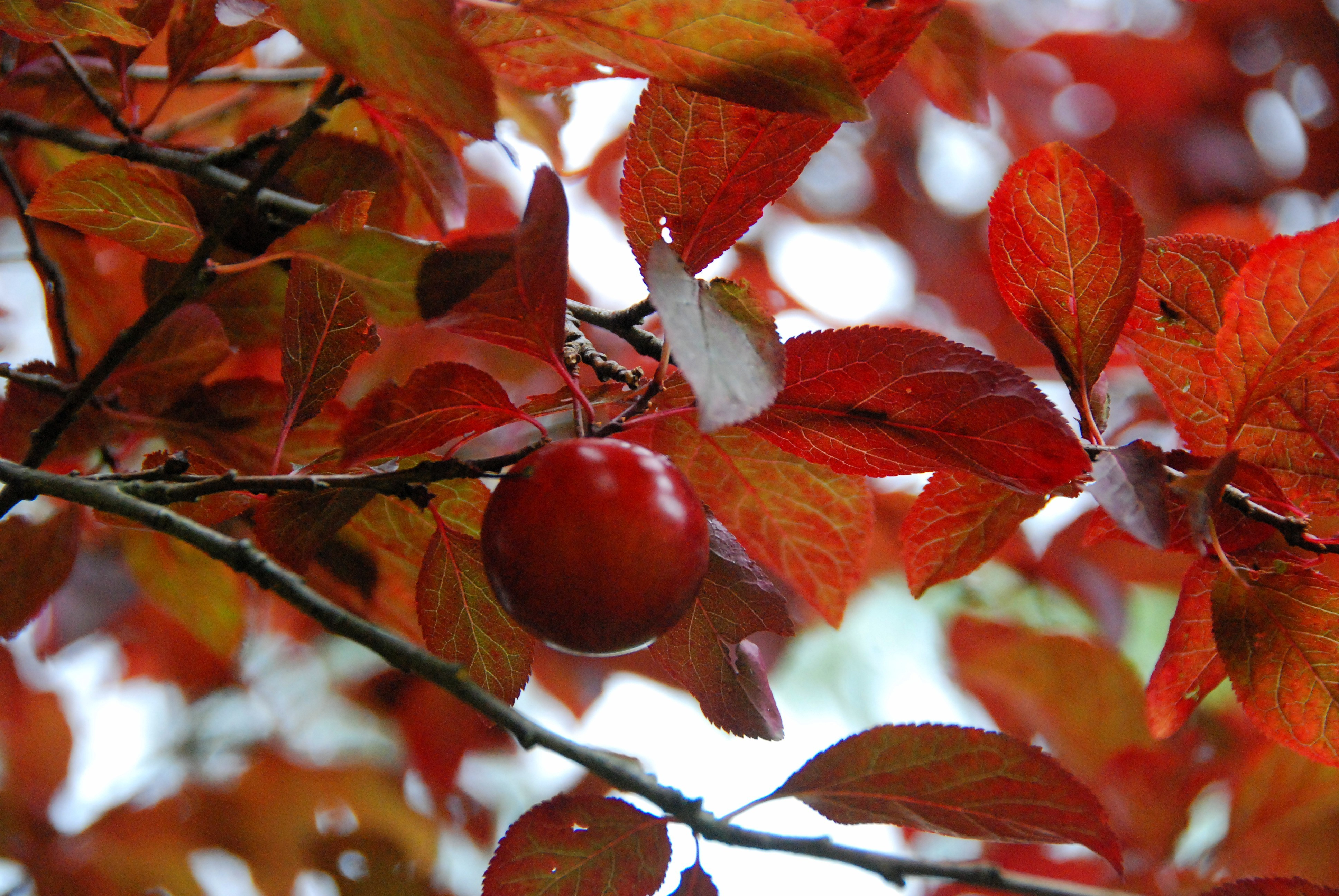
Cirerer del Japó (Prunus serrulata)
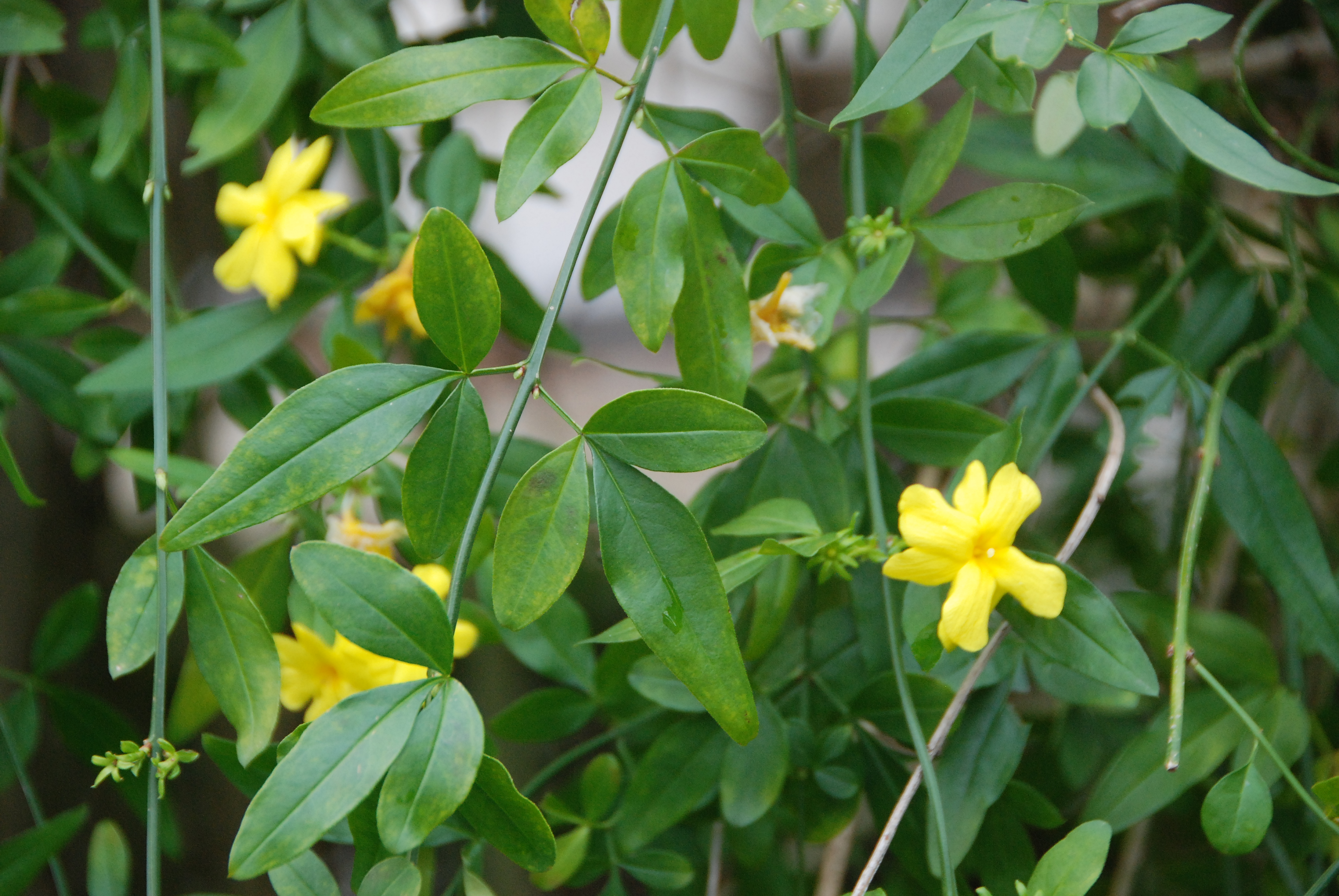
Gessamí (Jazminum mesnyi)
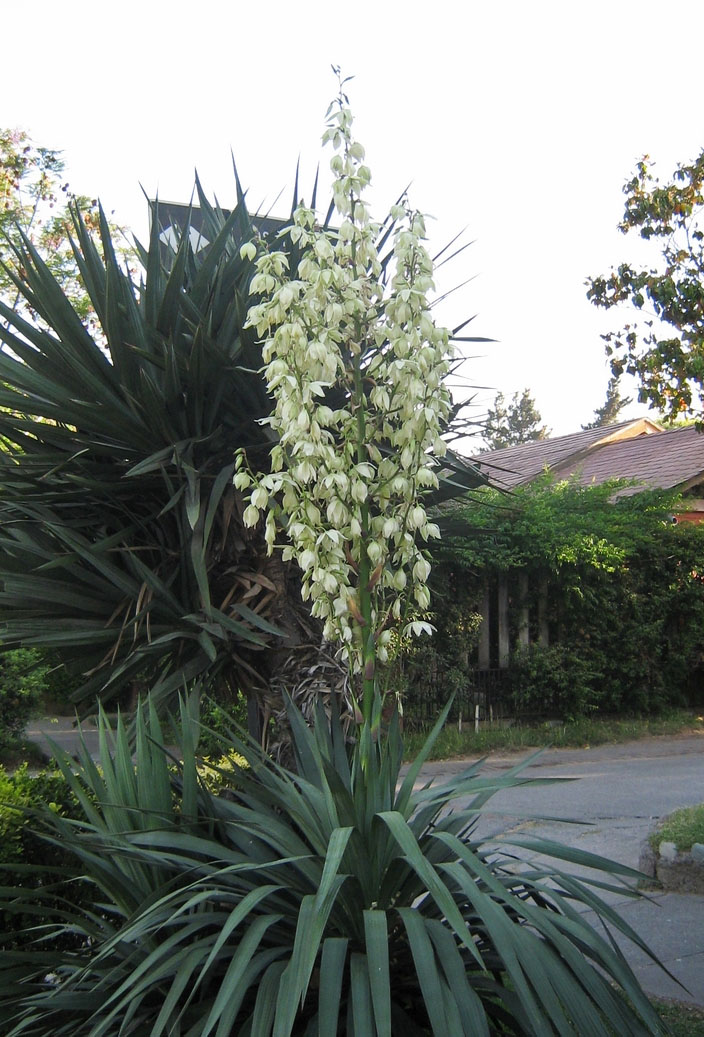
Iuca (Yucca elephantipes)
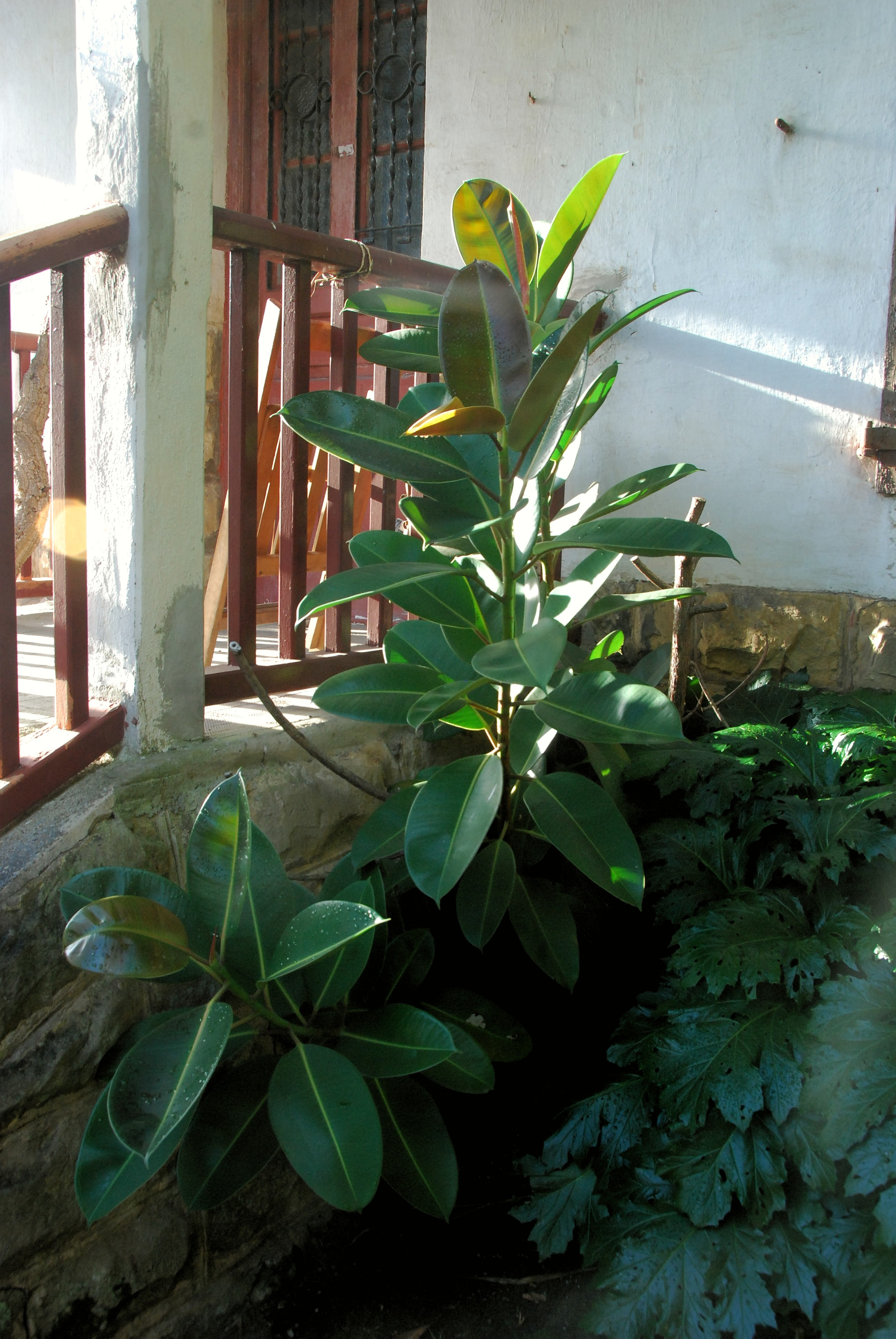
Cautxú (Ficus elastica)
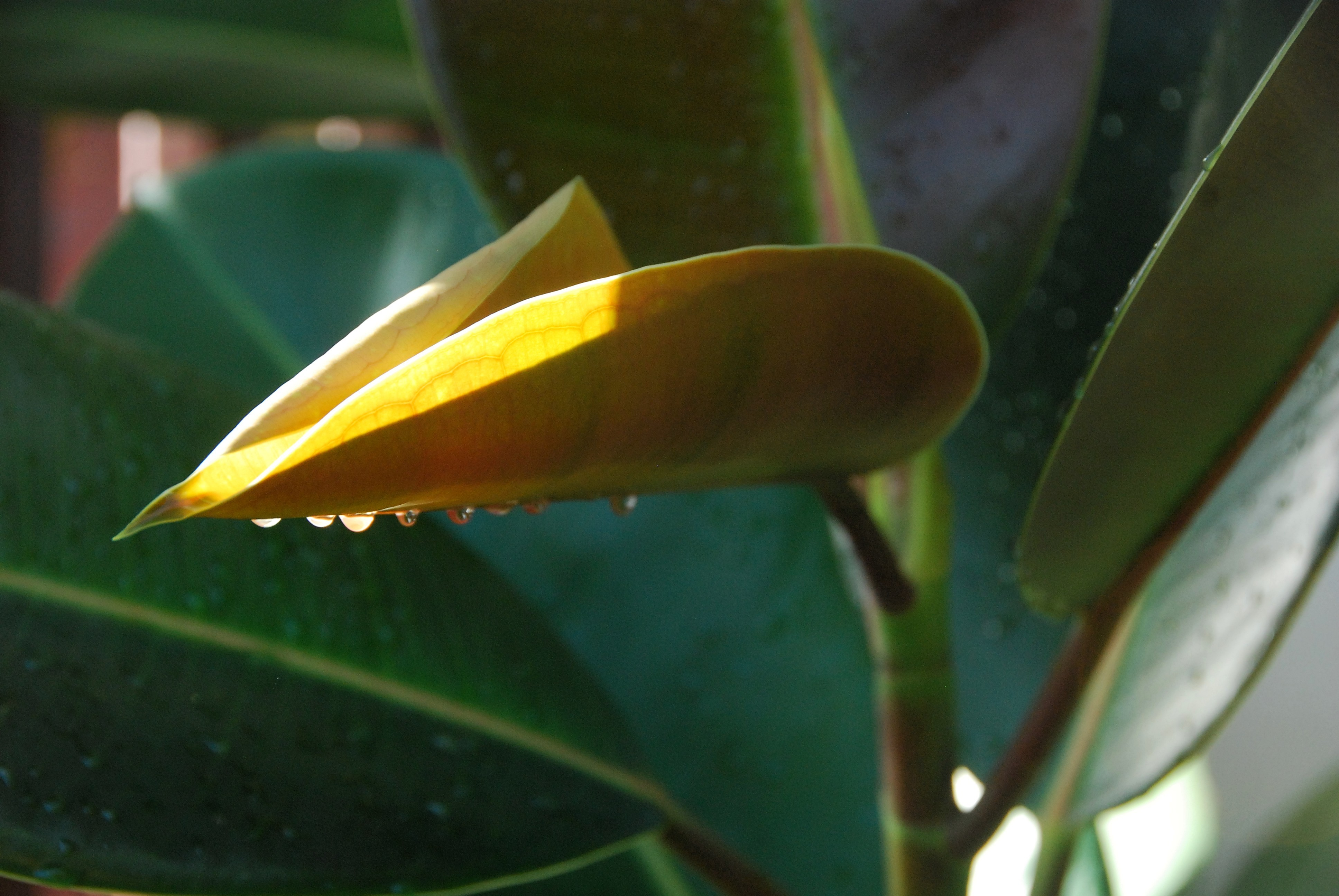
Cautxú (Ficus elastica)
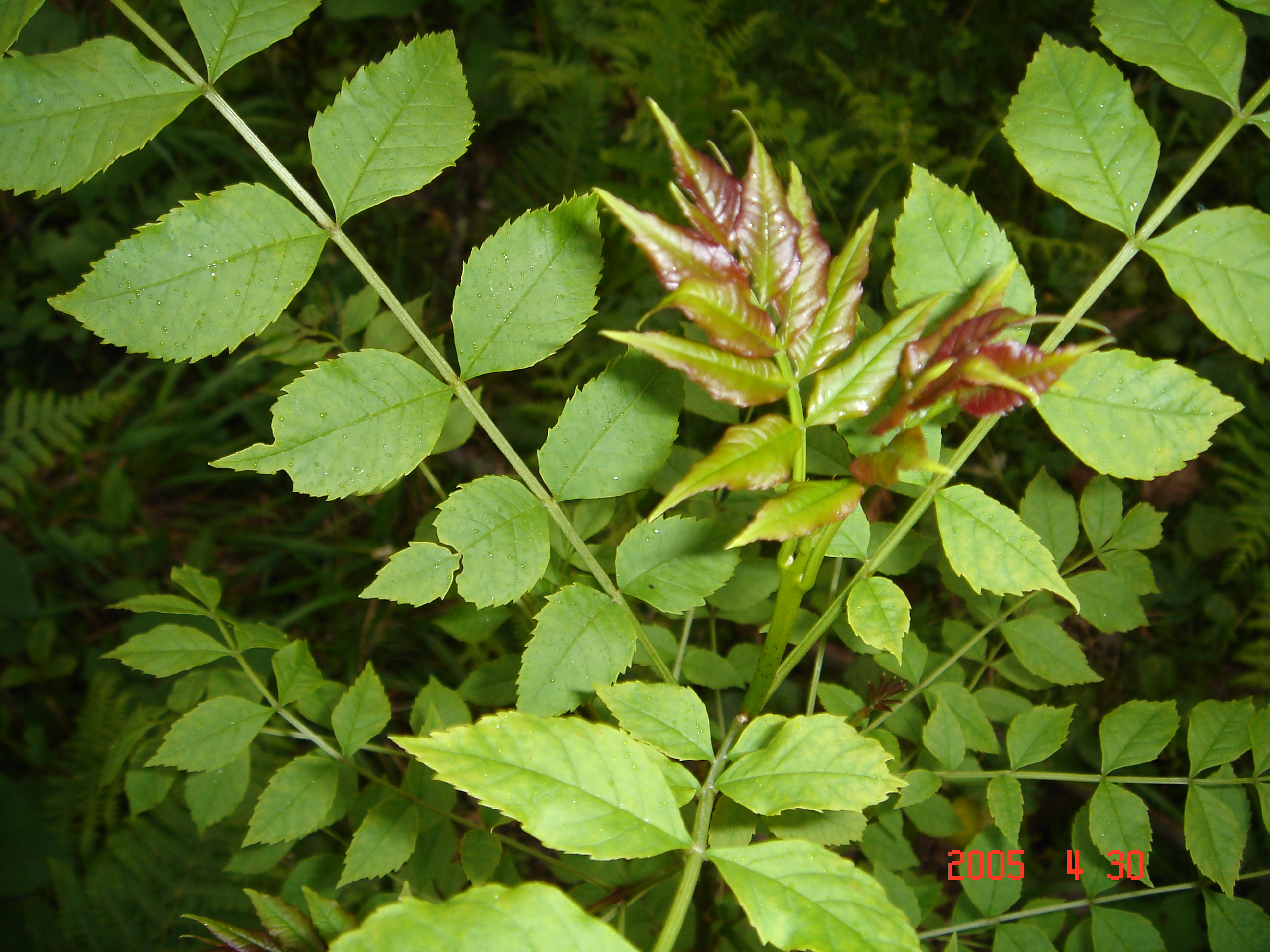
Freixe (Fraxinus excelsior)
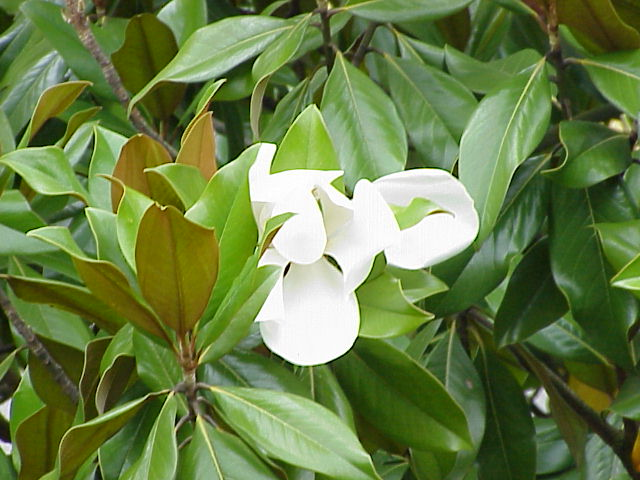
Magnòlia (Magnolia grandiflora)
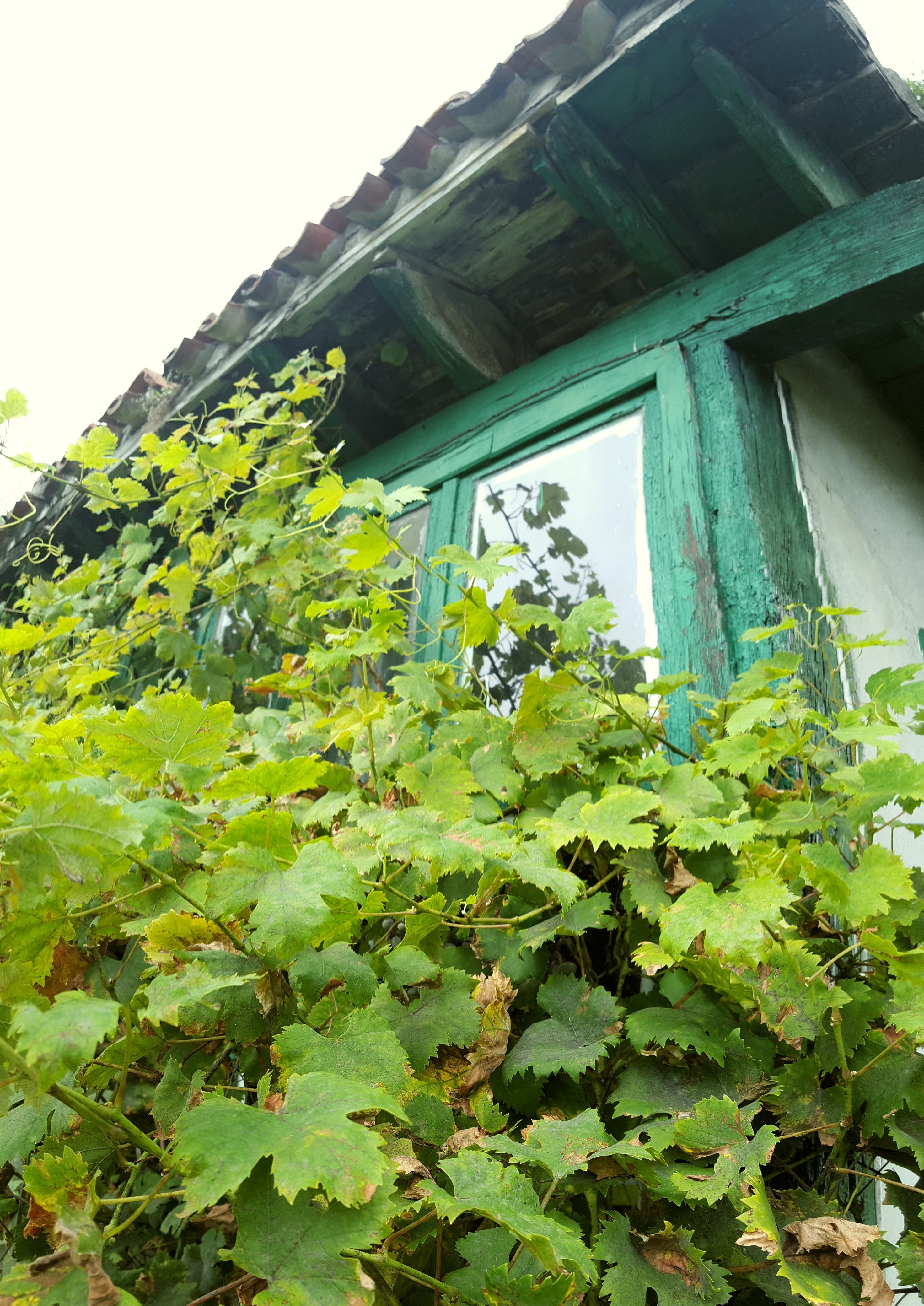
Vinya (Vitis vinifera)
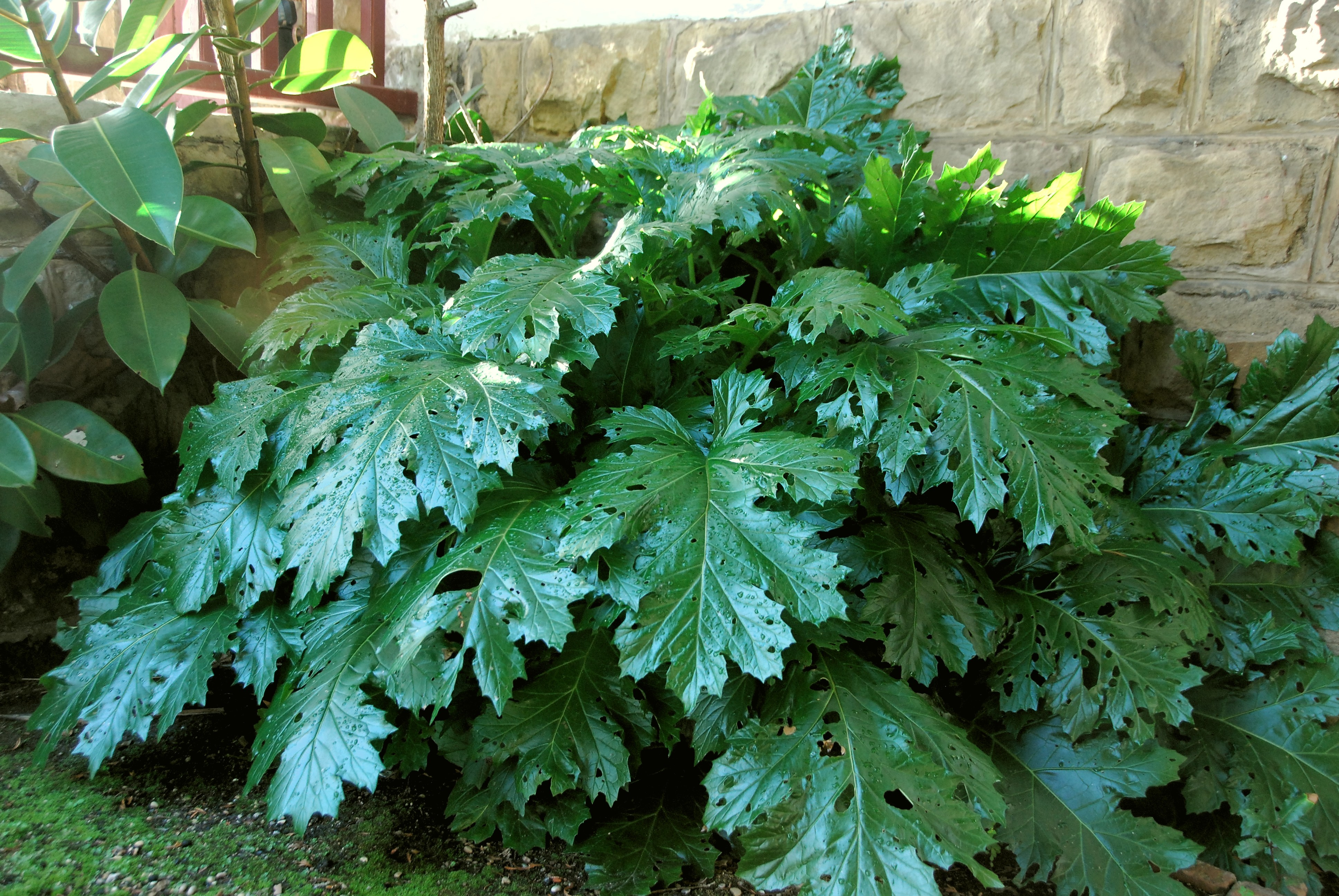
Ala d'àngel (Acanthus, Molorrika)
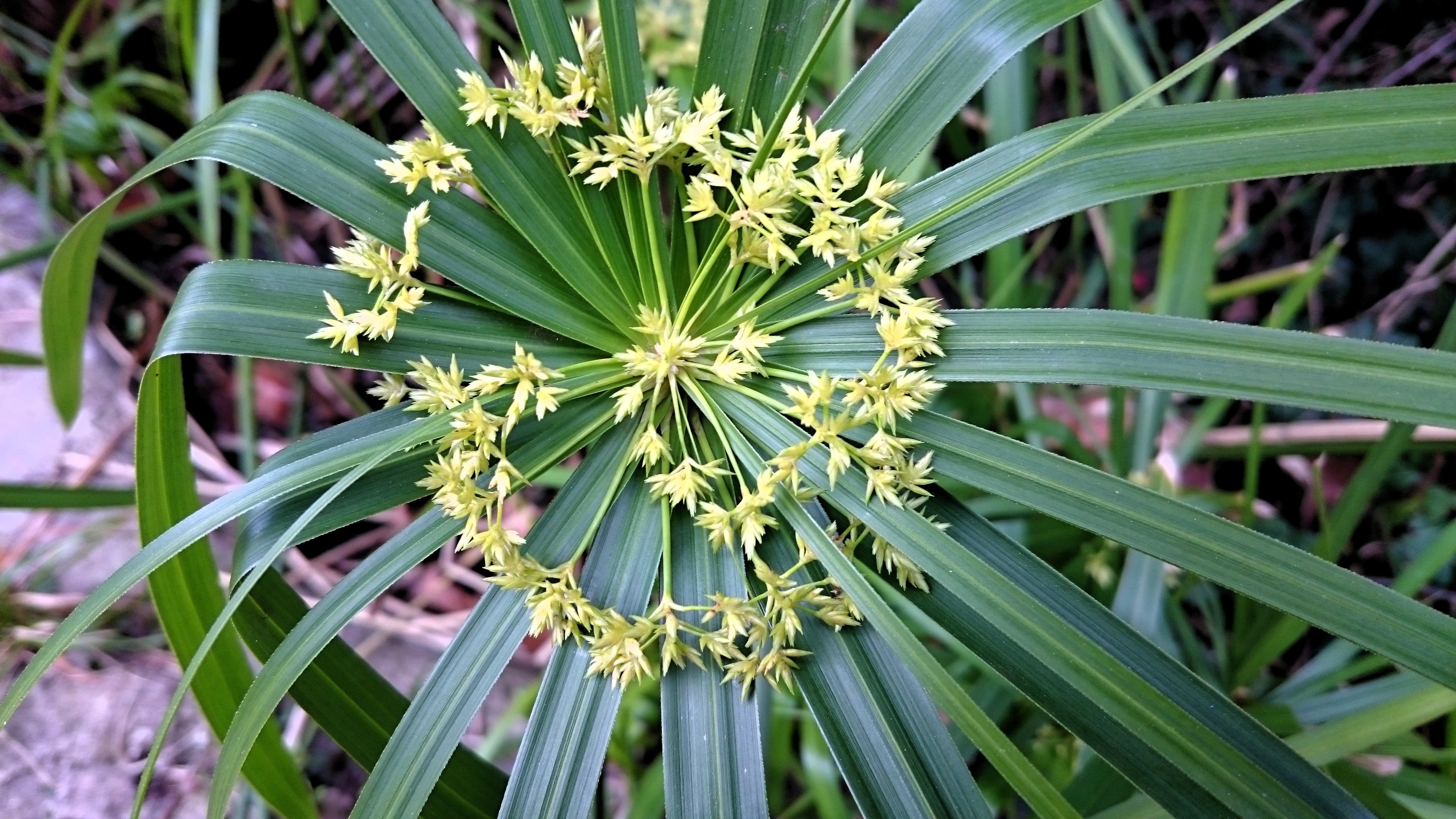
Cyperus
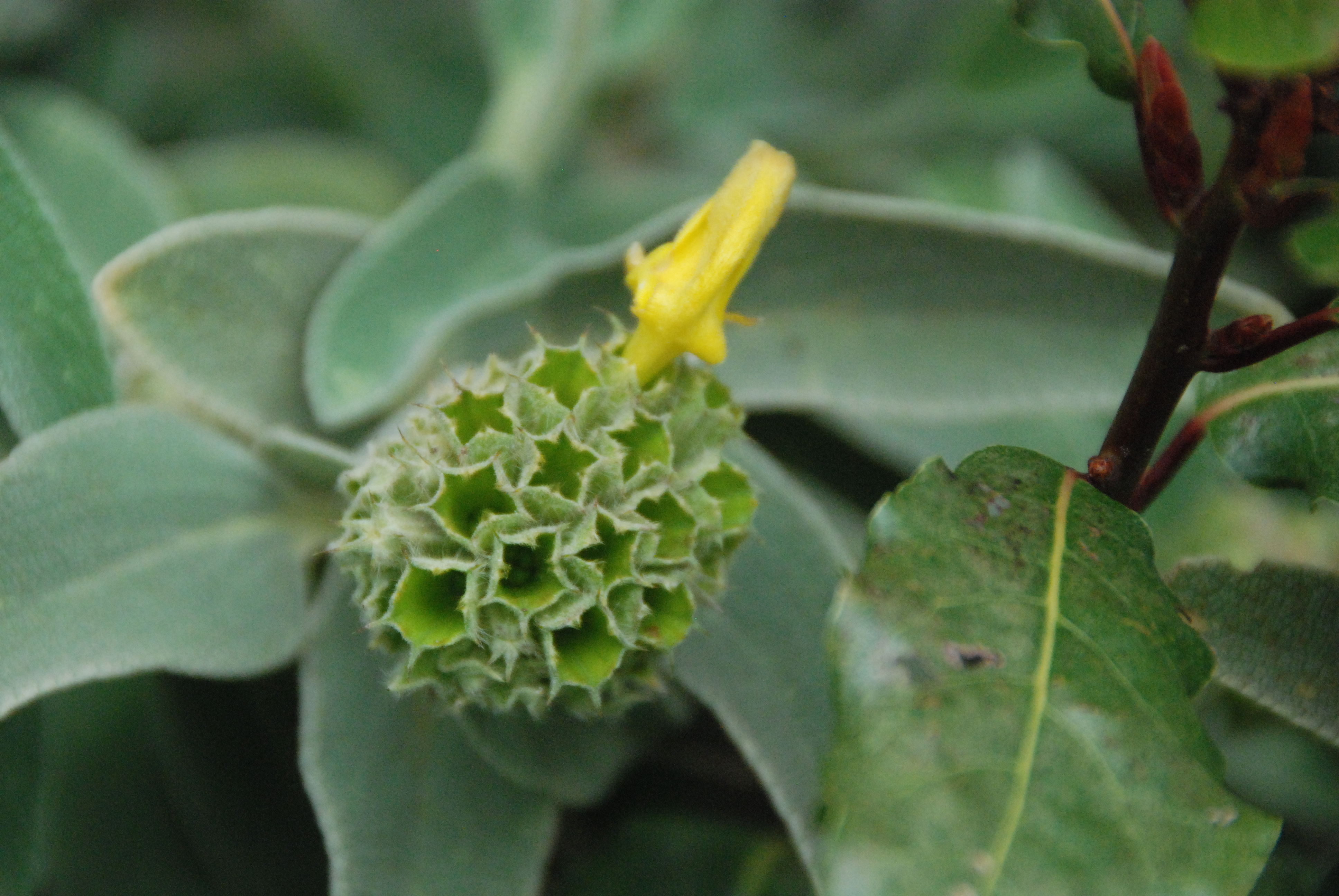
Phlomis
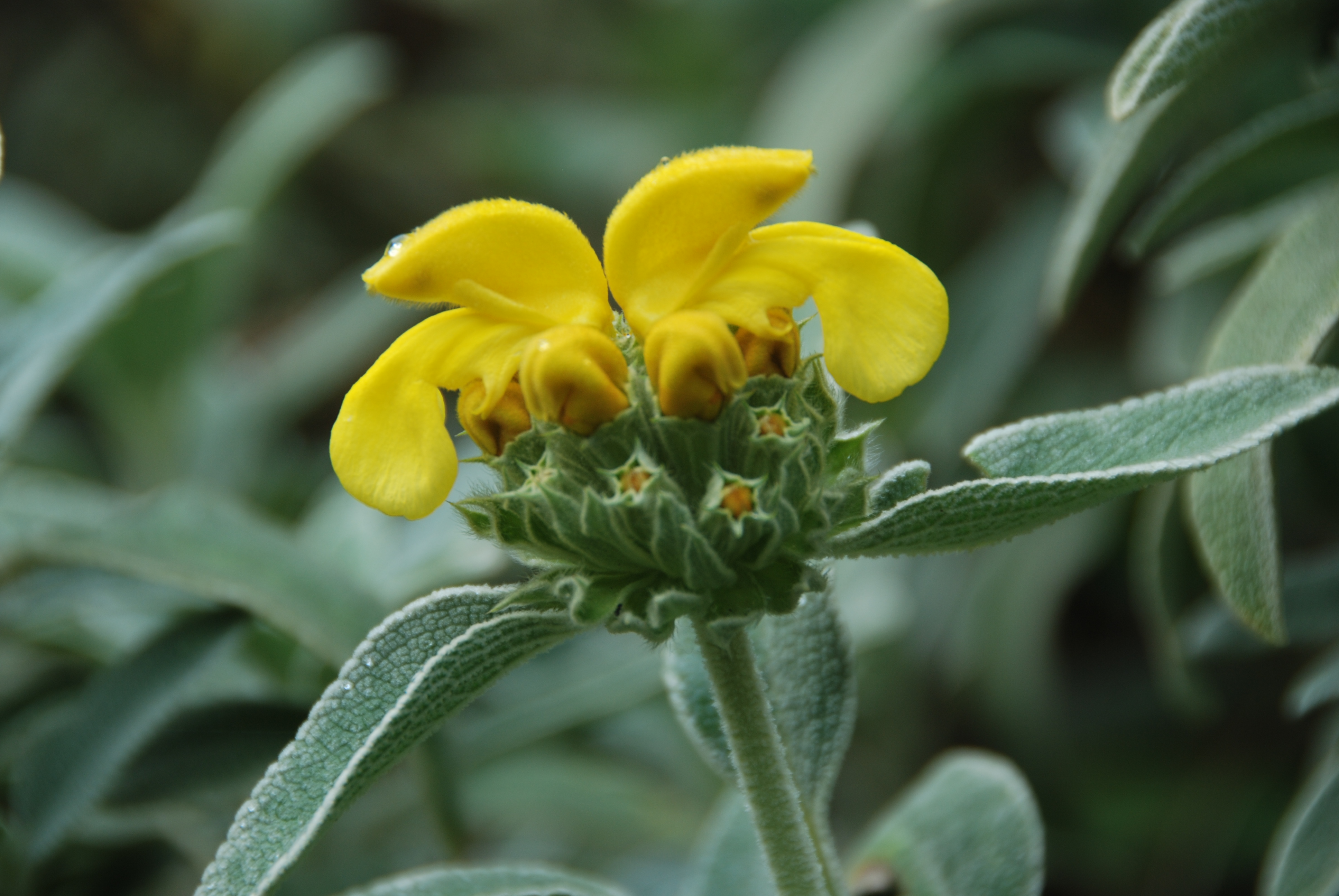
Phlomis
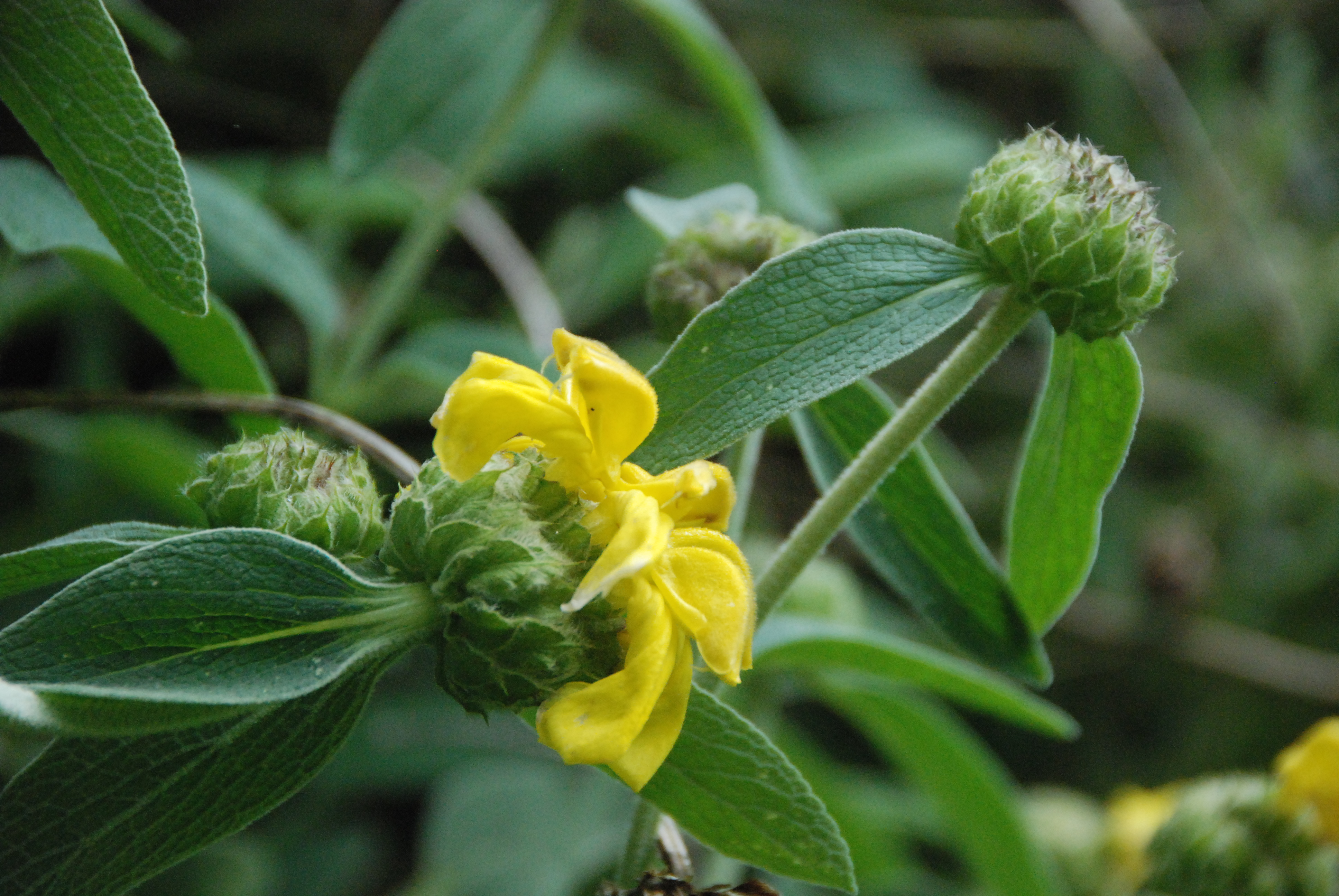
Phlomis
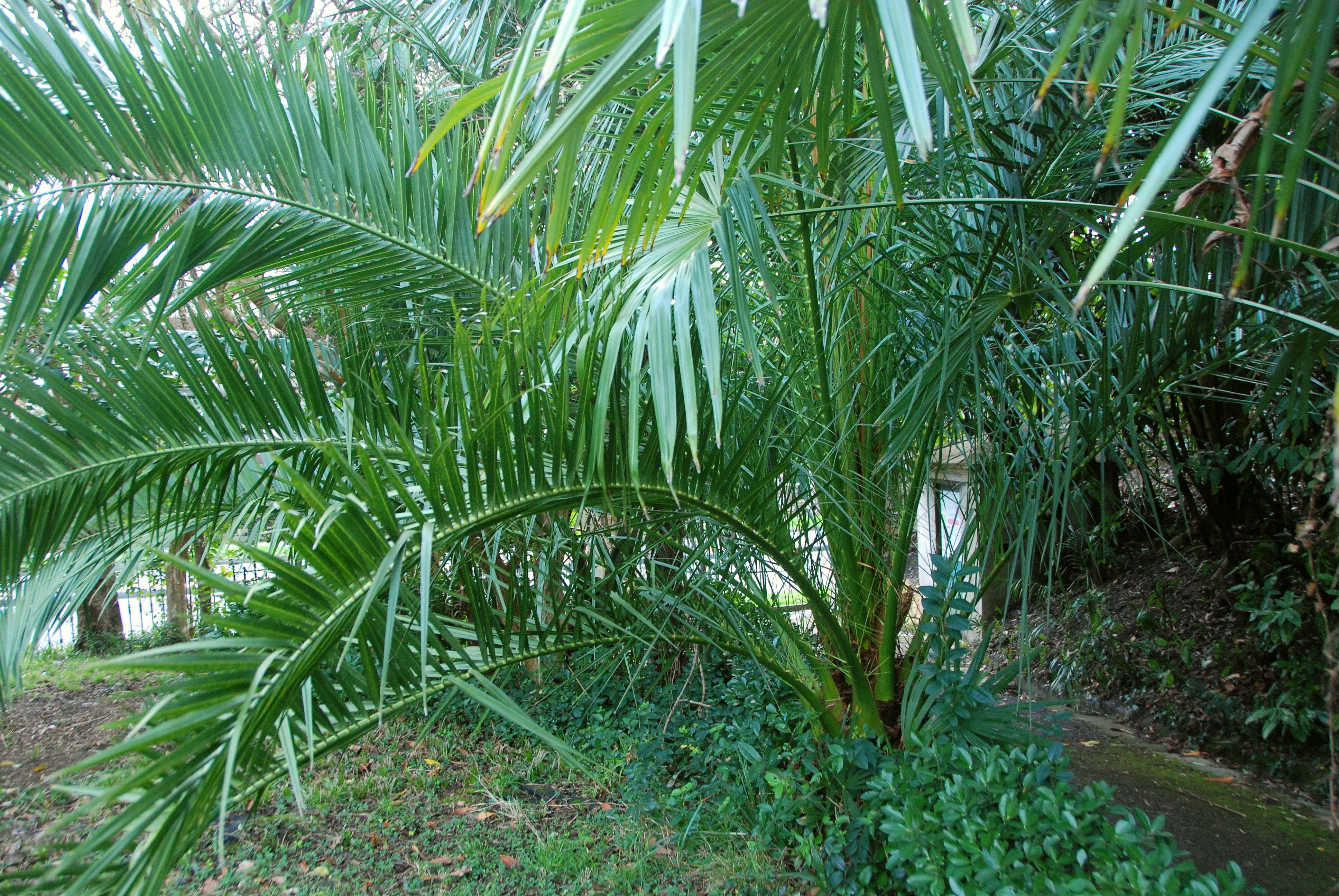
Phoenix canariensis
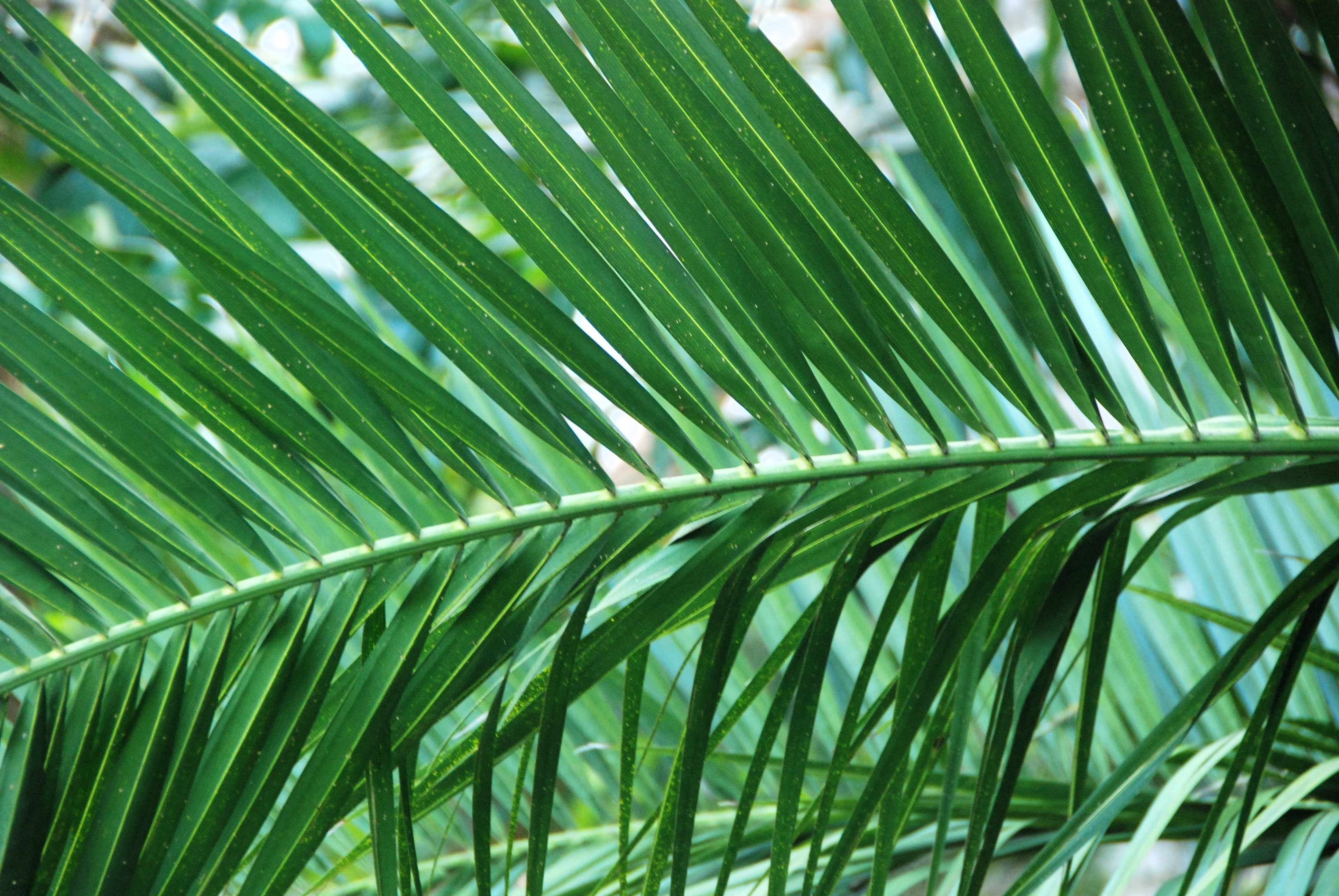
Phoenix Canariensis
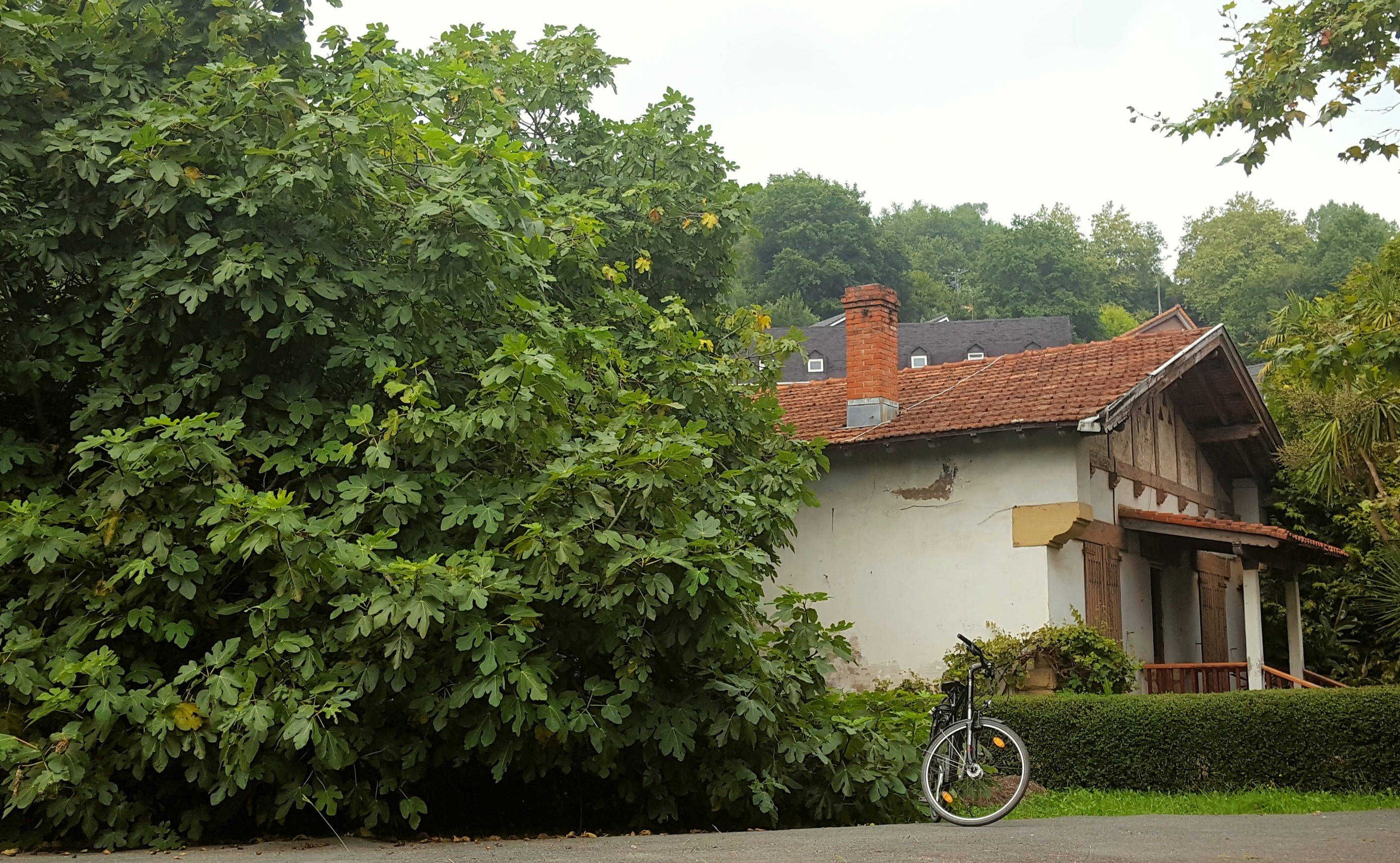
Figuera (Ficus carica)
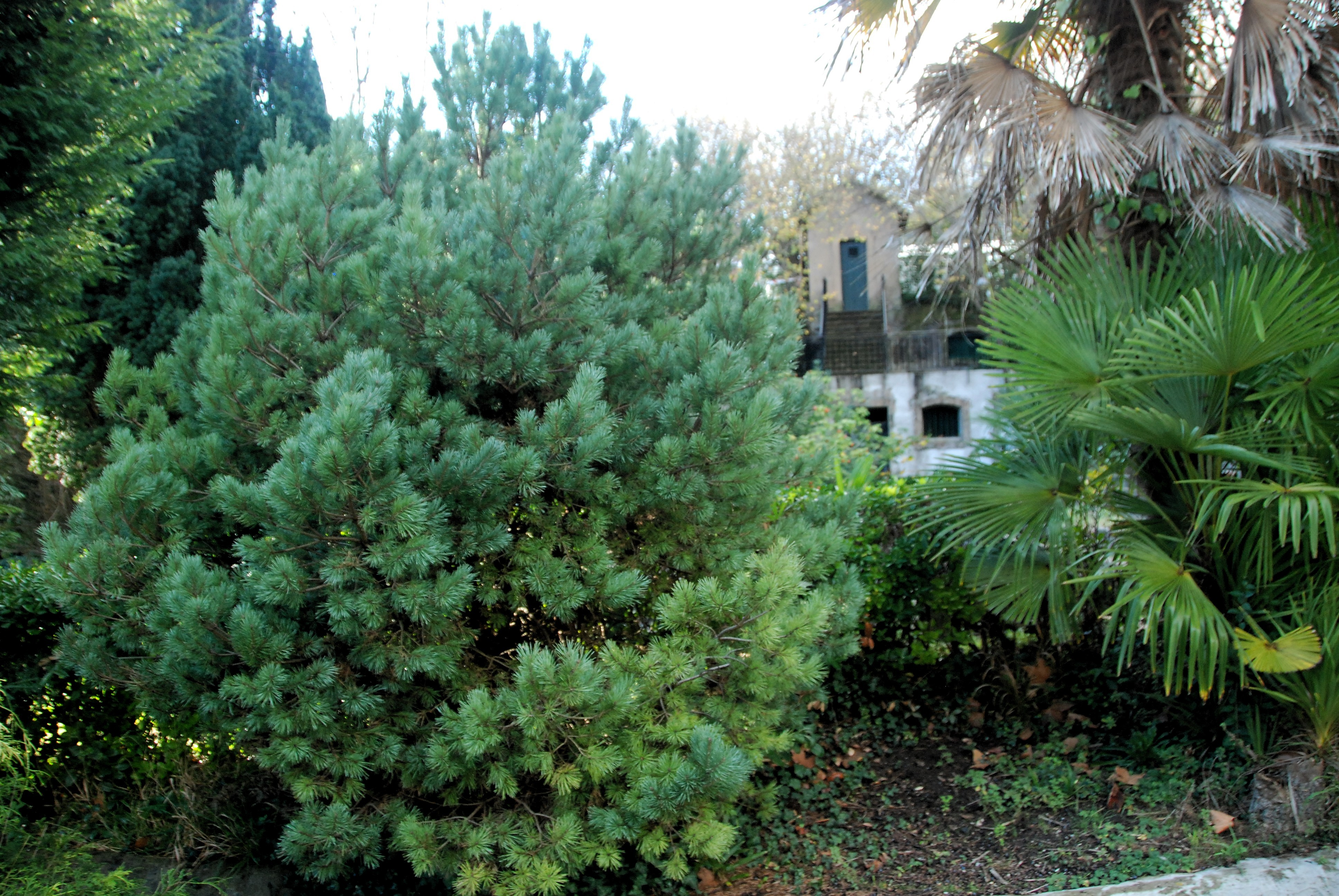
Pinus mugo
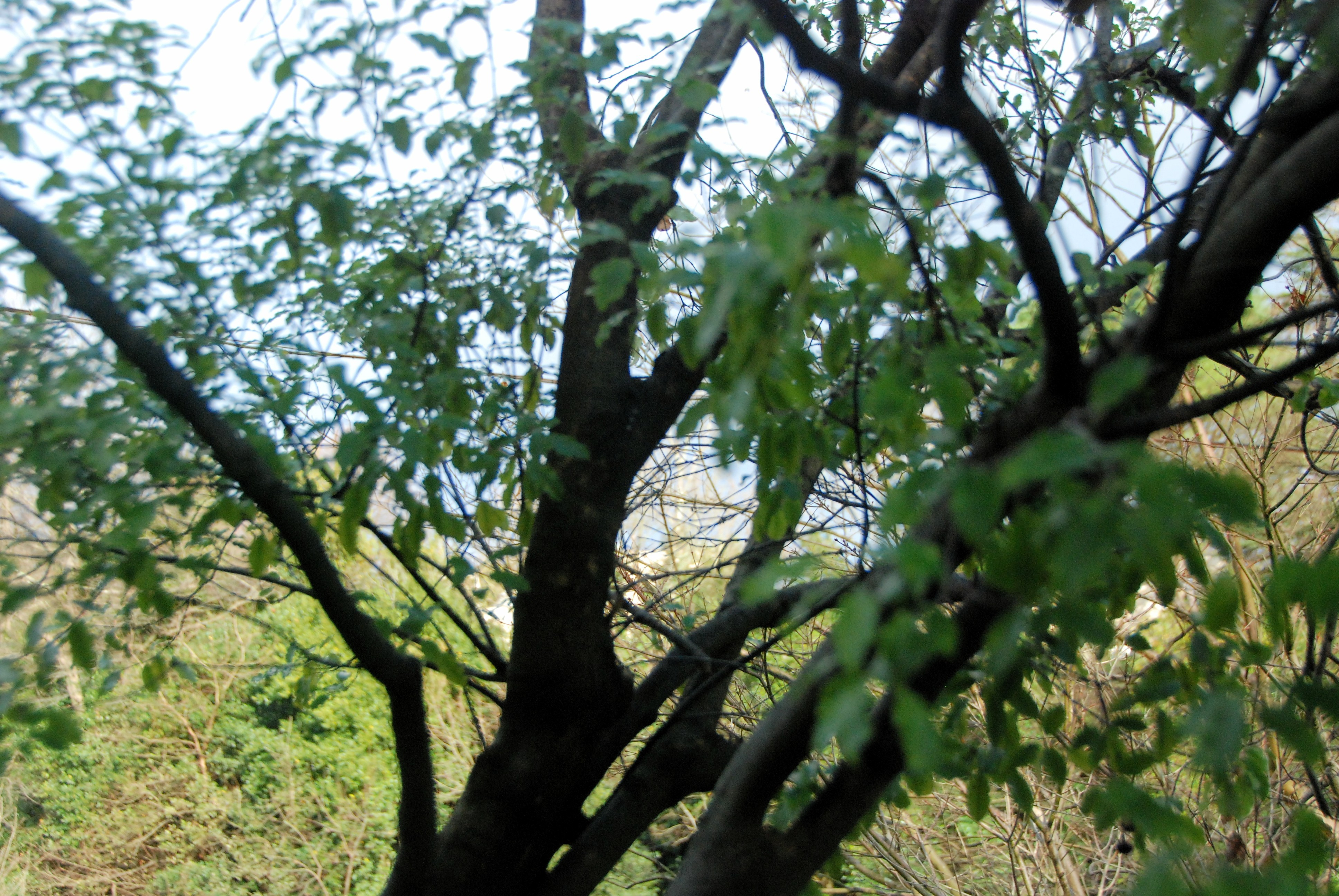
Pittosporum
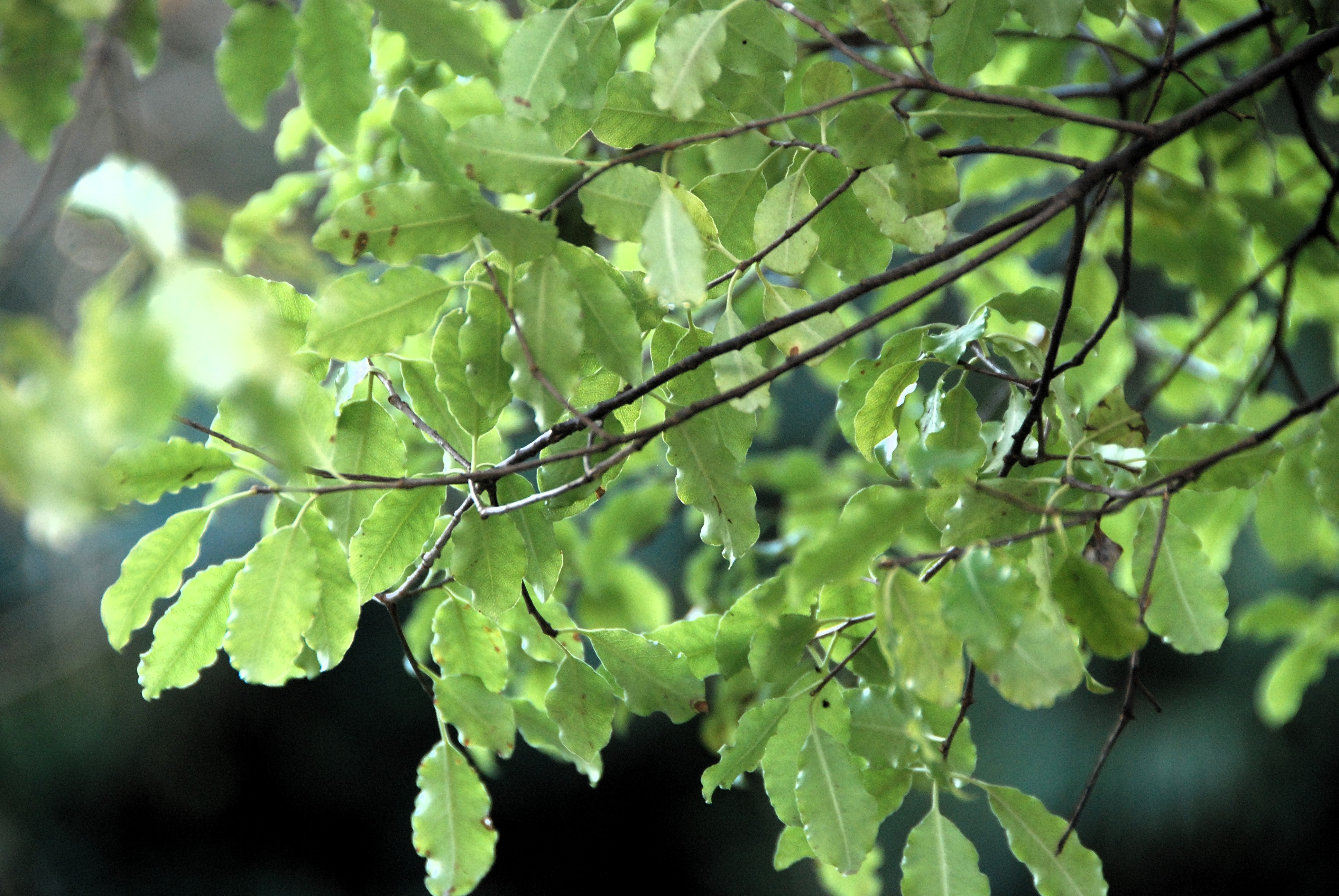
Pittosporum
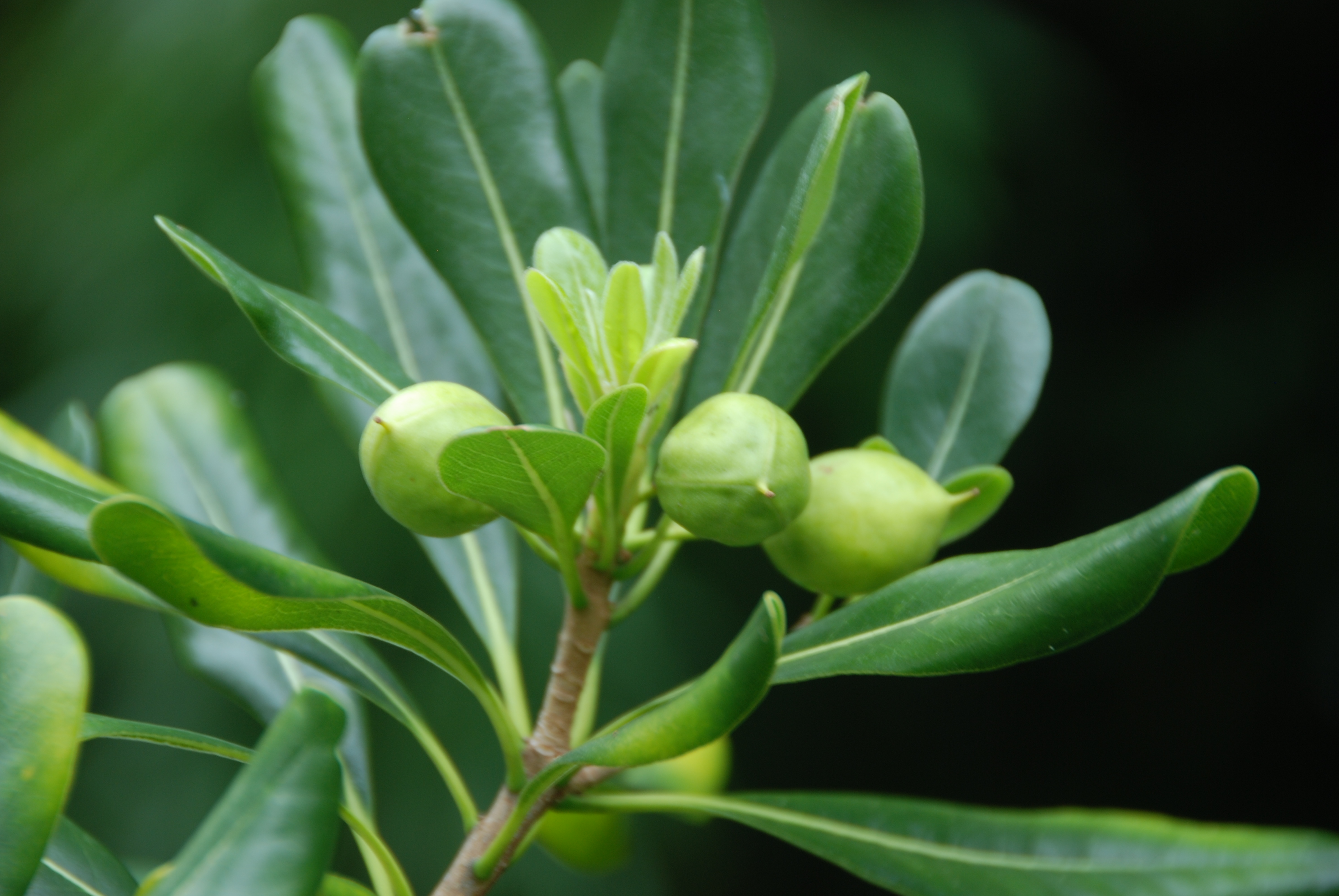
Pittosporum
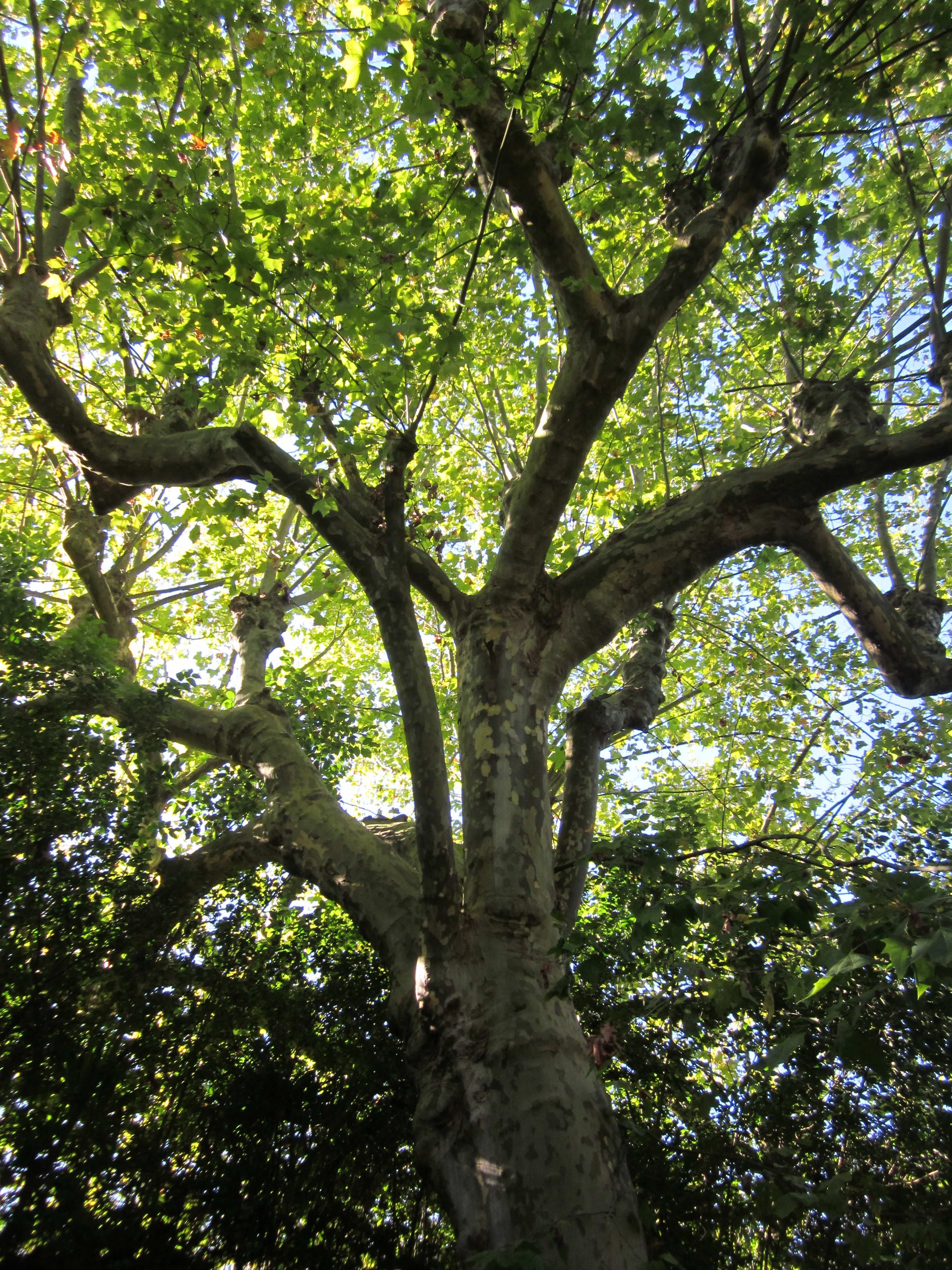
Plataner (Platanus orientalis)
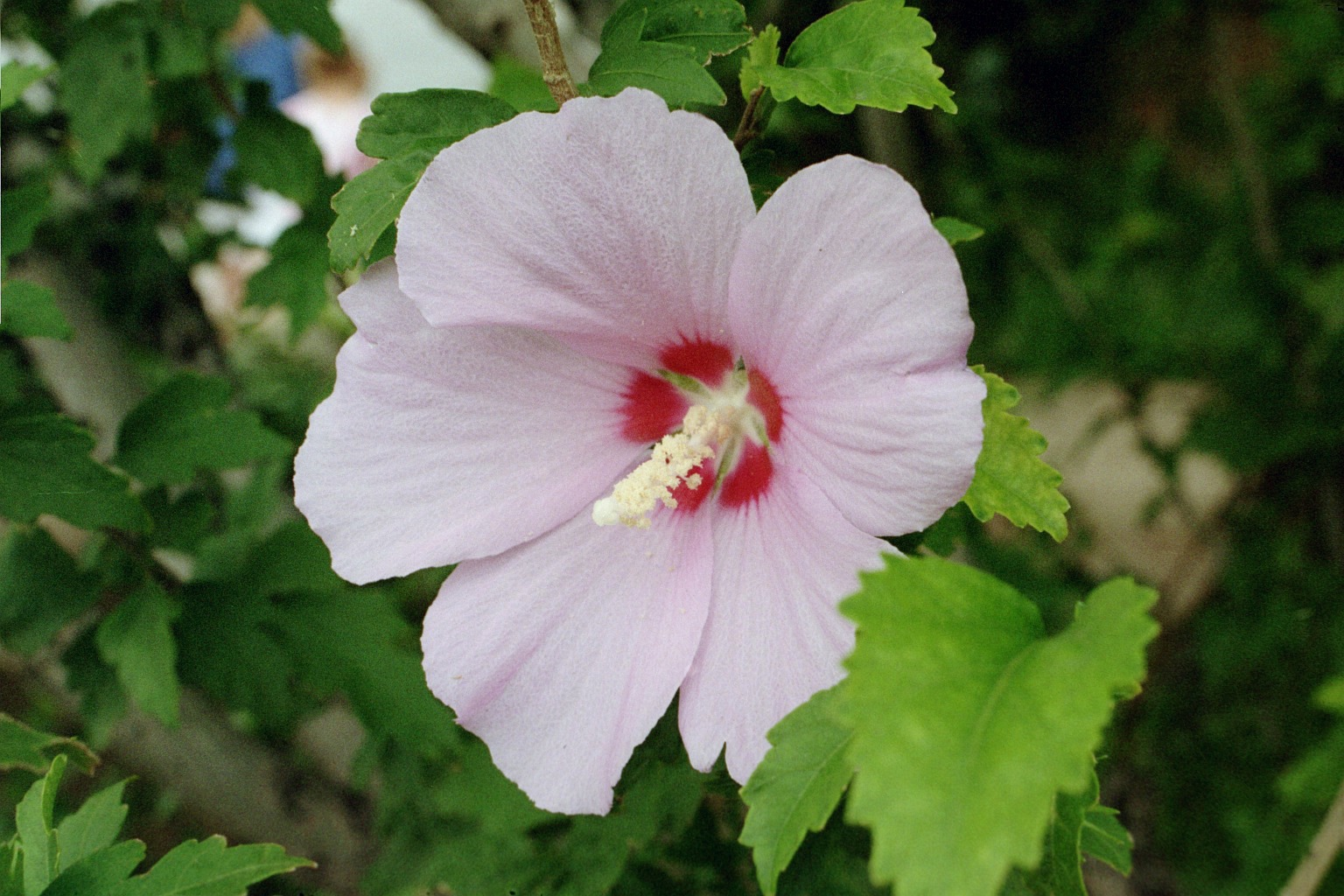
Rosa de Síria (Hibiscus syriacus)
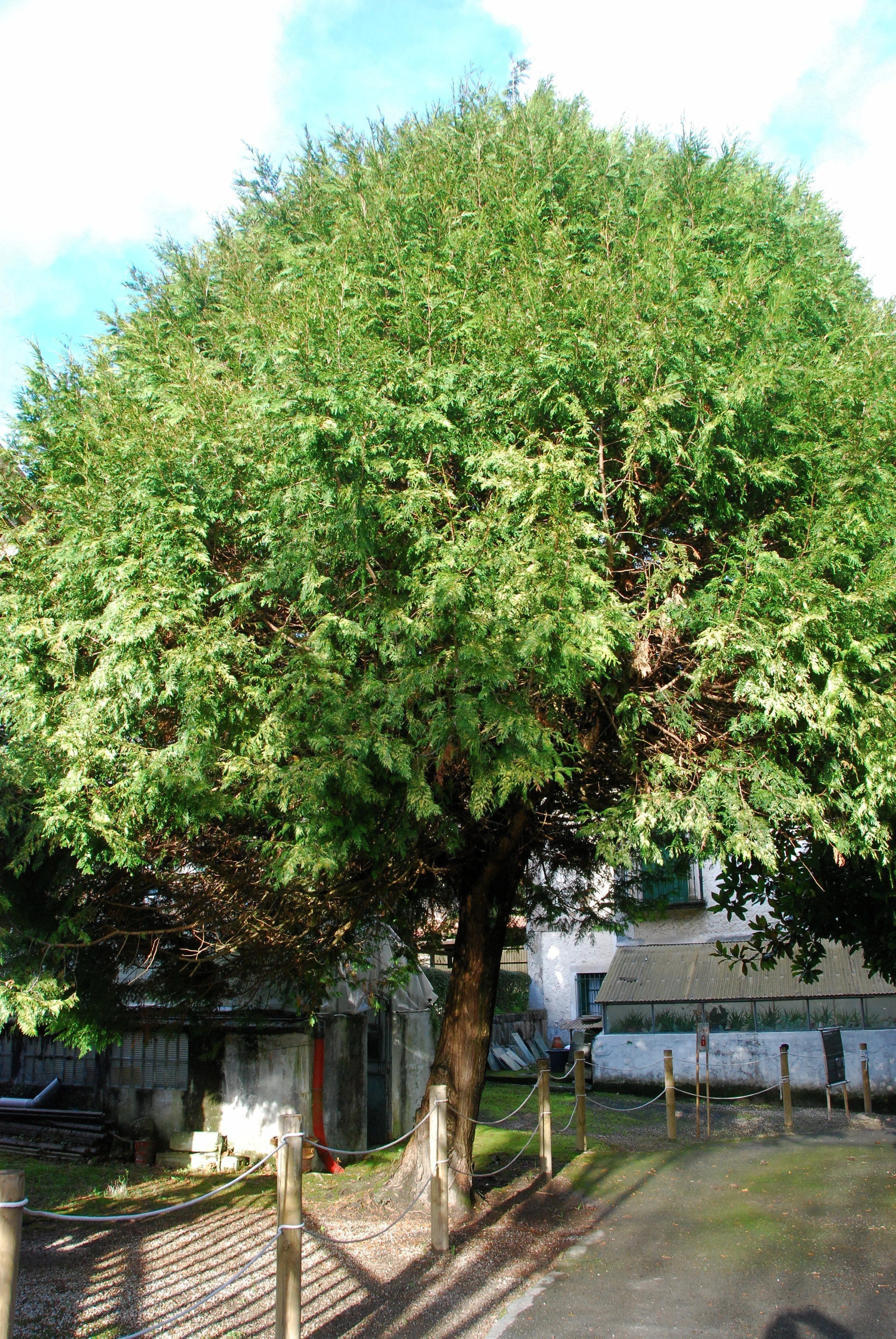
Thuja
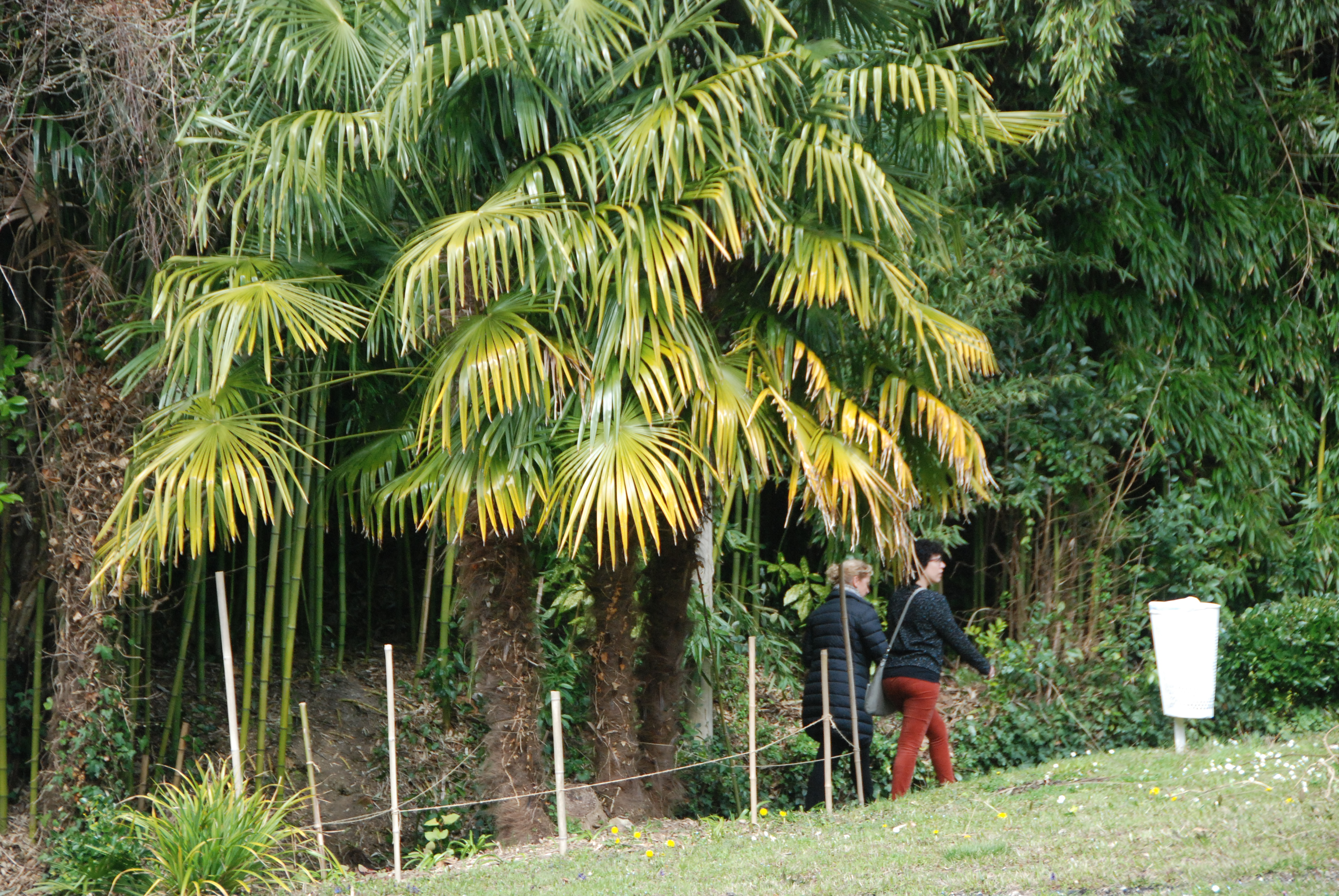
Palmera excelsa (Trachycarpus fortunei)
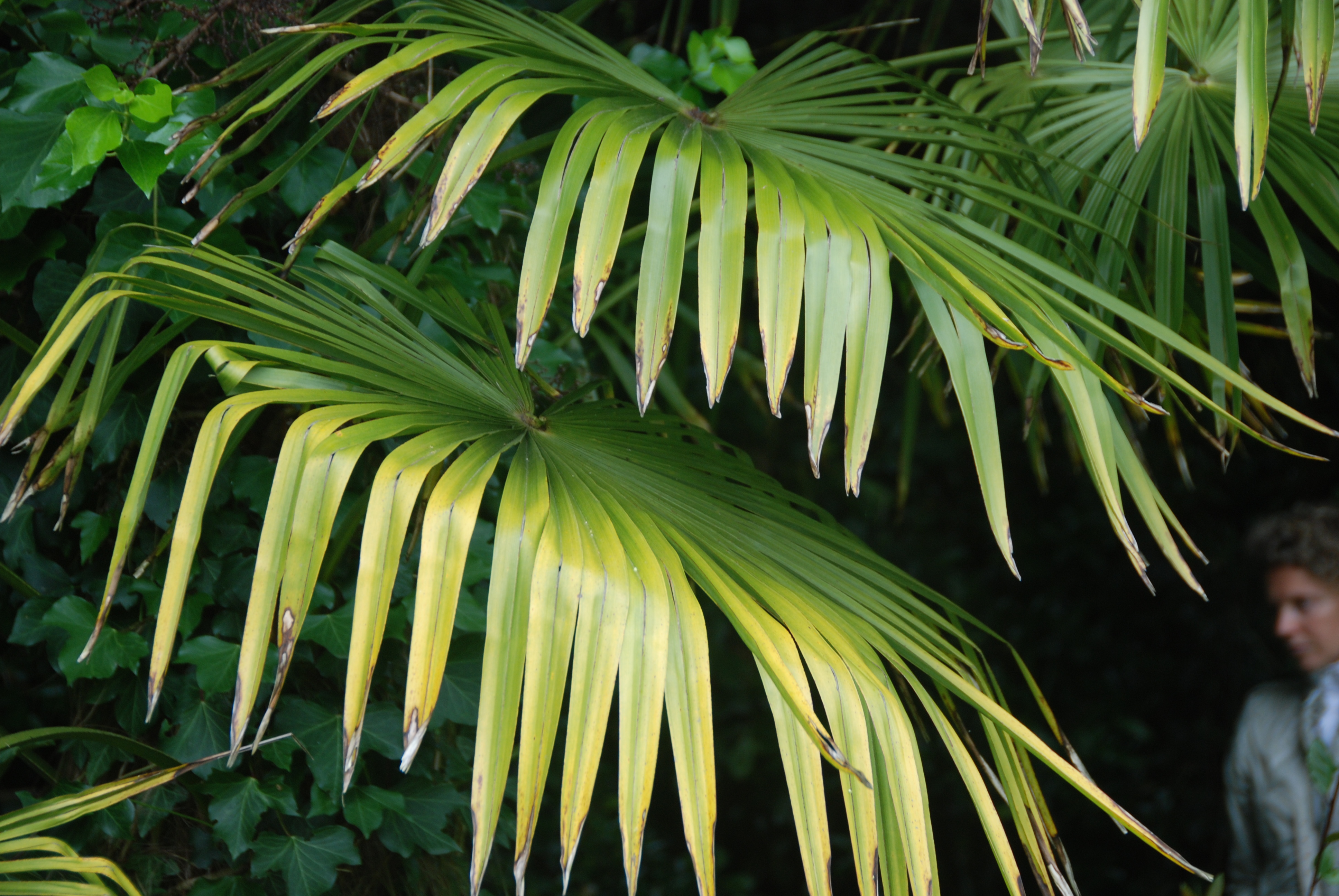
Palmera excelsa (Trachycarpus fortunei)
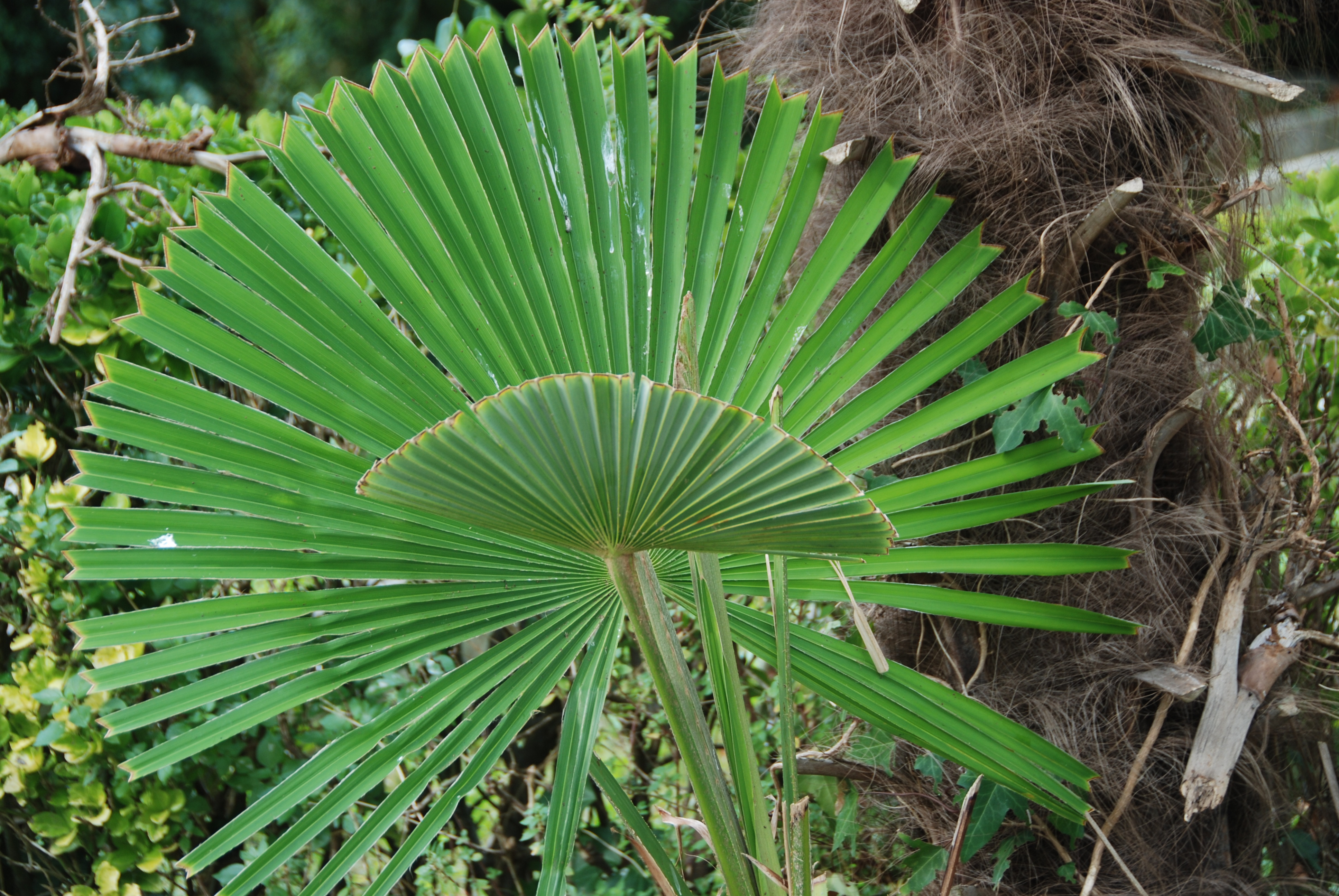
Trachycarpus fortunei
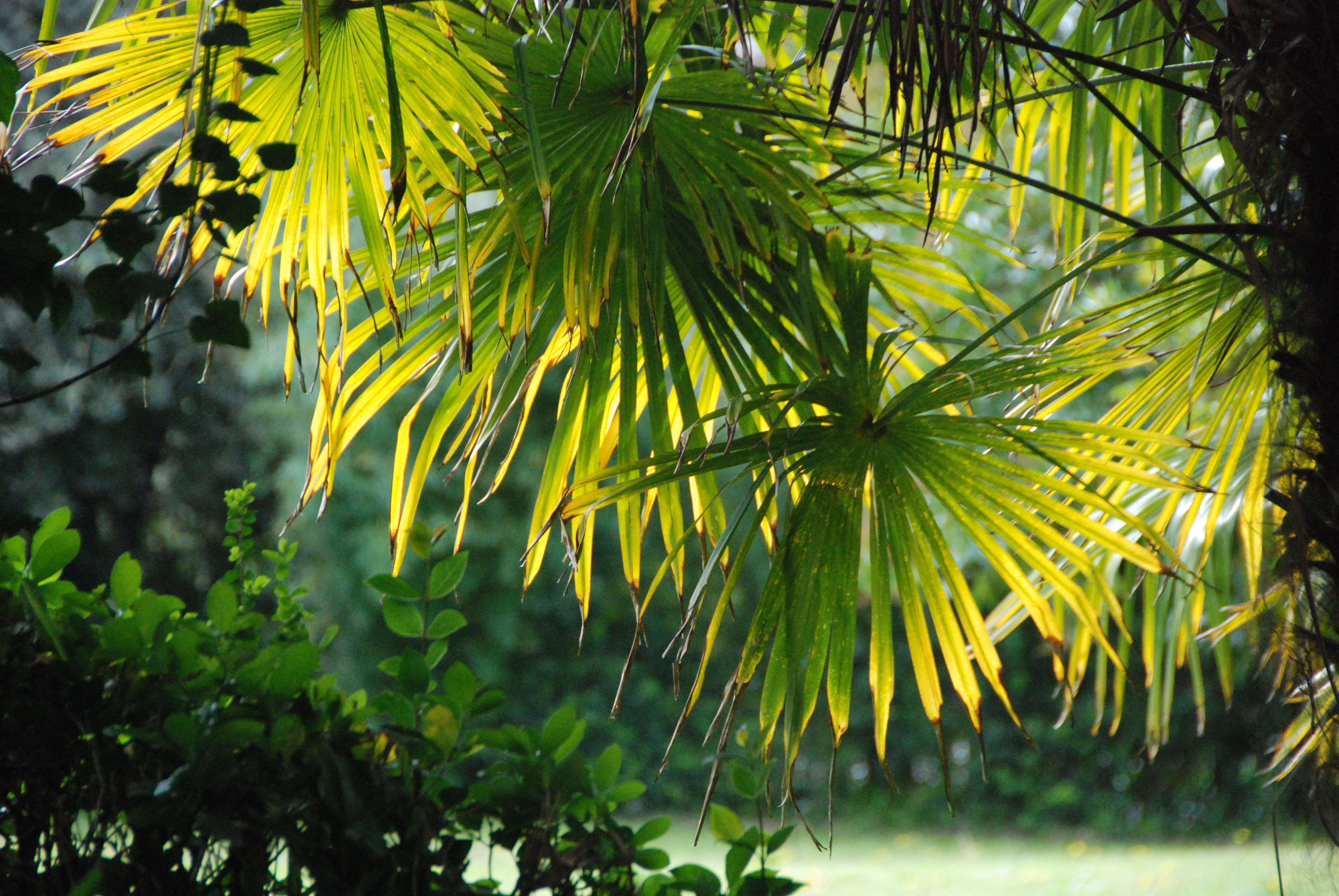
Trachycarpus fortunei
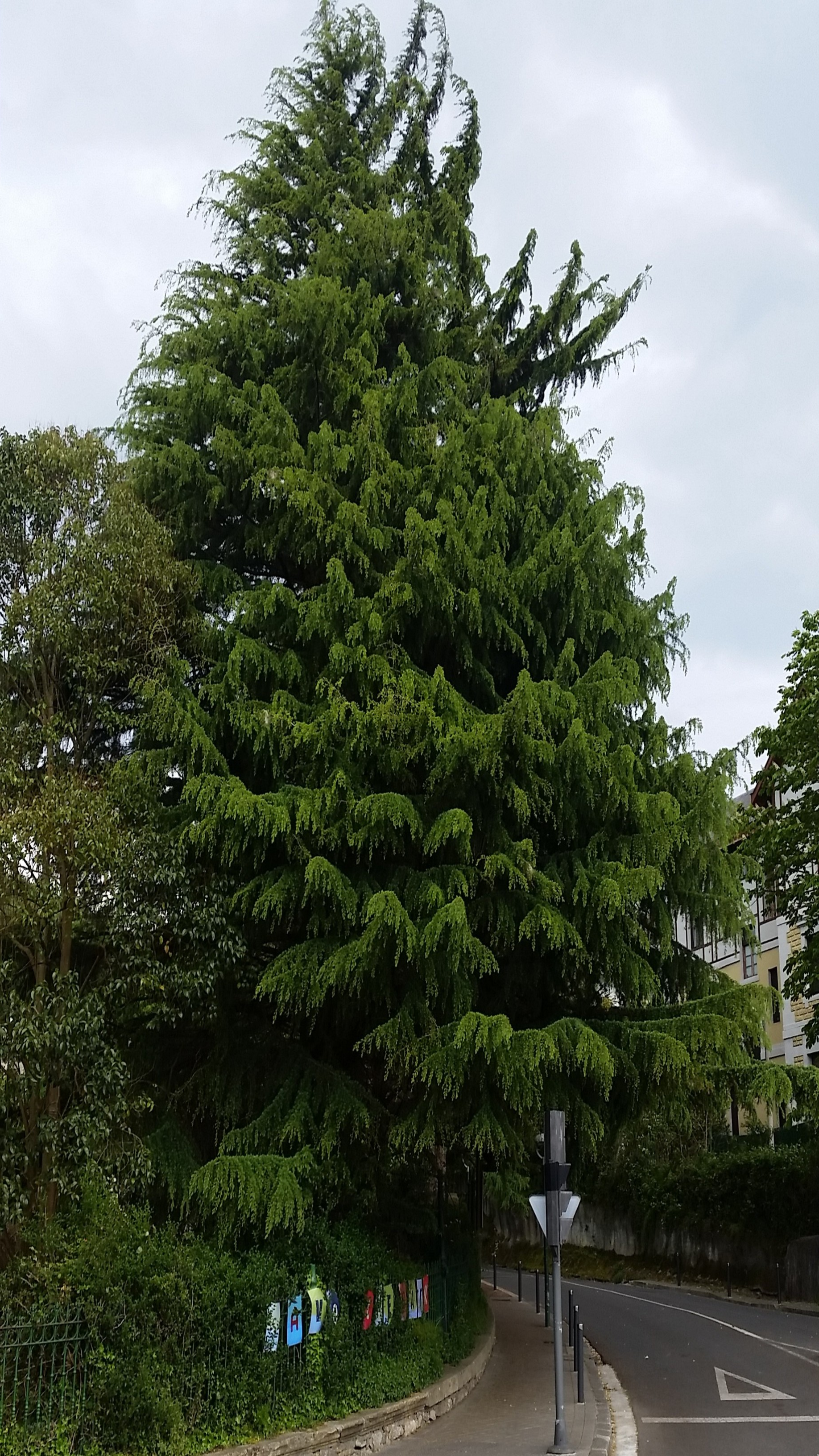
Cedre (Cedrus)
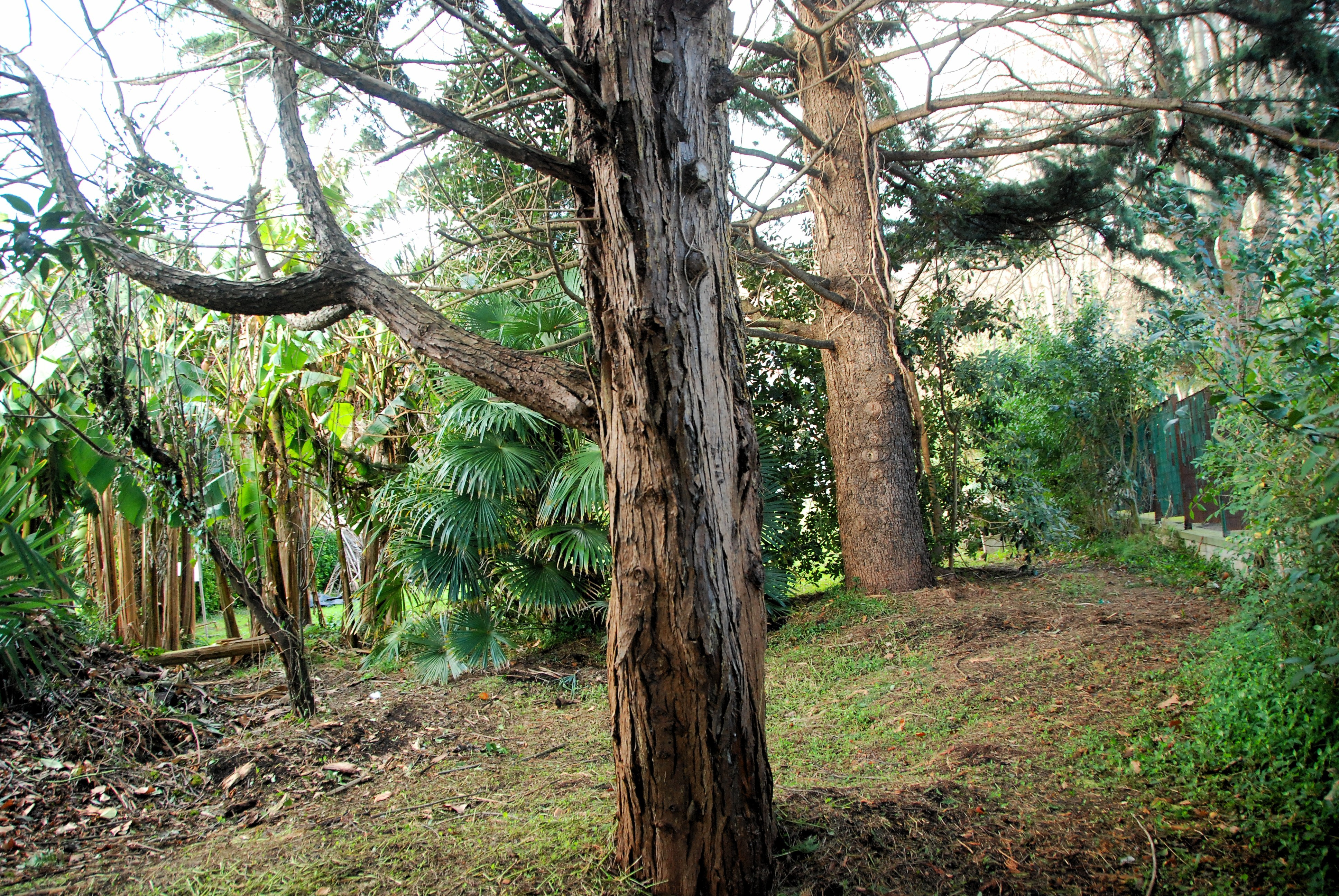
Cedre (Cedrus)
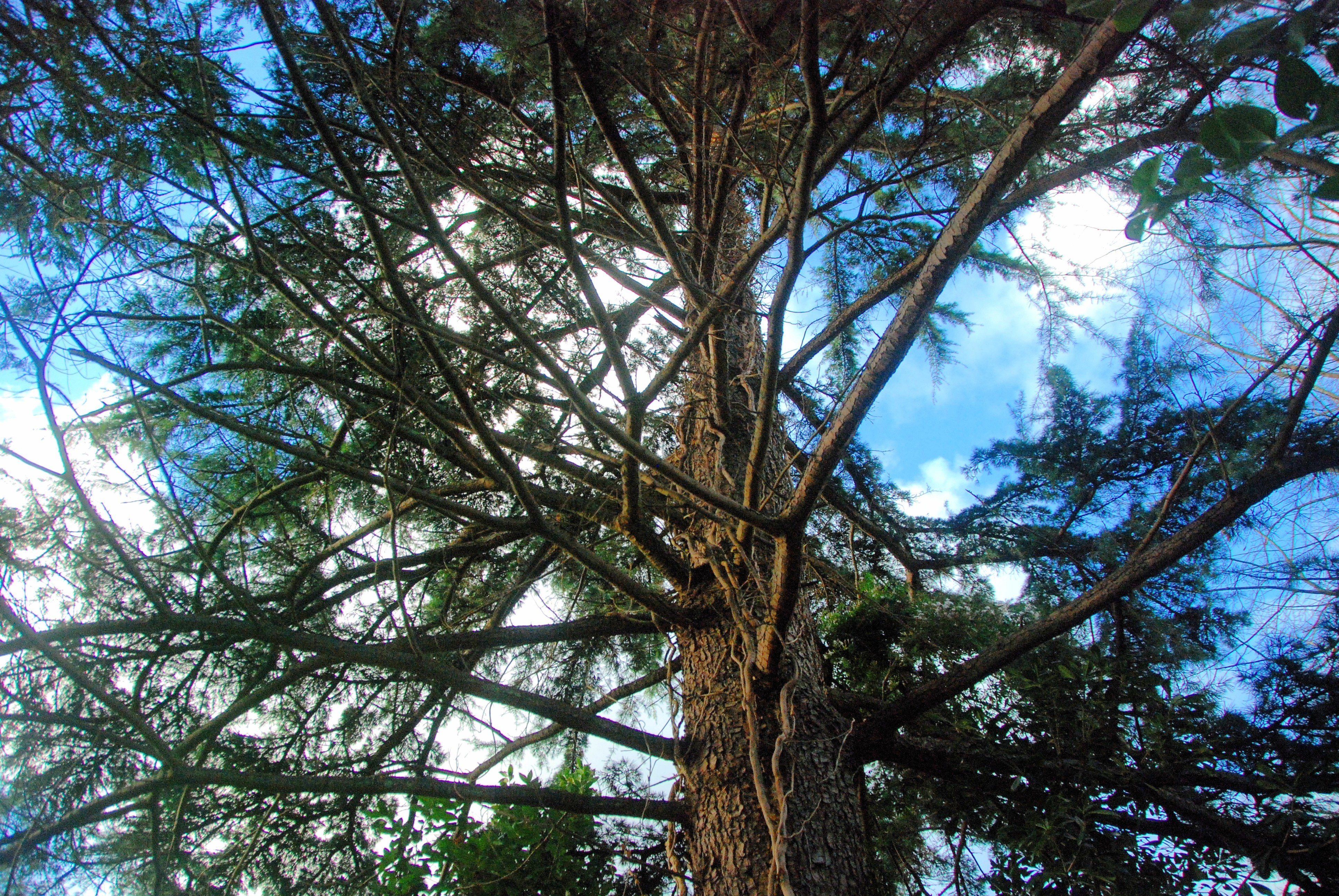
Cedre (Cedrus)
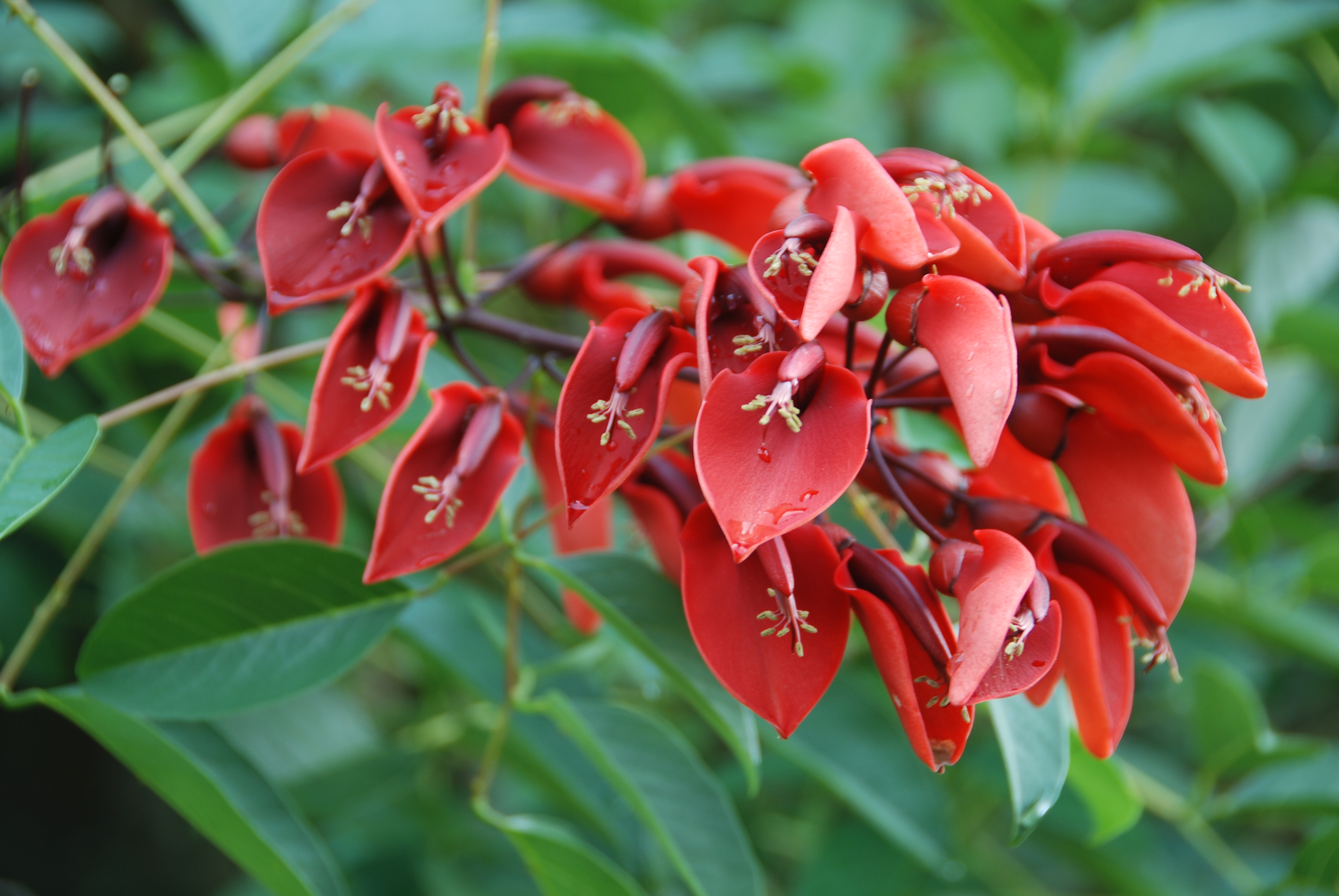
Ceibo, Cresta de gall, Eritrina (arbre) (Erythrina crista-galli)

Es d'interès pels visitants saber que existeix un lloc web que permet identificar els arbres i la seva posició al parc.